# Heiligdomsvaart van Maastricht
De heiligdomsvaart van Maastricht is een zevenjaarlijks religieus en historisch evenement in de Nederlandse stad Maastricht. De heiligdomsvaart ontstond in de middeleeuwen uit de populaire bedevaarten naar het graf van Sint-Servaas. Gestimuleerd door pauselijke aflaten, trokken de gecombineerde heiligdomsvaarten van Maastricht, Aken en Kornelimünster in de 15e eeuw meer dan honderdduizend pelgrims uit heel Europa.
In 1874 werd de Maastrichtse traditie nieuw leven ingeblazen, na ruim twee eeuwen een sluimerend bestaan te hebben geleid. Deze 'moderne' versie is een mix van religie, cultuurhistorie en commercie. Hoogtepunten van de elf dagen durende festiviteiten zijn de reliekentoningen in de twee hoofdkerken van de stad, en de ommegangen door de stad, waarbij de belangrijkste devotionele voorwerpen worden meegevoerd. De heiligdomsvaart van 2025 vond plaats van 12 tot en met 22 juni; de eerstvolgende is voorzien in 2032.

## Geschiedenis

### Maastricht als bedevaartstad
Voordat er in Maastricht een heiligdomsvaart plaatsvond, was de stad al vele eeuwen een bedevaartstad van betekenis. Eind 6e eeuw was Gregorius van Tours de eerste die melding maakte van de toeloop naar het graf van Sint-Servaas en de vele wonderen die daar geschied zouden zijn. In die tijd verving, eveneens volgens Gregorius, bisschop Monulfus de provisorische grafkapel door een grote stenen kerk. Ook de oudste heiligenkalenders en hagiografieën uit de 8e en 9e eeuw vermelden pelgrimages en wonderbaarlijke genezingen bij het graf van de heilige. De kerk van Monulfus moest door het groeiend aantal pelgrims diverse malen worden vergroot, voor het laatst in de 11e eeuw. Door schenkingen kwam de Sint-Servaaskerk in bezit van steeds meer relieken, vaak gevat in kostbare reliekhouders, wat weer nieuwe bedevaartgangers aantrok. Voor pelgrims waren in Maastricht veel aflaten te verkrijgen; een Franse pelgrim rekende in 1453 uit dat in een jaar tijd in Maastricht zo'n 800 jaar aan strafvermindering in het Vagevuur was te verdienen. Omstreeks 1600 ging men ervan uit dat een bedevaart naar Maastricht een volle aflaat opleverde, dat wil zeggen volledige kwijtschelding van de tijdelijke straffen voor tot dan toe begane en betreurde zonden.
Ook de Onze-Lieve-Vrouwekerk bezat een belangrijke verzameling relieken. De kerkschat kreeg na 1200 een flinke impuls door de verwerving van het Byzantijns patriarchaalkruis en het zogenaamde 'borstkruis van Constantijn de Grote', beide naar alle waarschijnlijkheid na de plundering van Constantinopel (1204) tijdens de Vierde Kruistocht meegebracht (of geroofd) uit Constantinopel. Verder was de Onze-Lieve-Vrouwekerk bekend vanwege de gordel van Maria, het kleed van Lambertus, de reliekbuste van Bartolomeüs en relieken van Sint-Barbara, waarvan vooral die laatste twee populair waren bij de pelgrims. Het later zeer populaire genadebeeld van Onze Lieve Vrouw, Sterre der Zee kwam pas veel later in bezit van deze kerk.
Tussen de twee kapittelkerken bestond grote rivaliteit, met name als het ging om het aantrekken van bedevaartgangers, waarmee grote financiële belangen waren gemoeid. Het Sint-Servaaskapittel claimde op grond van een overeenkomst uit 1354 het alleenrecht om relieken te tonen in de open lucht. Het Onze-Lieve-Vrouwekapittel kon daardoor zijn relieken slechts tonen in de eigen kerk. Mogelijk werd daarvoor de bovengalerij in het oostkoor gebruikt. Het kapittel heeft in de 15e eeuw en later herhaalde malen gepoogd het monopolie van het Sint-Servaaskapittel aan te vechten. Het voerde diverse processen over de reliekentoning in het openbaar, tot aan de paus toe, maar tevergeefs. De rivaliteit tussen beide kapittels speelde ook waar het de waarde van hun relieken betrof. Zo maakte het Sint-Servaaskapittel goede sier met een kopie van het pronkstuk van de Onze-Lieve-Vrouwekerk, het Byzantijns patriarchaalkruis, dat het omstreeks 1490 liet kopiëren (zie: Patriarchaalkruis).
Voor de opvang van de bedevaartgangers naar het graf van Sint-Servaas bestond al sinds de 11e eeuw het Sint-Servaasgasthuis, op de zuidoosthoek van het Vrijthof. Daarnaast was Maastricht van de 12e tot de 16e eeuw een halteplaats voor pelgrims uit de Nederlanden, Noord-Duitsland en Scandinavië op weg naar Santiago de Compostella. Voor hen was niet ver van het Sint-Servaasgasthuis het Sint-Jacobsgasthuis ingericht. Beide gasthuizen kregen in de 17e eeuw met het afnemen van de pelgrimages andere functies en werden begin 19e eeuw afgebroken.

### Middeleeuwen: bloeitijd
De naam heiligdomsvaart ('reis naar de heiligdommen of relieken') is waarschijnlijk afgeleid van de oudere benamingen 'Roomse vaart' en 'Akense vaart', zoals de middeleeuwse bedevaarten naar Rome en Aken werden aangeduid. De bedevaart naar Maastricht, de 'Trichter vaart', werd vanouds gecombineerd met die van Aken en Kornelimünster, waar eveneens belangrijke relieken werden getoond. Uit een pauselijke bul van 1249 is af te leiden dat rond de veertiende juli veel pelgrims naar de Sint-Servaaskerk kwamen. In 1289 verleende de Luikse wijbisschop Bonaventura een aflaat aan gelovigen die rond deze tijd de Sint-Servaaskerk bezochten. De oudste vermelding van een 'heiligdomskermis' in Maastricht, samenvallend met de 'Akense vaart' (Middelnederlands: aexse vaert), dateert van 1391. De term 'heiligdomsvaart' (heyldomsvaert) werd in 1440 voor het eerst opgetekend. De grote bloeitijd was in de 15e eeuw toen meer dan 100.000 pelgrims op de heiligdomsvaarten in Maastricht en Aken afkwamen.
De Maastrichtse heiligdomsvaart vond in de middeleeuwen plaats rondom het feest van de heilige bisschoppen Monulfus en Gondulfus (16 juli), meestal een week ervoor en een week erna. Het jaar waarin een heiligdomsvaart plaats had, was een jubeljaar of genadejaar (afgeleid van het Bijbelse sabbatjaar), waarin bijzondere aflaten te verdienen waren. Voor de meeste pelgrims was het hoofddoel van de heiligdomsvaart een bezoek aan het graf van Sint-Servaas (en in mindere mate aan dat van Monulfus en Gondulfus), het drinken van heilzaam wijwater uit de drinknap van Sint-Servaas (en uit de Sint-Servaasbron) en het bijwonen van een reliekentoning. Daarnaast waren biecht en boetedoening vaste onderdelen van een bedevaart, zonder welke geen aflaten waren te verkrijgen. Nadat men aan die verplichtingen had voldaan, kreeg men een voorgedrukt biecht- en bedevaartbewijs, waarop slechts de naam van de pelgrim hoefde te worden ingevuld en dat voorzien werd van het zegel van de kerk.

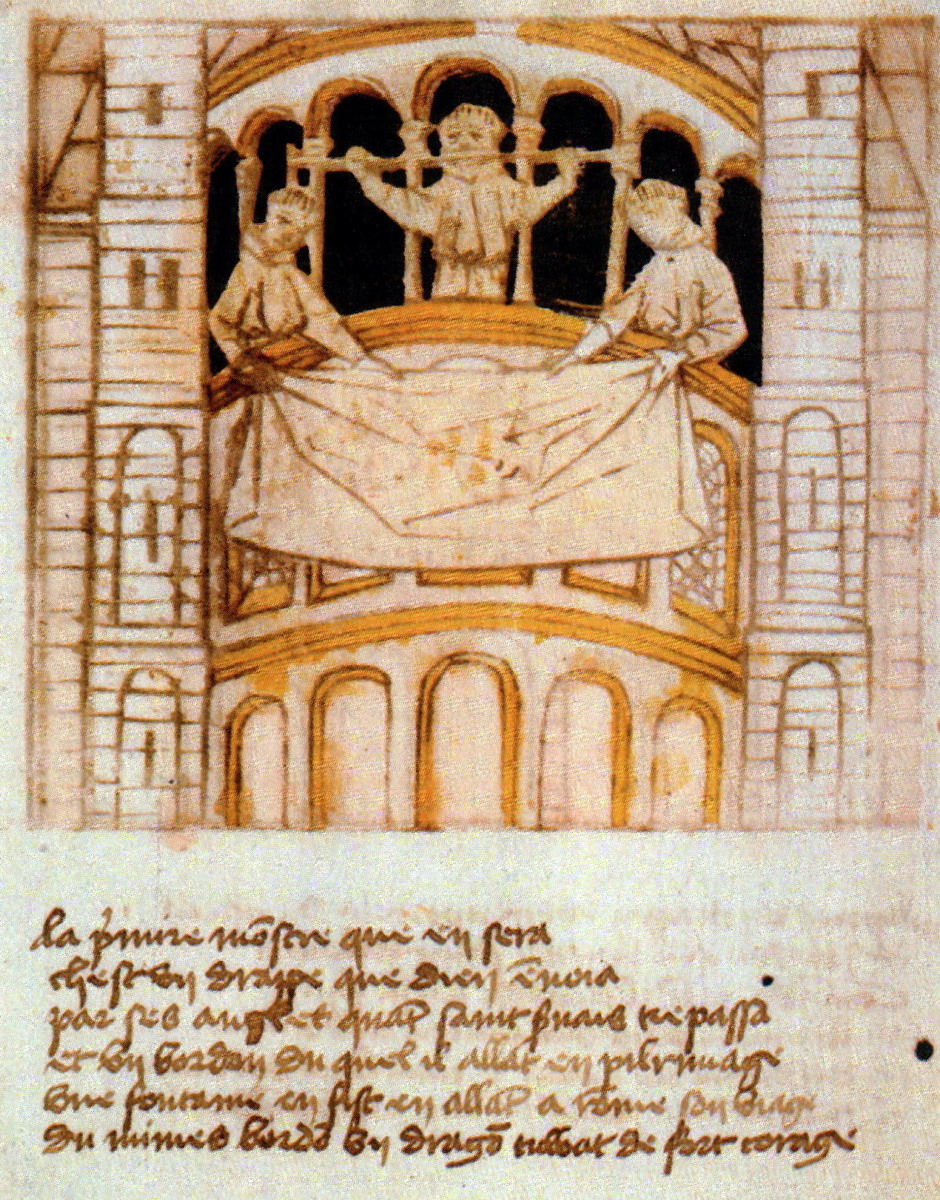
Toning van de pelgrimsstaf en een van de 'hemelse doeken' (Blokboek van Sint-Servaas, ca. 1460)

De Sint-Servaaskerk had in Maastricht het alleenrecht op de reliekentoning in de open lucht. Dat gebeurde tijdens de heiligdomsvaart eenmaal per dag op het Vrijthof, nadat de verzamelde pelgrims daar een openluchtmis hadden bijgewoond. De reliekentoning vond plaats vanaf de dwerggalerij, die voor die gelegenheid was versierd met doeken met daarop engelfiguren en Sint-Servaassleutels. Het is overigens niet zeker of de dwerggalerij voor dit doel gebouwd is. Mogelijk bestond het gebruik van de reliekentoning in de 12e eeuw nog niet, toen de oostpartij werd gebouwd; wellicht werd de galerij slechts als architectonische versiering toegevoegd en ontstond het gebruik later. In de 15e eeuw kwamen er zoveel pelgrims naar de heiligdomsvaart dat de lage muren om het Vrijthof voor die gelegenheid moesten worden afgebroken.
De toning moet een theatraal gebeuren zijn geweest, waarbij de emoties bij het publiek hoog opliepen en luide jammerklachten waren te horen. Velen hielden brood, vlees en allerlei voorwerpen omhoog om die als het ware door de getoonde relieken te laten heiligen. Sommige pelgrims zaten op de daken van huizen rond het Vrijthof om zich zo veel mogelijk aan de relieken bloot te stellen. De relieken werden in vier groepen getoond. Elke groep werd aangekondigd met een uit Aken overgenomen formule, die telkens begon met: "Men sall uch toenen..." ("Men zal u tonen"), waarna een beschrijving van de voorwerpen volgde en een gebed. De volgorde was: 1. het sudarium of de zweetdoek van Sint-Servaas (een van de drie 'hemelse doeken'), samen met zijn bisschopsstaf; 2. de rode lijkdoek van Sint-Servaas en zijn pelgrimsstaf; 3. de witte doek die de tombe van Sint-Servaas bedekte, en zijn kelk en pateen; 4. ten slotte, het borstbeeld van Sint-Servaas, de Thomasarm en een kruisje dat door Sint-Lucas zou zijn gemaakt. Daarna werden de pelgrims uitgenodigd om ook het graf van de heilige te bezoeken en de overige relikwieën in de kerk te bekijken. Ter afsluiting luidden de kerkklokken en bliezen de pelgrims massaal op hun pelgrimshoorns.
Tijdens de twee weken durende heiligdomsvaart bezochten tienduizenden pelgrims de stad, van wie de meesten na enkele dagen verder reisden, bijvoorbeeld naar Aken. Omdat de beide pelgrimsgasthuizen de toestroom niet aankonden, werden de pelgrims ook in andere gasthuizen toegelaten. Velen zochten onderdak in kloosters en herbergen in en buiten de stad, of bij particulieren. De bedevaartgangers, die vaak meerdere bestemmingen per reis combineerden, waren afkomstig uit onder andere de Nederlanden, Frankrijk (vooral uit Normandië en Bretagne, waar Sint-Servaas speciale verering genoot), Duitsland, Scandinavië, Bohemen, Hongarije en Engeland. Voor de stad waren al die bezoekers uiteraard van groot economisch belang. Tijdens de heiligdomsvaart mocht iedere burger vreemde valuta wisselen en spijs en drank verkopen, buiten de gebruikelijke bepalingen van stadsbestuur en ambachten om. Ook de ambachten zelf hadden meer vrijheid: zo mochten de brouwers in 1440 alle soorten bier brouwen en de bakkers mochten elk soort brood verkopen. Als souvenir werden aangeboden pelgrimshoorns van aardewerk, pijpaarden pelgrimsflesjes en, vooral, tinnen pelgrimsinsignes, die in heel Europa zijn teruggevonden. Vanaf de 16e eeuw werden deze in toenemende mate verdrongen door medailles, vaantjes, boekjes, prenten, toningsformulieren en biecht- en bedevaartbewijzen. Vaak waren deze voorwerpen versierd met afbeeldingen van zowel Maastrichtse als Akense en Kornelimünsterse relieken, zodat die ook daar verkocht konden worden.
Aan het begin van de heiligdomsvaart bliezen de stadstorenwachters op hun bazuinen, als aankondiging van de veertiendaagse 'vrijheid van Sint-Servaas', de periode dat allerlei regels niet golden en bijvoorbeeld bannelingen overdag ongestraft de stad in mochten en vreemdelingen niet opgepakt konden worden voor in het verleden gepleegde vergrijpen. Dat laatste bracht bepaalde risico's met zich mee. Een deel van de pelgrims ging op bedevaart omdat dat onderdeel was van een opgelegde straf. Om die redenen werden rondom de heiligdomsvaart extra veiligheidsmaatregelen getroffen. Leden van het Maastrichtse stadsbestuur en de ambachten vormden milities, die toezicht hielden in de straten waar de pelgrims doorheen trokken. Wie de stadsvrede verbrak, werd streng gestraft met een hoge geldboete, of een strafbedevaart naar Santiago de Compostella. Ook moesten burgers een kuip water voor de deur hebben staan om het verhoogde risico op stadsbranden het hoofd te bieden.

### 16e–18e eeuw: achteruitgang
Door de Reformatie, godsdienstoorlogen en pestepidemieën nam de animo voor de heiligdomsvaart in de loop van de 16e eeuw flink af, zowel in Maastricht als in naburige steden. In 1489 en 1552 ging de heiligdomsvaart wegens oorlogsdreiging niet door. Bij het beleg van 1579 gingen de 'hemelse doeken' verloren en raakte het borstbeeld van Sint-Servaas ernstig beschadigd. In 1608 kwamen er nog maar 13.000 pelgrims. Nadat in 1632 bij het vredesverdrag met Frederik Hendrik de stedelijke soevereiniteit van het tweeherige Maastricht voor de helft was overgegaan in handen van de protestantse Republiek der Zeven Verenigde Nederlanden, kwam er een verbod op processies en andere religieuze manifestaties in het openbaar. Waarschijnlijk was de laatste heiligdomsvaart-oude-stijl in 1629.

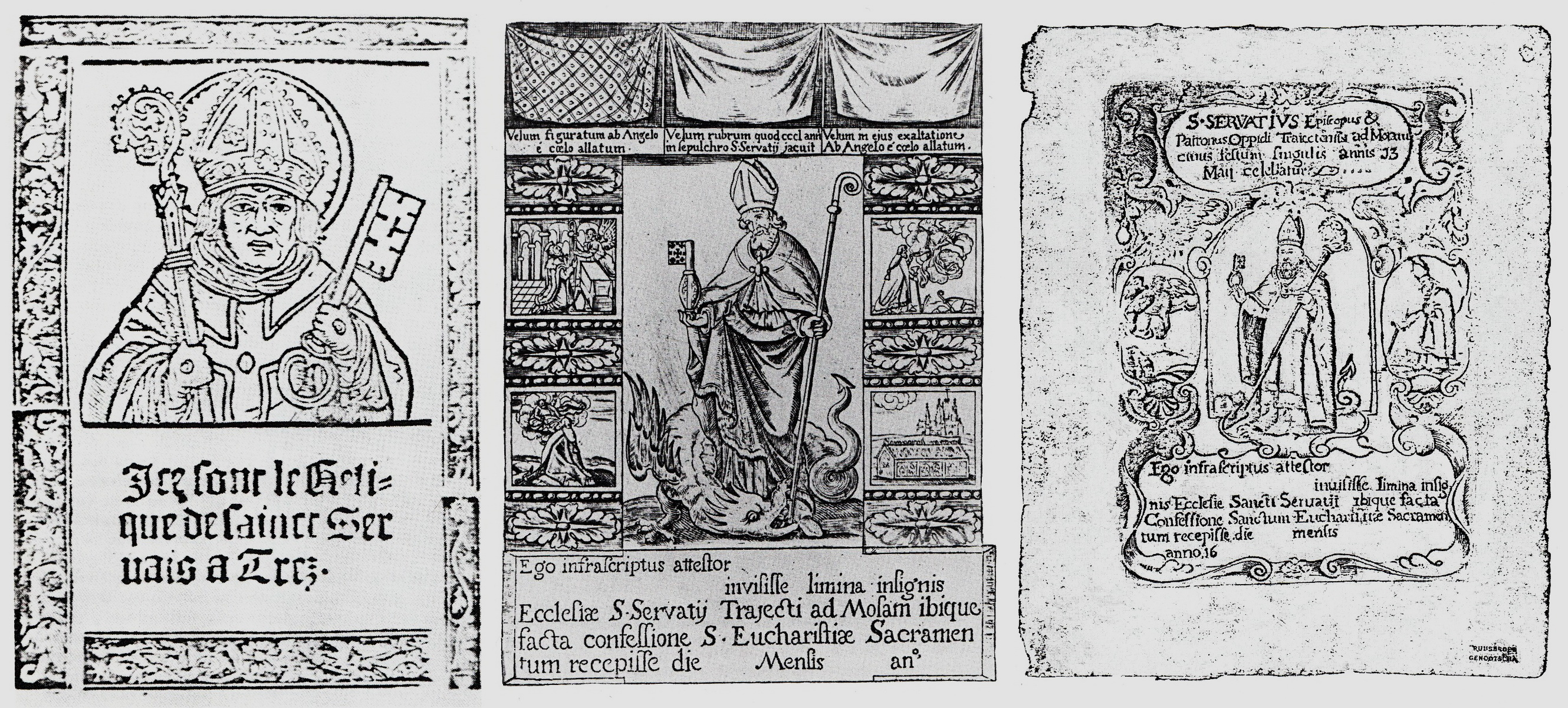
Pelgrimsboekje, biecht- en bedevaartbewijs, 16e-17e eeuw

In 1655, 1662 en 1706 vonden nog wel heiligdomsvaarten plaats, maar sober, zonder de openbare reliekentoning op het Vrijthof. De Noodkist stond in deze periode permanent op het priesterkoor van de Sint-Servaaskerk opgesteld, maar verhuisde in tijden van gevaar naar de vieringscrypte. Voorwerpen die herinnerden aan de bloeitijd van de bedevaarten, verdwenen geleidelijk uit de kerk. Zo werd de cenotaaf van Monulfus en Gondulfus omstreeks 1625 begraven op de plek, waar deze in 1890 werd ontdekt. Het gebeeldhouwde doksaal en het Sint-Servaasaltaar werden in 1732 afgebroken. Over toningen in de Onze-Lieve-Vrouwekerk zijn uit deze periode geen gegevens bekend.
In de Franse Tijd (1794-1814) werden de Maastrichtse stadskapittels en kloosters opgeheven en sommige parochiekerken gesloten (1796-1797). Na het concordaat van Napoleon met de paus gingen de laatste in 1804 weer open, maar de kapittelkerken niet. Zij deden enige tijd dienst als opslagplaats, paardenstal en militair magazijn, de Onze-Lieve-Vrouwekerk zelfs tot 1837. De kerkschatten hadden in deze tijd zeer te lijden. Ofschoon kanunniken en kloosterlingen heimelijk onderdelen van hun kunstbezit aan inbeslagname door het Franse bewind wisten te onttrekken, moesten vanwege belastingheffingen tal van gouden en zilveren voorwerpen, waaronder reliekhouders, worden omgesmolten of verkocht. Na de Franse Tijd bleek de binding met de vroegere kerkelijke instellingen en bezittingen sterk teruggelopen. Sommigen zagen de hun toevertrouwde voorwerpen inmiddels als eigen bezit, dat aan de hoogstbiedende kon worden verkocht. Ook de opeenvolgende pastoors en kerkbesturen toonden in de eerste helft van de 19e eeuw weinig belangstelling voor het middeleeuwse erfgoed. De Onze-Lieve-Vrouwekerk verloor het Byzantijns patriarchaalkruis en het gouden 'kruisje van Constantijn', die in 1837 door een oud-kanunnik aan de paus werden geschonken. De Sint-Servaaskerk raakte in deze periode eveneens belangrijke kunstschatten kwijt: de Einhardsboog (mogelijk al eerder verdwenen), het schilderij Vera Icon van Jan van Eyck (1817) en de vier vergulde pendanten van de Noodkist (1846).

### 1874: herstel
In de loop van de 19e eeuw bloeide het katholicisme in Maastricht en elders in Nederland weer op. In 1829 vond in de Sint-Servaaskerk tijdens het bewind van pastoor H.L. Partouns (1751-1840) voor het eerst sinds 1706 weer een (binnenkerkse) reliekentoning plaats, zij het niet tijdens de traditionele heiligdomsvaartperiode in juli, maar op 13 mei (Sint-Servaasdag). Vooral na het herstel van de bisschoppelijke hiërarchie in 1853 nam het zelfvertrouwen van katholieken dusdanig toe dat men ook weer met het eigen geloof naar buiten wilde treden. In 1867 herstelde de bisschop van Roermond mgr. Joannes Paredis het feest van de heilige bisschoppen van Maastricht. Vier jaar later stelde dezelfde bisschop het feest ter ere van de relieken van alle heiligen in.

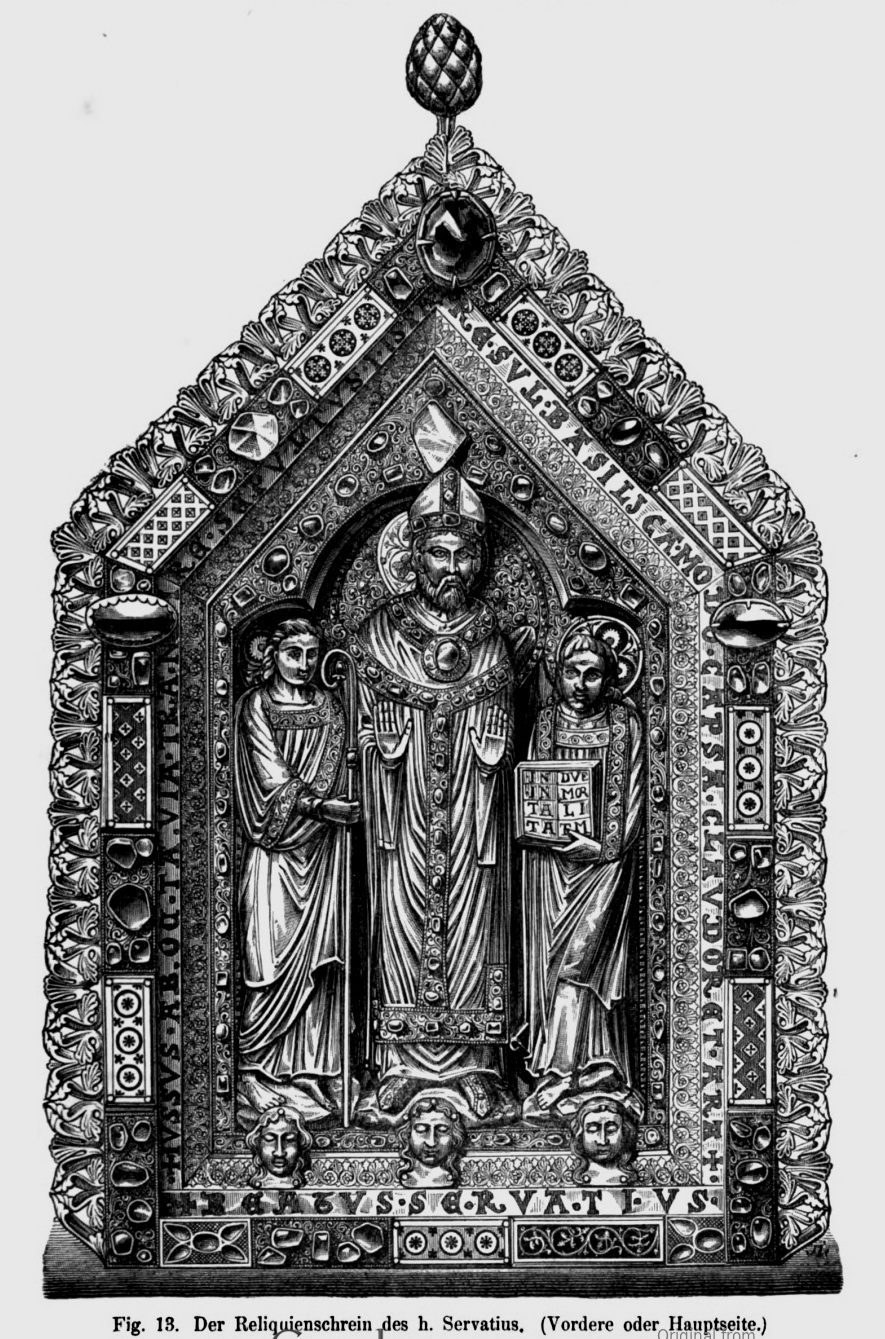
De Noodkist in Bock & Willemsens publicatie over de kerkschatten (1872)

Ook ontstond in deze periode een hernieuwde belangstelling voor de middeleeuwse cultuur. In 1872 publiceerde de Maastrichtse kapelaan en schatbewaarder Michaël Willemsen, samen met de Akense kanunnik en kunsthistoricus Franz Bock, een belangrijk werk over de kerkschat van de twee voormalige kapittelkerken. De publicatie betekende een omslag in de waardering van het Maastrichtse religieuze erfgoed. In de te Maastricht verschenen, uitgebreidere Franstalige versie van 1873 werden bovendien verschillende bronteksten over de heiligdomsvaart opgenomen, wat mogelijk de herinvoering van de traditie heeft gestimuleerd. Veel relieken, die in de Franse tijd hun behuizing waren kwijtgeraakt, werden in deze periode voorzien van nieuwe, neogotische reliekhouders. Eveneens in 1873 werd de door Pierre Cuypers ingerichte schatkamer van de Sint-Servaaskerk, toen nog 'heiligdommenkapel' genoemd, in gebruik genomen. Bij de opening vond een korte reliekenprocessie plaats over het Vrijthof. De stoet, waaraan drie bisschoppen en meer dan vijftig priesters deelnamen, was in feite illegaal vanwege het processieverbod van 1848. In katholiek Nederland maakte de reliekenprocessie veel indruk; anderen dreven er de spot mee.
Aangemoedigd door het succes van de reliekenprocessie werd in het jaar daarop, in 1874, de traditie van de zevenjaarlijkse heiligdomsvaart hersteld door deken F.X. Rutten (1822-1893). Paus Pius IX verleende hiervoor toestemming en verbond er, net als in de middeleeuwen, een volle aflaat aan. Het grote verschil met de middeleeuwse heiligdomsvaart was, dat de reliekentoning niet meer vanaf de dwerggalerij plaatsvond, maar in de kerk en tijdens de processie. In de kerk werden de relieken twee weken lang tentoongesteld op een soort tribune op het hoogkoor. De eerste moderne heiligdomsvaart werd afgesloten met een door mgr. Paredis opgedragen mis, en aansluitend een processie, die dezelfde route volgde als een jaar eerder: vanaf het zuidoostelijk portaal over het Vrijthof en het Keizer Karelplein naar het noordportaal en vandaar naar de 'heiligdommenkapel' (de huidige Sint-Servaaskapel). Het processieverbod werd daarmee opnieuw genegeerd, aangezien de heiligdomsvaart niet voorkwam op de lijst van gelegaliseerde processies. Deze keer werd proces-verbaal opgemaakt tegen deken Rutten, een zaak die tot de Hoge Raad werd gevoerd en keer op keer door de deken werd verloren. Ook in de jaren daarna hielden soortgelijke kwesties de politiek bezig, maar het verhinderde niet dat in 1878 in Maastricht zes processies uittrokken en dat in 1881 de tweede moderne heiligdomsvaart gewoon doorging.

### 20e–21e eeuw: moderne heiligdomsvaart
In de loop van de 20e eeuw veranderde de perceptie, waarmee niet-katholieken naar een bij uitstek katholiek fenomeen als de heiligdomsvaart keken. De scherpe randjes van de 19e-eeuwse vijandigheid waren afgesleten. Waar men deze vorm van geloofsuiting voorheen afdeed als bijgeloof en folklore, ontstond langzaam een zekere interesse in de meer zintuiglijke geloofsbeleving, zoals die in de katholieke traditie bewaard was gebleven. Deze nieuwe 'acceptatie' riep op zijn beurt weerstand op bij sommige katholieken.
In 1909 vonden reliekentoningen plaats in de beide hoofdkerken en werd in de Sint-Martinuskerk in Wyck de Zwarte Christus vereerd. De Maastrichtse heiligdomsvaart had in katholiek Nederland en België opnieuw een zekere status verworven: de aartsbisschoppen van Utrecht en Keulen en de bisschoppen van Luik kwamen op bezoek en droegen missen op. In 1916 werd op het Vrijthof voor het eerst het Sint-Servaasspel opgevoerd, een muzikaal toneelstuk op rijm dat het leven van de heilige aanschouwelijk moest maken. Het werd geschreven door de priester-dichter Chrétien (Christianus) Mertz (1883-1931), docent aan het Bisschoppelijk College te Sittard, met muziek van Philip Loots, en door 600 acteurs en figuranten onder regie van Alfons Olterdissen opgevoerd. Het Sint-Servaasspel en varianten daarop werden daarna bij vrijwel alle edities van de heiligdomsvaart opgevoerd. Een ander wisselend onderdeel van de heiligdomsvaart was het bestormen van de burcht, een historisch schouwspel op de Maas, dat al in de middeleeuwen onderdeel was van heiligdomsvaarten en andere bijzondere gelegenheden. In 1930, 1937 en 1983 werd dit volksvermaak opnieuw georganiseerd.
Sinds 1937 berust de organisatie van de heiligdomsvaart bij de Vereniging Het Graf van Sint Servaas, opgericht op initiatief van pastoor-deken mgr. J.A.H. Wouters (1851-1939). De vereniging stelt zich tot doel om het karakter van de stad Maastricht als bedevaartplaats en als katholiek centrum te bevorderen. In hetzelfde jaar werd een oude traditie hersteld: de genadebeelden van de Sterre der Zee en de Zwarte Christus van Wyck gingen dat jaar mee in de ommegang. De heiligdomsvaart van 1944 kon door de oorlog niet doorgaan en werd uitgesteld tot 1948, waarmee de zevenjaarlijkse cyclus enkele jaren verschoof en daardoor niet langer samenviel met die in Aken en Kornelimünster. In de jaren daarna kwamen steeds meer deelnemers aan de ommegang van elders, vaak uit het buitenland. In 1948 waren er groepen deelnemers uit Aken, Luik, Visé en Tongeren. In 1955 kwam het borstbeeld van Karel de Grote (Karlsbüste) uit Aken naar Maastricht, vergezeld door massa's Duitse pelgrims (onder wie kardinaal Frings). In 1969 werd het Remaclusschrijn uit Stavelot meegedragen evenals het Gummarusschrijn uit Lier; in 1976 opnieuw de Karlsbüste, de Lambertusbuste uit Luik, het Ursulaschrijn uit Keulen en reliekhouders uit Oldenzaal, Visé en Burtscheid. Vanaf 1969 was men vanwege de veranderde maatschappelijke omstandigheden genoodzaakt de vaste data in juli los te laten, omdat dan te veel mensen op vakantie waren. Aanvankelijk verschoof de heiligdomsvaart naar eind augustus/begin september, later naar eind mei/begin juni.
Sinds 1988 is er een euregionaal samenwerkingsverband tussen Duitse, Belgische en Nederlandse plaatsen waar heiligdomsvaarten plaatsvinden. Anders dan in de middeleeuwen, is gekozen voor opeenvolgende jaren, om elkaar geen concurrentie aan te doen. In 1990 beleefde de heiligdomsvaart een dip met tegenvallende bezoekerscijfers, mogelijk als gevolg van tegenstellingen in het bisdom Roermond van bisschop Gijsen. Na afloop gingen stemmen op om de organisatie te professionaliseren en het budget (ƒ 686.700 in dat jaar) te verhogen. In 1997 was het thema Boe bis diech? (waar ben je?) en waren er 100.000 bezoekers. In 2004 was het thema Wij zijn de tijd en werd er voor het eerst een breed cultureel programma aangeboden. De heiligdomsvaart van 2011 had als thema Het Licht tegemoet en trok ongeveer 175.000 bezoekers. De 55e editie (21e moderne versie) vond plaats van 24 mei tot en met 3 juni 2018 en had als thema Doe goed en zie niet om. De heiligdomsvaart van 2025 vond plaats van 12 tot en met 22 juni en droeg als thema Wees een bruggenbouwer. De 57e heiligdomsvaart zal plaatsvinden in 2032; data en thema zijn nog niet bekend.

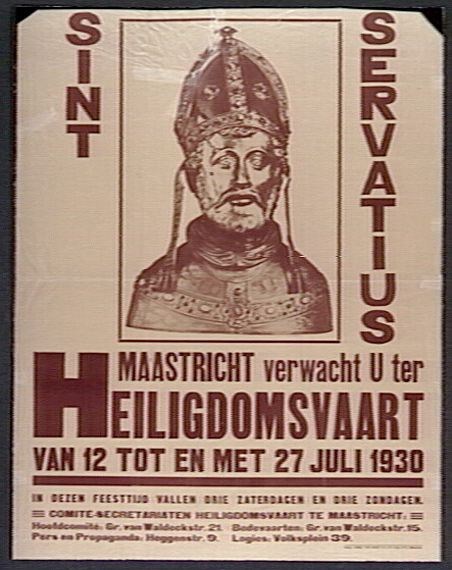
Affiche Heiligdomsvaart van 1930
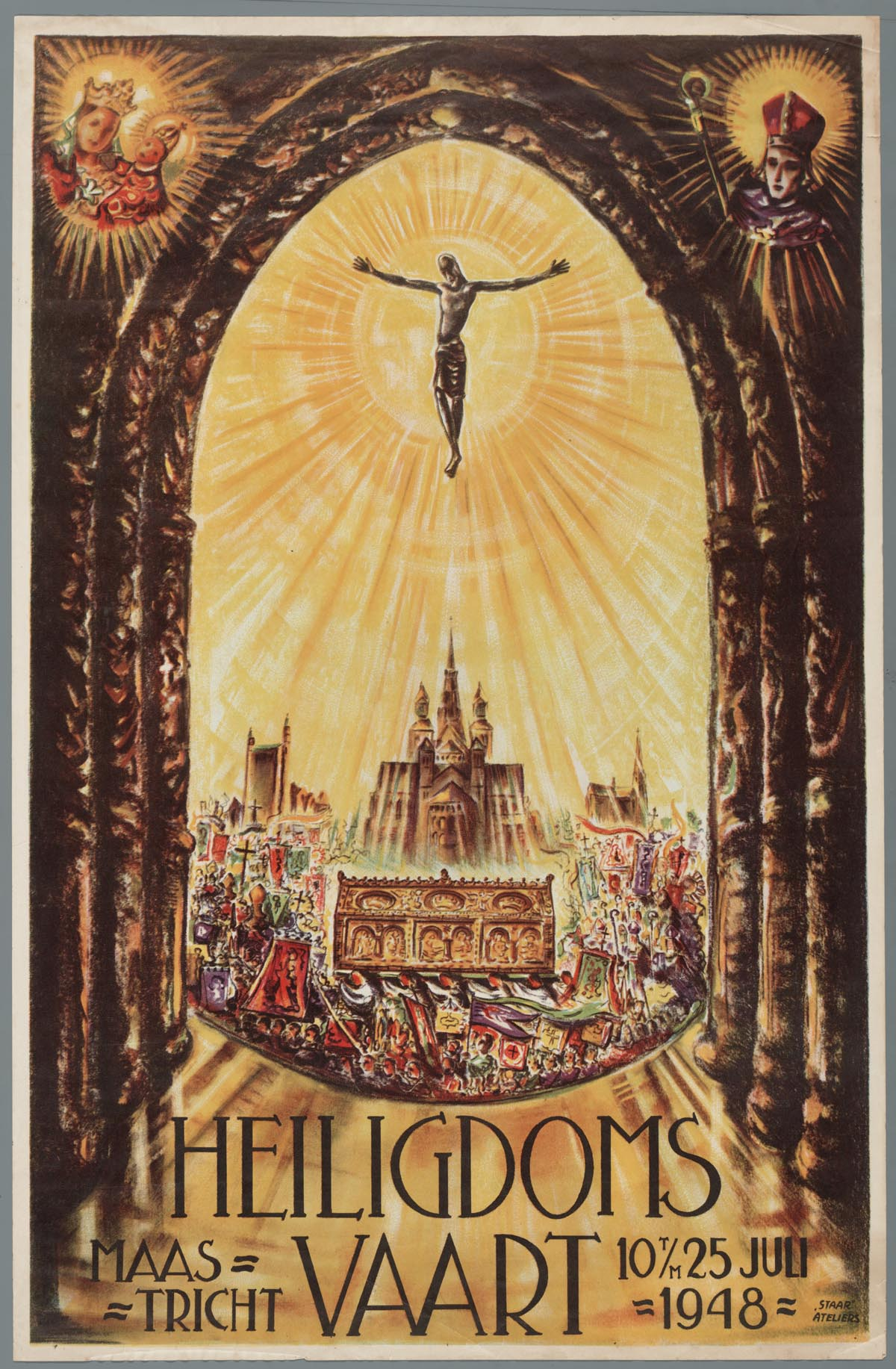
Affiche Heiligdomsvaart van 1948
- De ommegang van 1955 (Polygoonjournaal)
- De ommegang van 1976 (Polygoonjournaal)

## Programma
De moderne heiligdomsvaarten duren meestal tien tot vijftien dagen, de laatste jaren elf dagen, donderdag tot en met zondag. Het zwaartepunt van de activiteiten ligt bij de Sint-Servaaskerk, waar gedurende deze hele periode de entree van kerk en schatkamer gratis is. Naast het Noordportaal zijn voor deze gelegenheid ook het Bergportaal en een van de Vrijthofportalen geopend. De Noodkist – en soms ook het borstbeeld van Sint-Servaas – wordt permanent op de koortrappen tentoongesteld. De kleine crypte en de Sint-Servaascrypte, die normaal gesproken niet betreden kunnen worden, zijn op geregelde tijden opengesteld. Ook de Onze-Lieve-Vrouwebasiliek en andere katholieke kerken, scholen en bejaardenhuizen in en rondom het centrum doen mee. Het kantoor van de heiligdomsvaart (in 2018 gevestigd aan het Sint Servaasklooster) fungeert als informatiecentrum voor pelgrims en toeristen.

### Missen en ontvangsten
De openingsplechtigheid vindt sinds 1997 plaats in de open lucht bij de Sint-Servaasbron in het Jekerdal, waar een korte dienst wordt gehouden en water uit de bron wordt gedronken. Bij die plechtigheid staat het borstbeeld van Sint-Servaas opgesteld. Daarna volgt een korte processie met het borstbeeld rond de Sint-Servaasbasiliek (van het Noordportaal via Keizer Karelplein en Vrijthof naar het Bergportaal), gevolgd door een pontificale hoogmis. De misviering begint met een intredeprocessie met het borstbeeld. Tijdens de dienst wordt ook de Noodkist binnengedragen. De openingsmis wordt opgedragen door de bisschop van Roermond, samen met de deken van Maastricht en andere geestelijken.
In de dagen daarna worden dagelijks feestelijke missen opgedragen, vaak gericht op bepaalde doelgroepen. In het verleden vonden regelmatig massale openluchtmissen plaats op het Vrijthof, soms met ziekenzegening. In 2018 werden missen en andere bijeenkomsten georganiseerd voor pelgrimsgroepen uit Houthem-Sint Gerlach, Sint Oedenrode en Hasselt, de Gemeenschap van Taizé, de Gemeenschap Sant'Egidio, de Kommelgemeenschap, de monniken van Mamelis, de Sint-Gregoriusvereniging, de Orde van het Heilig Graf van Jeruzalem, de Antilliaanse, Filipijnse en Armeense gemeenschappen uit Maastricht en omgeving, en de kinderen van Maastrichtse basisscholen. Verder vinden gebedsdiensten, lezingen en andere religieuze activiteiten plaats, onder andere in de crypte, de Sint-Servaaskapel, de Keizerzaal en de Kanunnikenkelder van de Sint-Servaasbasiliek, en in diverse andere kerken en kapellen. Op geregelde tijden is er biechtgelegenheid. In 2025 vond voor het eerst een motorzegening plaats op het Vrijthof.

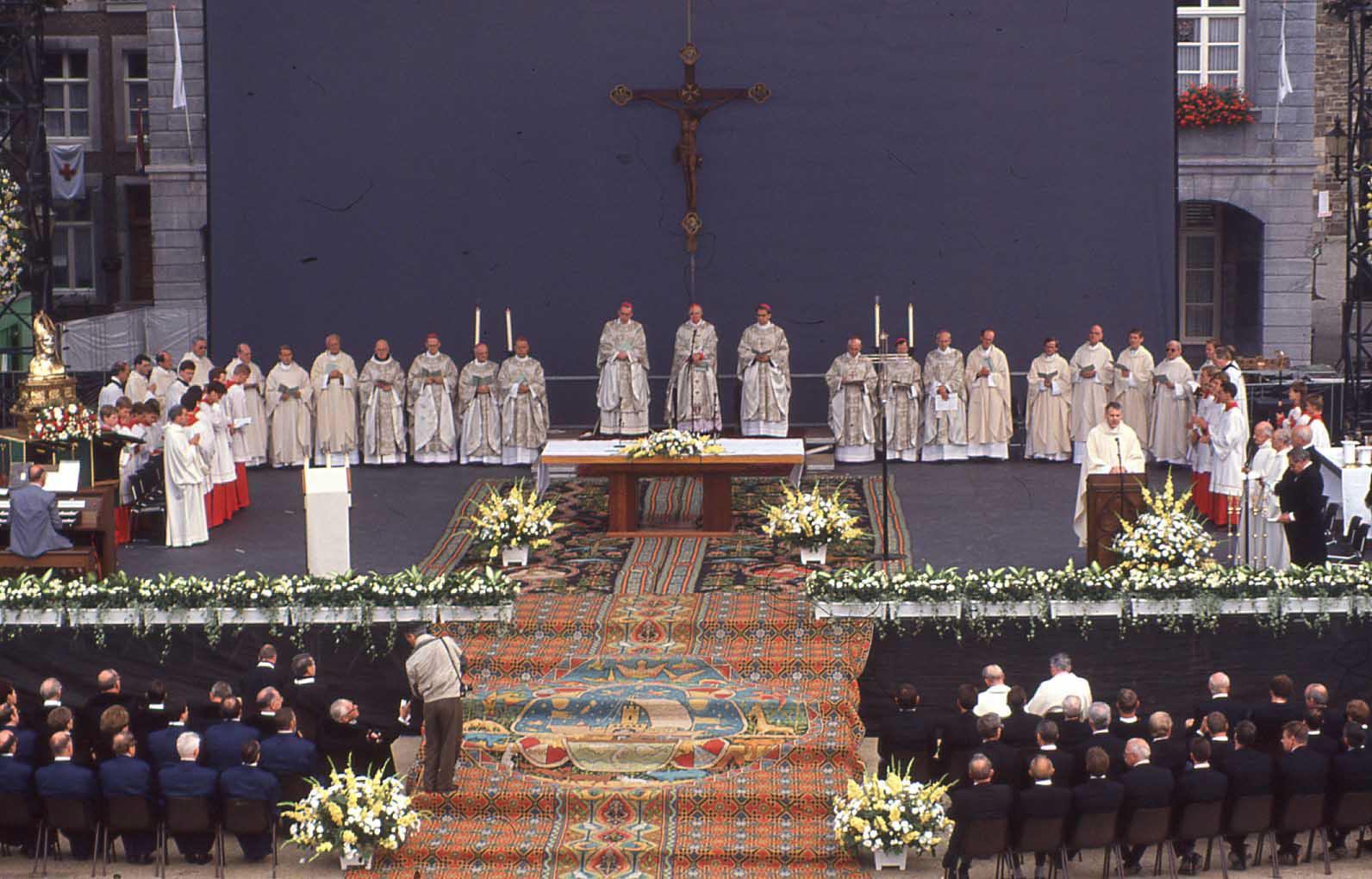
Openluchtmis op het Vrijthof, 1990
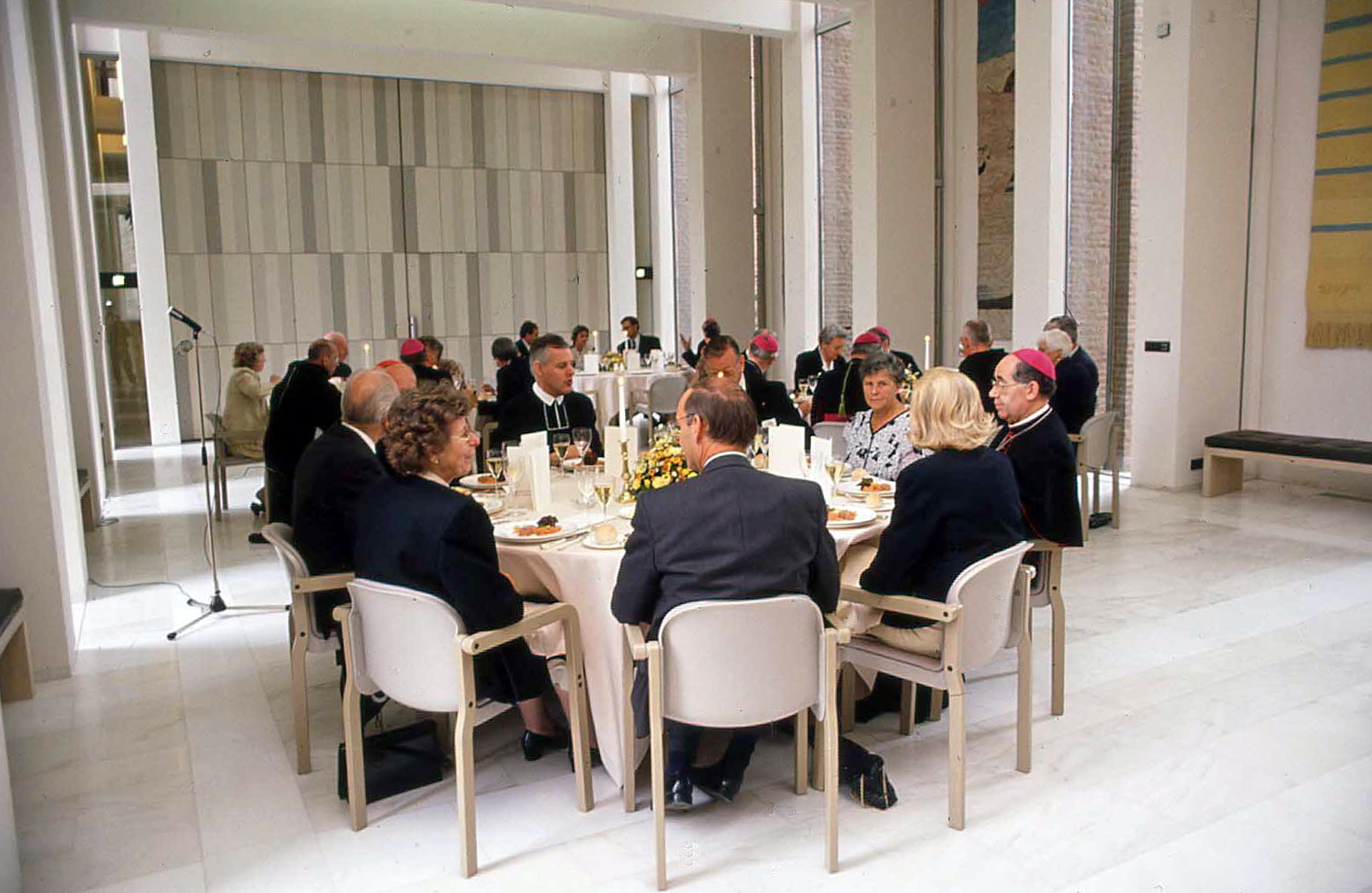
Ontvangst in het Gouvernement, 1990
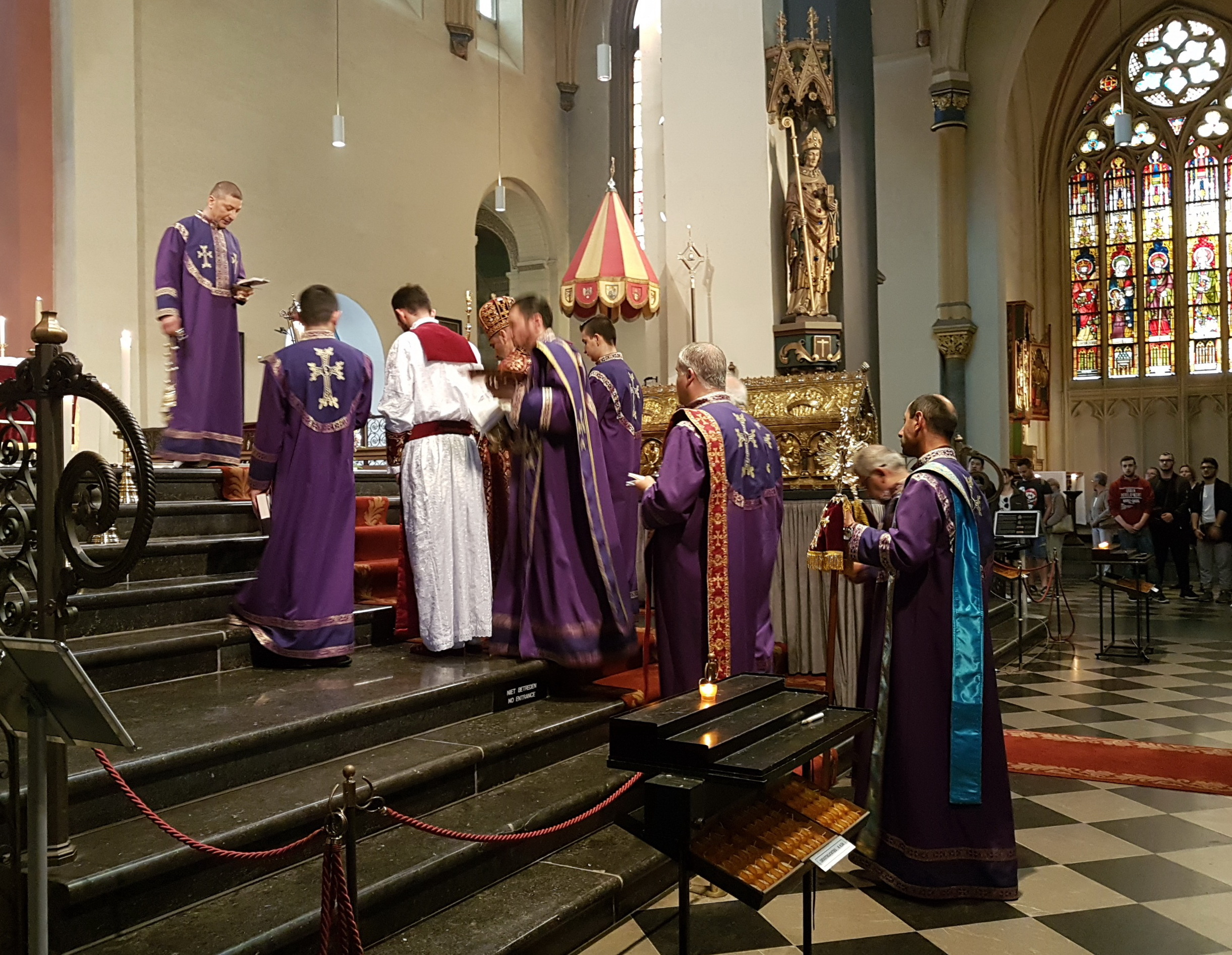
Armeens-apostolische liturgie, Sint-Servaasbasiliek, 2018
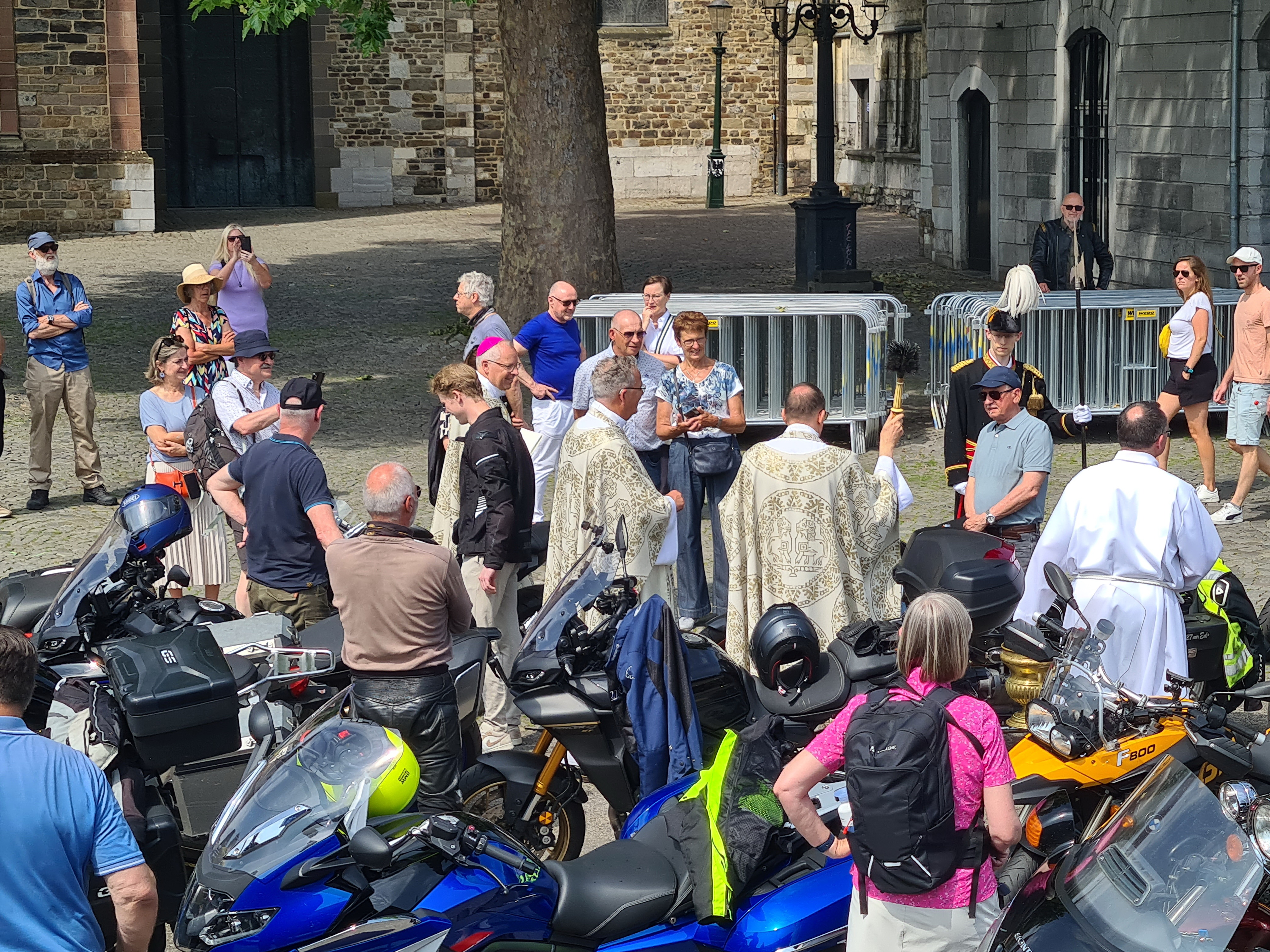
Motorzegening op het Vrijthof, 2025

### Reliekentoningen
De reliekentoningen in de twee hoofdkerken vormen wellicht het religieuze hoogtepunt van de moderne heiligdomsvaart en herinneren – meer nog dan de ommegangen – aan de middeleeuwse oorsprong. In 1969 en 1976 vond er in beide hoofdkerken geen reliekentoning plaats. In plaats daarvan werden de reliekhouders 'museaal' tentoongesteld in de crypte. De Onze-Lieve-Vrouwe herstelde deze traditie in 1983; de Sint-Servaaskerk in 1990. Sinds 1997 worden de relieken in beide kerken op zaterdag getoond, eerst in de Onze-Lieve-Vrouwe en aansluitend in de Sint-Servaas, zodat pelgrims beide plechtigheden kunnen bijwonen. Anders dan in de middeleeuwen vindt de hedendaagse reliekentoning niet langer vanaf de dwerggalerij plaats, maar op het priesterkoor. Er worden ook meer (en andere) relieken getoond dan bij de vroege heiligdomsvaarten.

#### Reliekentoning in de Onze-Lieve-Vrouwebasiliek
De reliekentoning in de Onze-Lieve-Vrouwebasiliek begint met een intredeprocessie, waarbij priesters, broederschappen en andere deelnemers de voornaamste relieken uit de schatkamer via het middenpad van de kerk naar het priesterkoor dragen. Daarbij wordt de Litanie van alle Heiligen gezongen. Na het bestijgen van de koortrappen, stelt men zich in een halve cirkel op, vóór de kooromgang. De dienst begint met een lezing uit het Evangelie. Vervolgens kondigt de priester aan welke reliekengroepen getoond zullen worden, telkens beginnend met: "Men zal u tonen" (rechtstreeks ontleend aan de middeleeuwse formule: "Men sall uch toenen"), waarna de te tonen relieken worden omschreven. Daarbij komen de dragers naar voren en tonen de relieken aan het volk in de kerk door de reliekhouders omhoog te tillen. De relieken worden op geen enkel moment uit de reliekhouders gehaald. Na een gebed treden de dragers terug en wordt de volgende groep aangekondigd. In 2015 werden achtereenvolgens getoond:
1. relieken van apostelen: de reliekhouder van de apostel Petrus, de reliekbuste van de apostel Bartolomeüs, en de Scandinavische reliekhoorn met relieken van de apostelen Thomas, Andreas en Judas Taddeüs;
2. relieken van bisschoppen: vier reliekbustes van de heilige bisschoppen van Maastricht, een kopie van het levietenkleed van Sint-Lambertus[noot 15] en relieken van Sint-Blasius en sint-Nicolaas;
3. relieken van heilige vrouwen: de reliekhouder met de gordel van Maria, de reliekhouder met de trouwring van Maria, en reliekhouders van Maria Magdalena, Barbara van Nicomedië, Catharina van Siena en Bernadette Soubirous;
4. relieken van Jezus: de reliekhouder met een relikwie van het Heilig Kruis (die de kerk ontving ter genoegdoening na het afstaan van het Byzantijns dubbelkruis).

Na de zegen met het kruisreliek trekken de deelnemers in processie naar het noordertransept, waar het publiek de objecten van dichtbij kan bekijken en vereren.

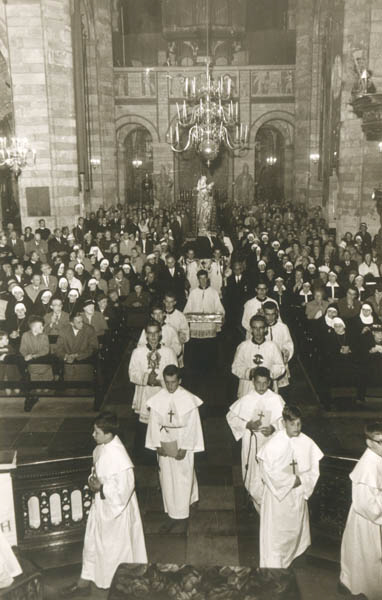
Intredeprocessie tijdens de reliekentoning, 1962
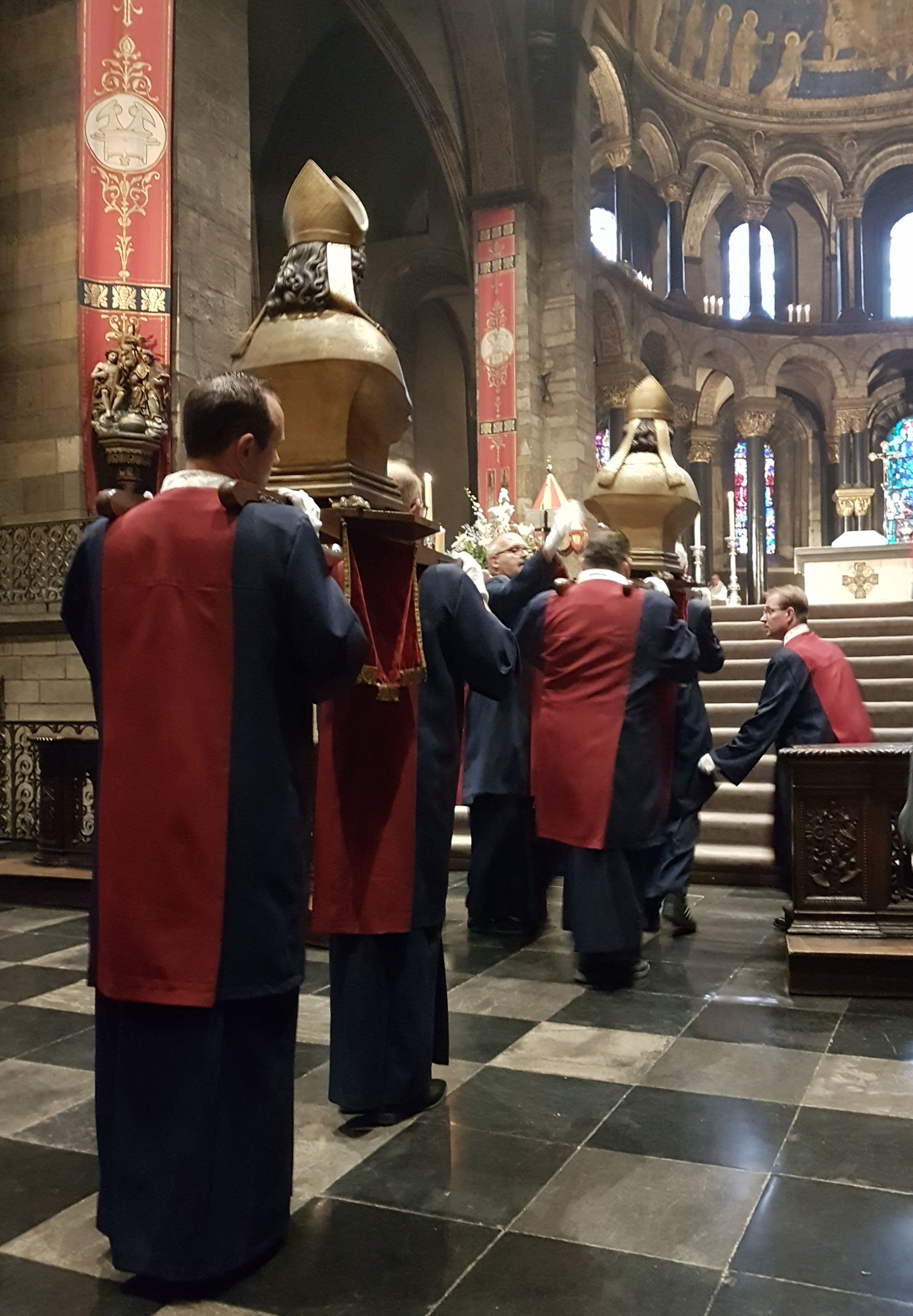
Reliekbustes op weg naar de koortrappen, 2018
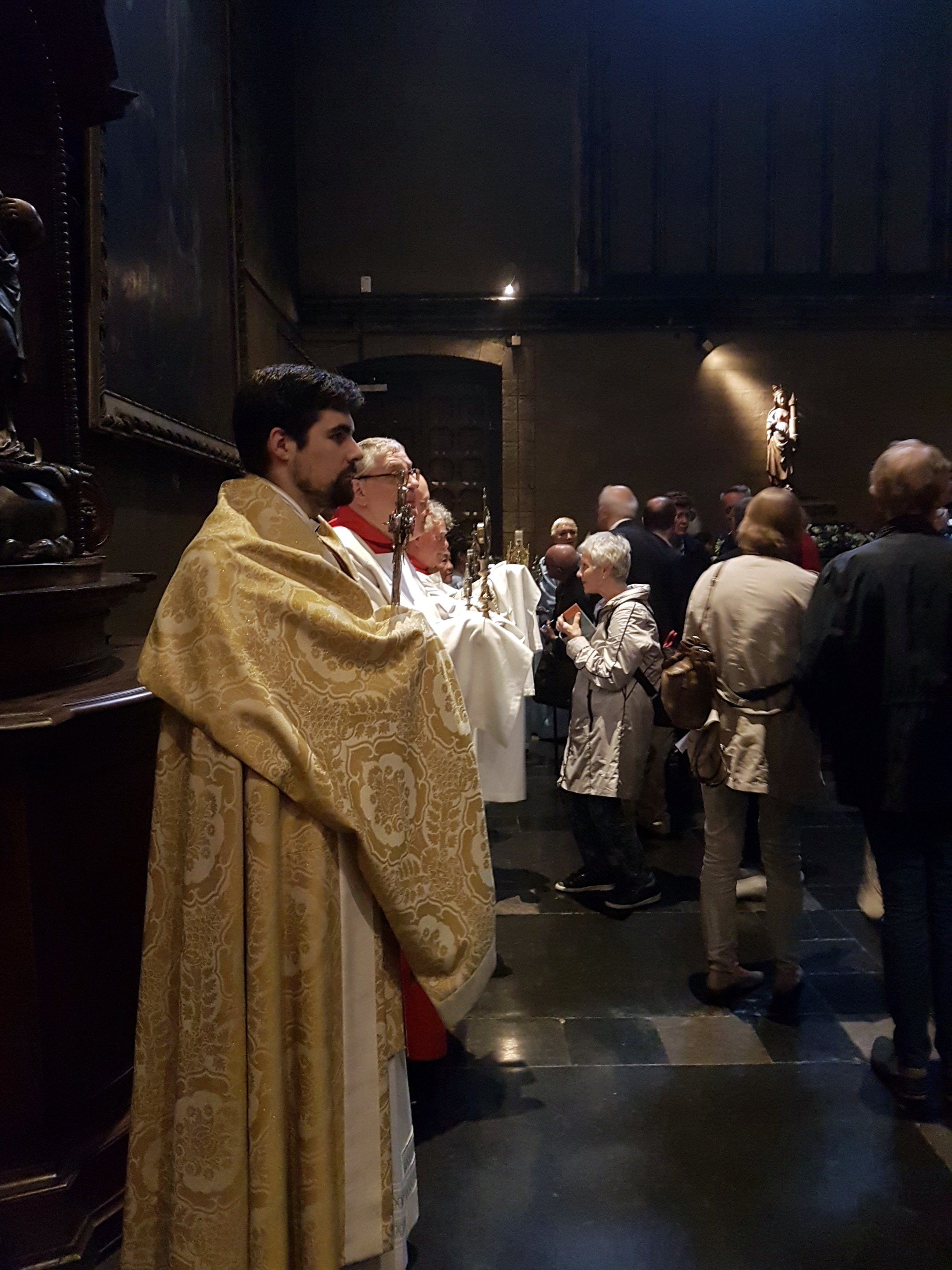
Toning van het kruisreliek in het noordertransept, 2018
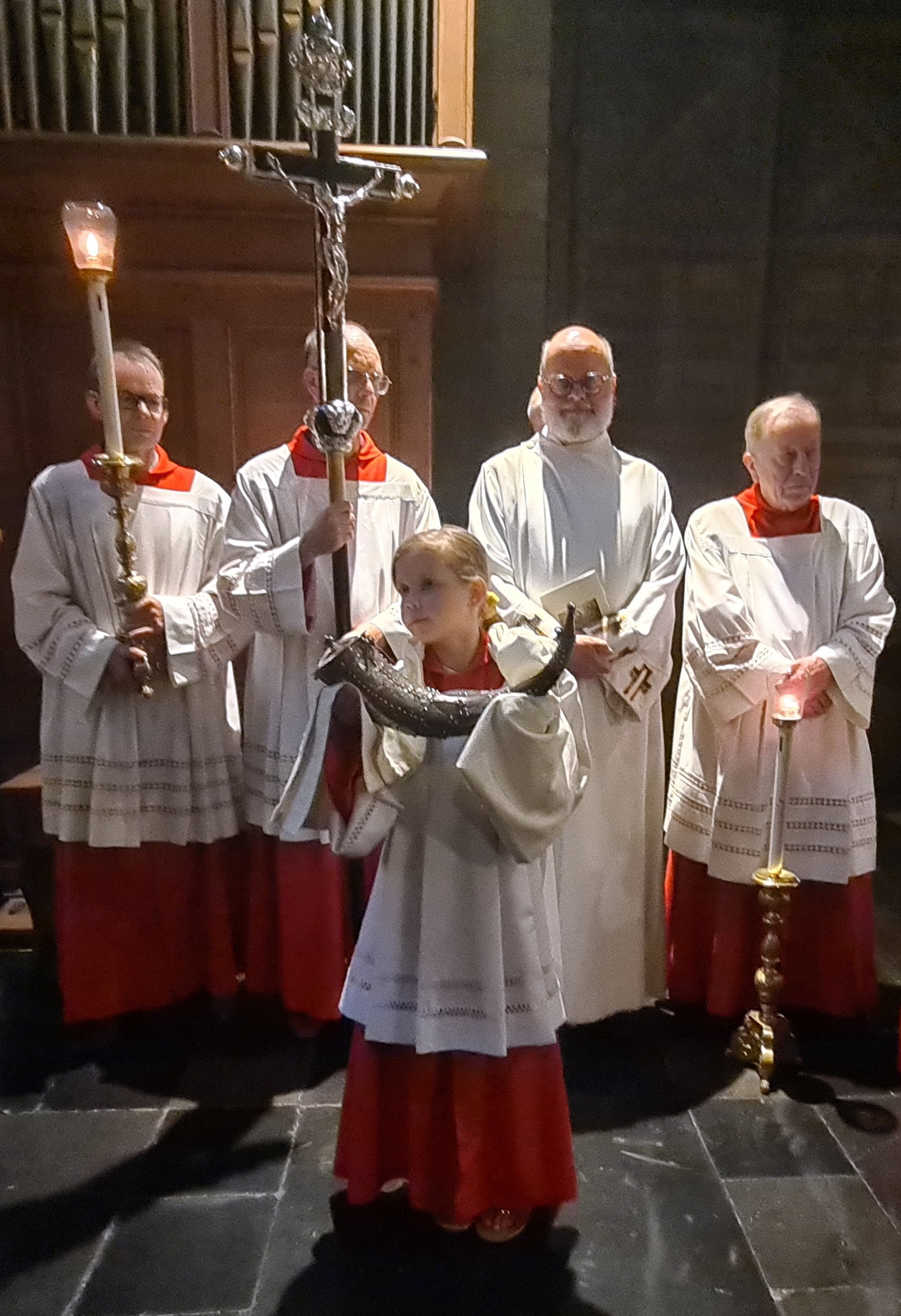
Jonge acoliet met de Vikinghoorn, 2025

#### Reliekentoning in de Sint-Servaasbasiliek
In de Sint-Servaasbasiliek wordt min of meer dezelfde procedure gevolgd, met enkele kleine verschillen. In deze kerk worden de aankondigingen die beginnen met "Men zal u tonen" gezongen door een cantor. Bij het omhoogtillen van de relieken klinkt vanuit het westwerk telkens een korte fanfare van koperblazers, wat voor een dramatisch effect zorgt. Elke groep relieken wordt na toning meteen de koortrappen afgedragen naar een van de zijkapellen van de kerk, waar ze gedurende het verdere verloop van de dienst bewaakt worden door de dragers. Pas dan wordt de volgende reliekengroep aangekondigd. Door deze procedure is aan het einde van de dienst – anders dan in de Onze-Lieve-Vrouwebasiliek – het koor vrijwel leeg, op de relieken van Sint-Servaas en de priesters na. Opvallend is dat bij de getoonde relieken de in de middeleeuwen zo belangrijke 'Servatiana' (zie hieronder) en de Thomasarm nauwelijks een rol meer spelen. De volgorde van toning is in de Sint-Servaas min of meer als volgt:
1. relieken van Jezus: het patriarchaalkruis uit 1490 met daarin diverse partikels van het Heilig Kruis;
2. relieken van heilige mannen: reliekhouders van onder anderen de heilige martelaren Marcellinus en Petrus, Sint-Blasius, Sint-Lieven, Sint-Amor en Sint-Gerlachus;[noot 18]
3. relieken van heilige vrouwen: reliekhouders van onder anderen Sint-Agnes, Sint-Barbara, Sint-Cecilia, Sint-Amelberga en de zalige Clara Fey;
4. relieken van de heilige bisschoppen van Maastricht: de reliekbustes van Monulfus, Gondulfus en Lambertus, en de reliekhoorn van Hubertus;
5. relieken van Sint-Servaas: de Sint-Servaassleutel, het borstkruis van Sint-Servaas, de reliekbuste van Sint-Servaas en de Noodkist (deze laatste blijft op zijn plaats op de koortrappen).[noot 19]

Na afloop worden de relieken enige tijd tentoongesteld in de zijkapellen, waar ze kunnen worden bewonderd en vereerd, en waar de diverse dragersgilden toezicht houden.

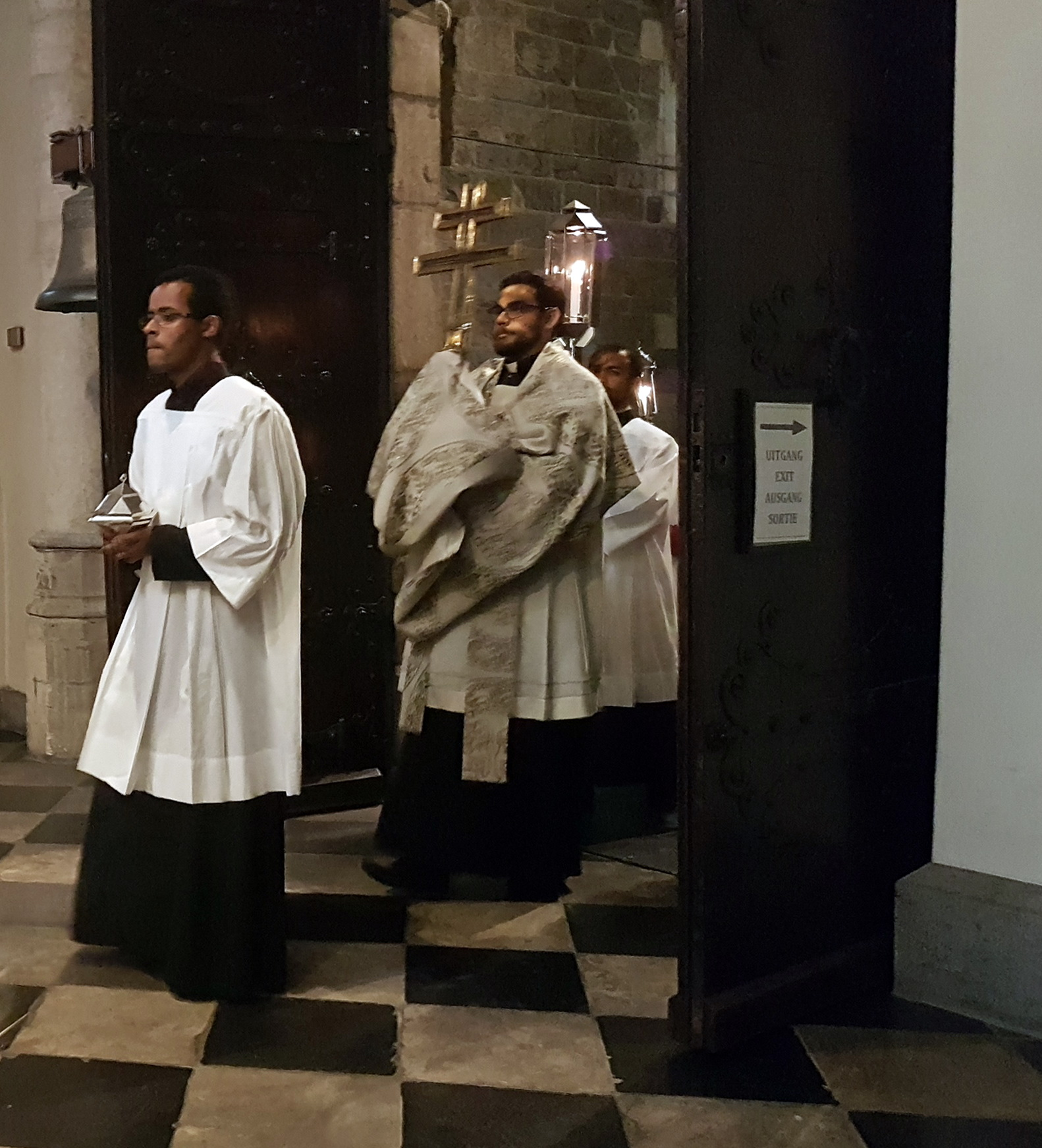
Het patriarchaalkruis in de intredeprocessie, 2018
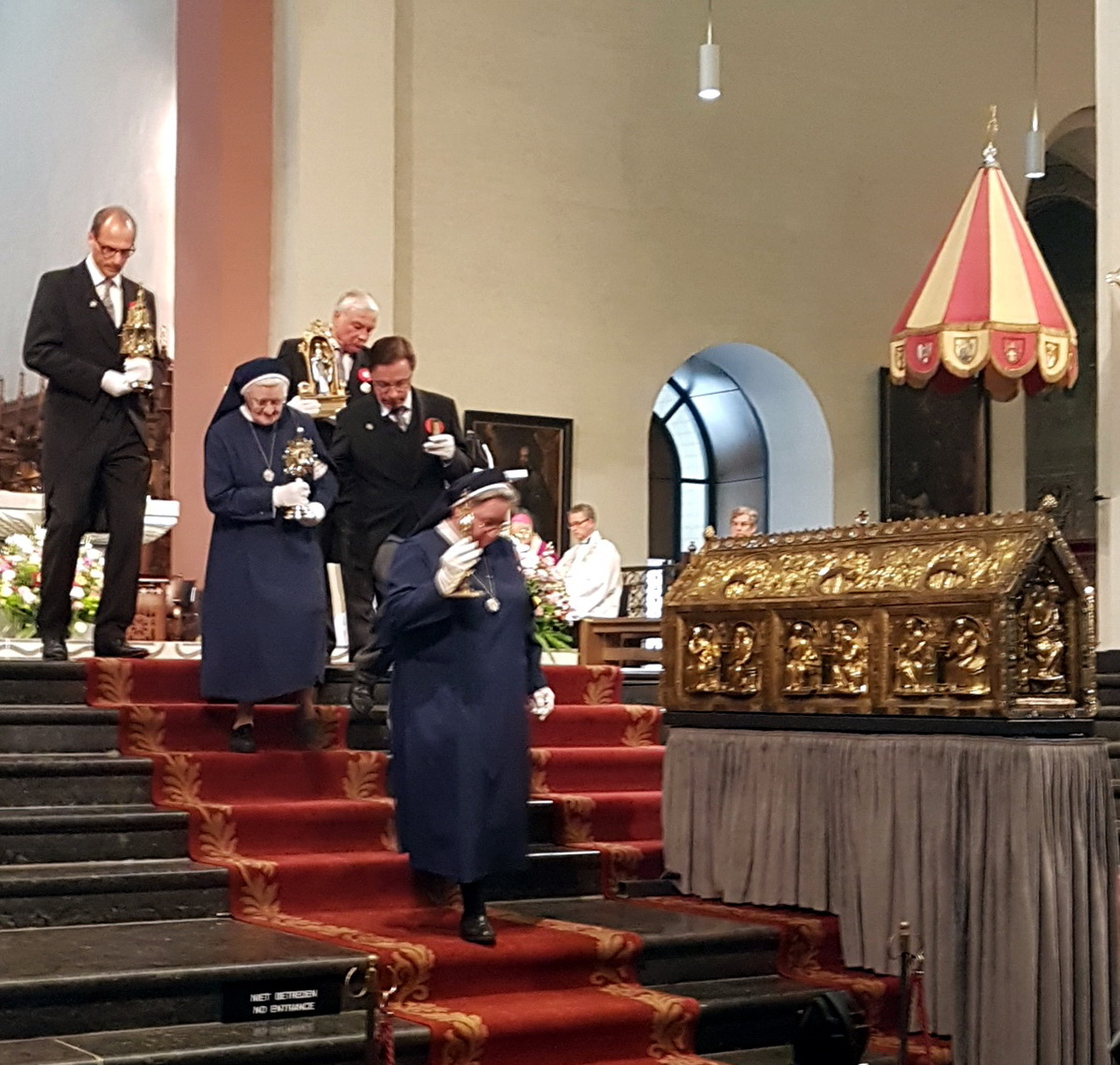
Religieuzen met reliekhouders op de koortrappen, 2018
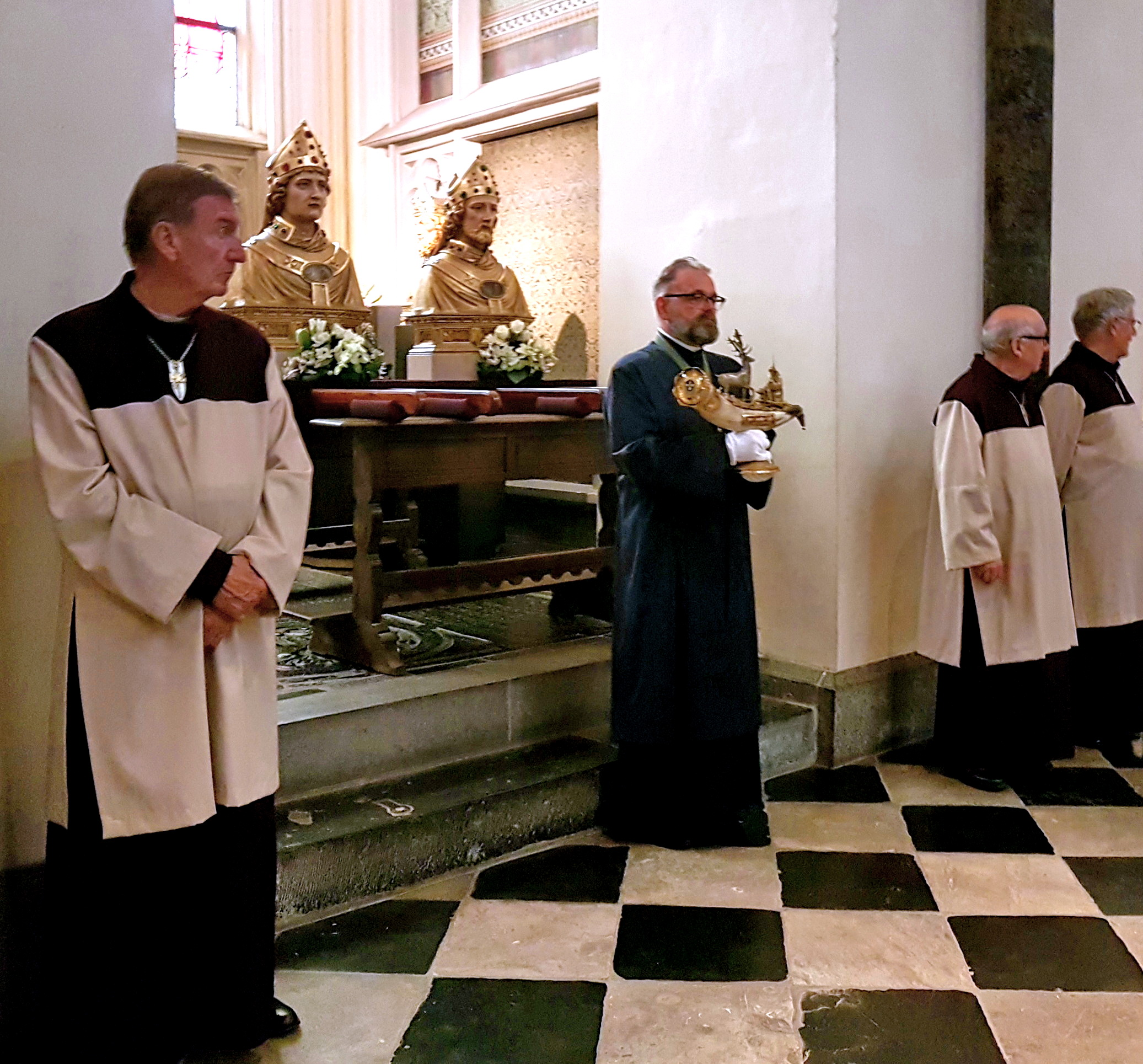
Reliekentoning in een zijkapel, 2018
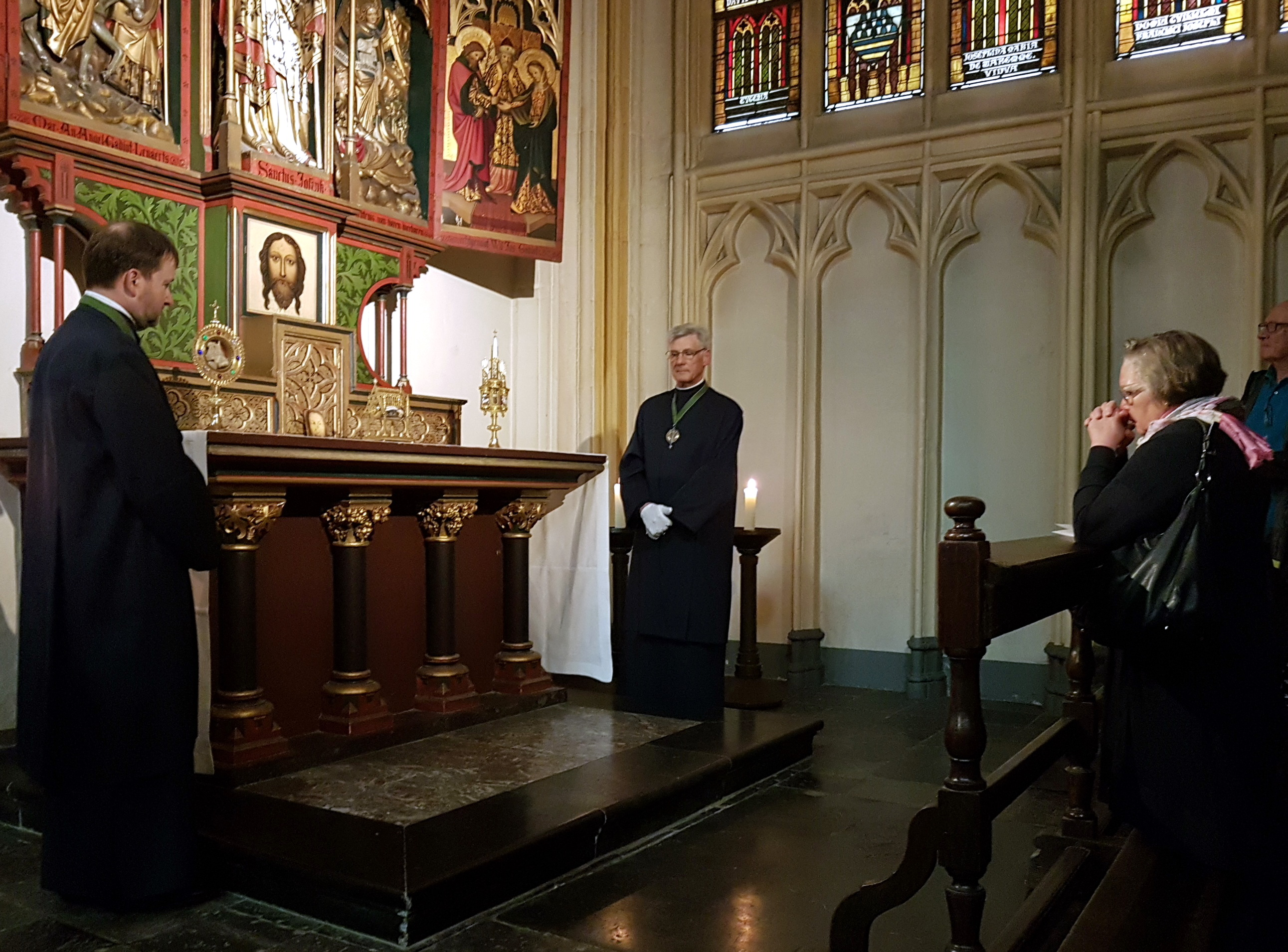
Gebed bij uitgestalde relieken, 2018

### Ommegangen
De ommegangen – niet te verwarren met liturgische processies binnen de kerk – zijn voor de buitenwereld de meest zichtbare onderdelen van de heiligdomsvaart. De kleurrijke stoeten door het centrum van Maastricht worden door tienduizenden gadegeslagen en worden voor een deel op televisie uitgezonden. Naast de twee zondagse ommegegangen zijn er diverse kleinere processies, waaronder de openingsprocessie met het borstbeeld van Sint-Servaas, de zogenaamde 'Sterprocessie' vanuit de verschillende parochiekerken (met de stadsdevoties en andere, minder bekende devoties) en sinds een aantal jaren de kinderprocessie (met in 2018 zelfgemaakte reliekschrijnen).
De route van de eerste zondagse ommegang voert meestal door het stadsdeel Wyck en over de Sint Servaasbrug naar de Markt; op de tweede zondag trekt men door het Jekerkwartier en over het Onze Lieve Vrouweplein richting de Markt. Beide routes eindigen op het Vrijthof, waarna in de Sint-Servaasbasiliek een korte dankdienst wordt gehouden. Ter afsluiting zingt men het Sint-Servatiuslied. Op het Vrijthof (soms ook op de Markt of in de Sint Pieterstraat) kan de ommegang tegen betaling worden gevolgd vanaf een tribune. De eerste rij op de Vrijthoftribune is meestal gereserveerd voor hoge gasten: soms enkele ministers, de gouverneur van Limburg, de burgemeester van Maastricht, diverse bisschoppen, abten en andere geestelijken. Meestal worden op het Vrijthof de televisieopnames gemaakt. In 2025 werd de tweede ommegang op zondag 22 juni opgedragen aan het bevorderen van de vrede en het beëindigen van oorlogshandelingen en geweld in de wereld.
Vanaf de jaren zestig van de 20e eeuw kampt de heiligdomsvaart met verminderde interesse om actief deel te nemen aan de processies. Zo zijn bijvoorbeeld de traditionele groepen misdienaars, koorknapen en jonge meisjes ('maagden' of 'bruidjes') vrijwel uit de stoet verdwenen. Ook de vroeger talrijke aanwezigheid van verkenners, jonkheden, vrouwenbonden, werkliedenverenigingen en andere katholieke organisaties, behoort grotendeels tot het verleden. Mede hierdoor is het aantal niet-religieus geïnspireerde historische en folkloristische groepen toegenomen.

#### Dragersgroepen

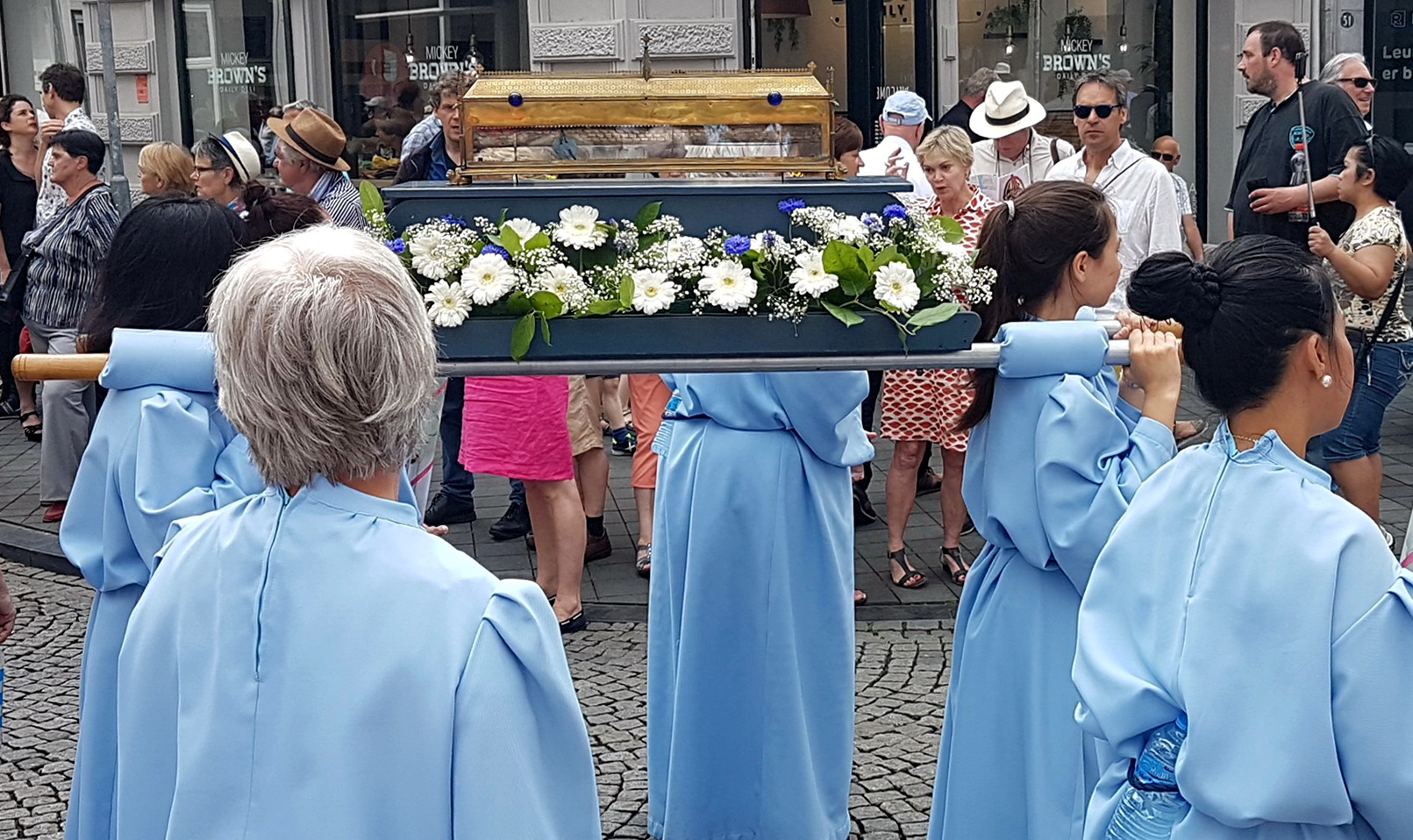
Dragers met de gordel van Maria (2018)

Ongeveer de helft van de deelnemers aan de ommegangen bestaat uit dragersgroepen, die de voornaamste relieken en devotionele voorwerpen meedragen en begeleiden. Tot de jaren 1960 bestonden deze groepen voornamelijk uit kloosterlingen, seminaristen of acolieten. Tegenwoordig zijn de meeste dragers leken, die meestal lid zijn van een broederschap, gilde of andere vereniging. Zo is er de Broederschap van Sint Servaas (die de Noodkist draagt en begeleidt), het Sint-Servaasgilde (met het borstbeeld van Sint-Servaas), het Dragersgilde Sint Lambertus (borstbeeld van Sint-Lambertus), het Klokkenluidersgilde Sint Monulf en Gondulf (bustes van Monulfus en Gondulfus), het Dragersgilde Sterre der Zee en de Broederschap van Onze Lieve Vrouw (Sterre der Zee), de Broederschap van het Heilig Kruis (Zwarte Christus van Wyck) en het Dragersgilde H. Petrus (Sint-Petrusbeeld uit Sint Pieter). De grotere beelden en reliekhouders zijn bevestigd op processiedraagbaren, vaak bespannen met stof en versierd met bloemen. Meestal zijn de dragers gekleed in quasi-religieuze gewaden, of formeel in jacquet. Voor het voortbewegen van de processiebaren met grotere beelden, zoals de Sterre der Zee, de Zwarte Christus en sommige reliekbustes, zijn twaalf dragers nodig; bij de Noodkist zestien. Daarbij is het noodzakelijk om regelmatig af te kunnen wisselen, waardoor in feite 24 of 32 dragers nodig zijn. Bij sommige groepen lopen ook nog flambouwdragers, roede- of processiestafdragers, of andere begeleiders mee. Kleinere reliekhouders (ostensoria, reliekenkistjes of armreliekhouders) worden meestal door één persoon in de hand gedragen, waarbij een schoudervelum wordt gebruikt om het voorwerp vast te houden, of witte handschoenen worden gedragen.

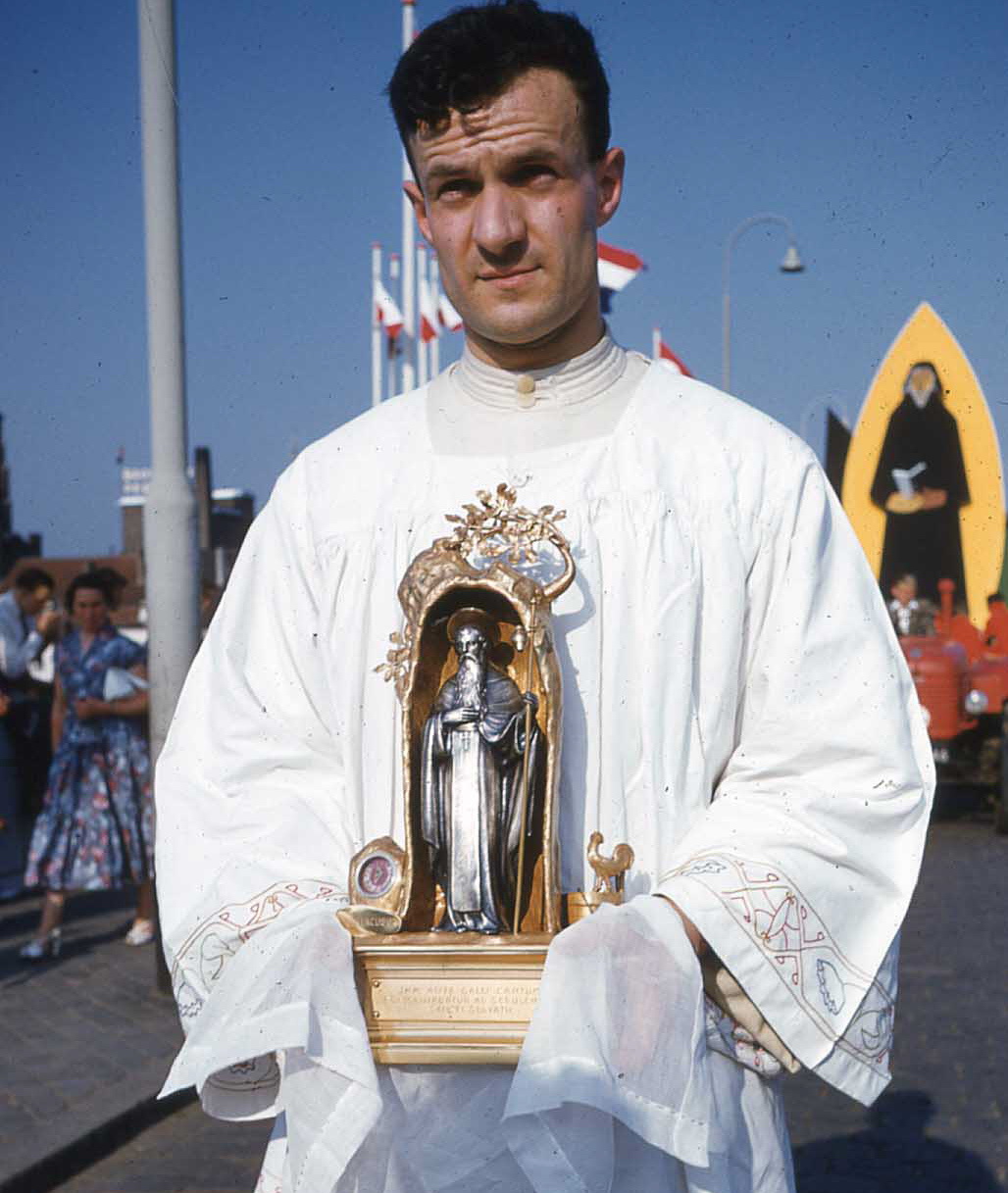
Acoliet met velumdoek en reliekhouder, 1955
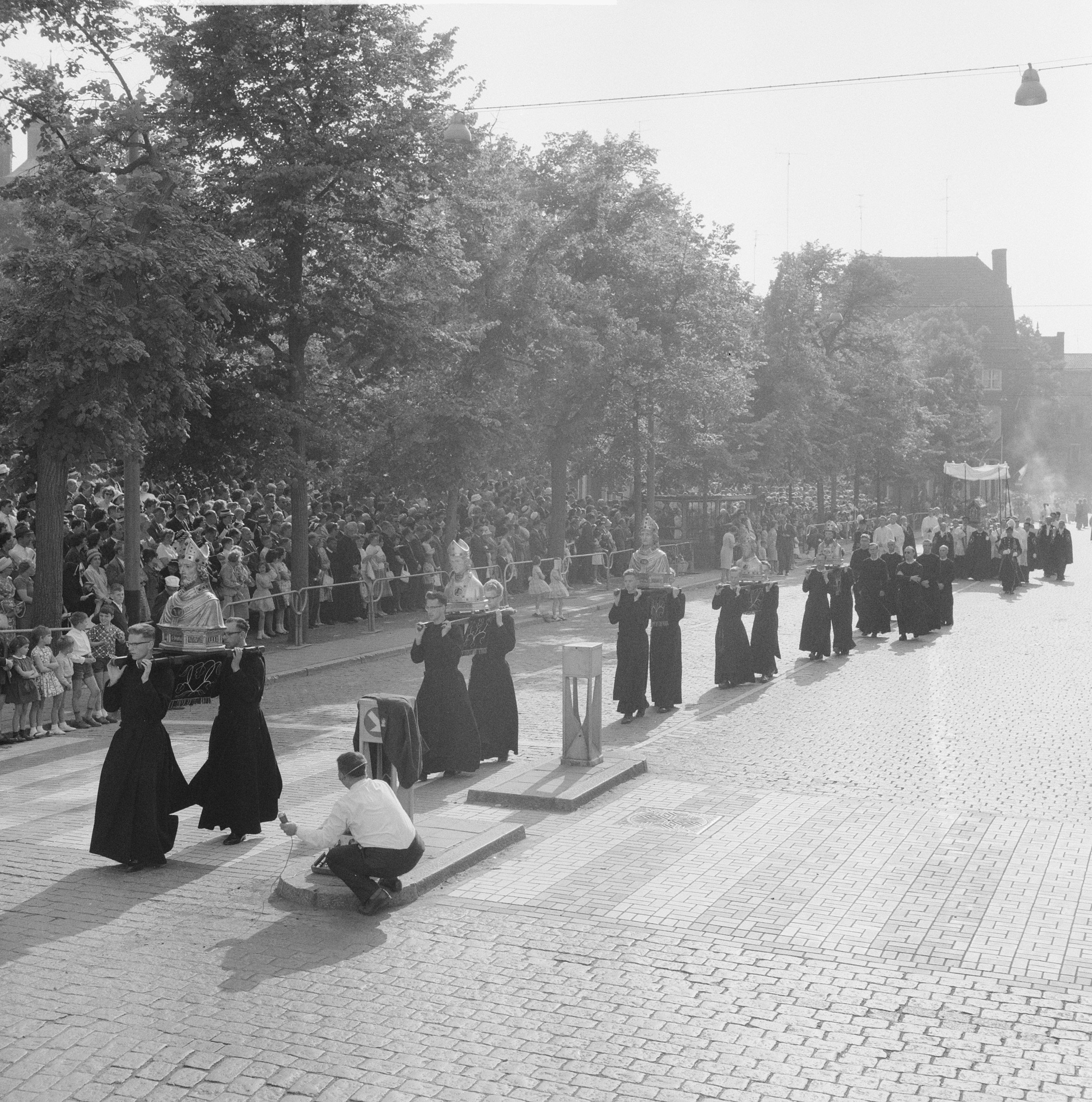
Broeders van de Beyart dragen reliekbustes, 1962
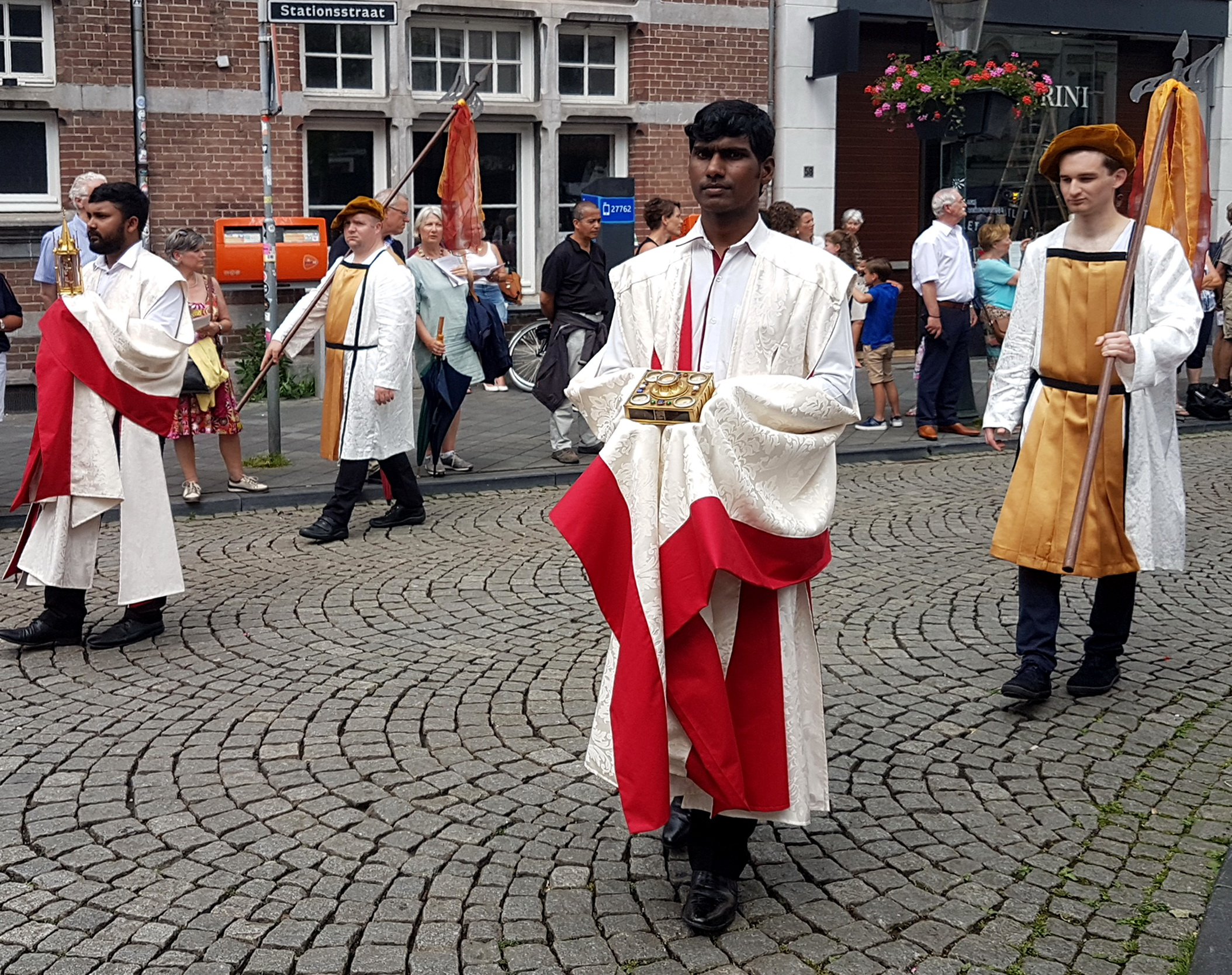
Seminaristen met kleine reliekhouders, 2018
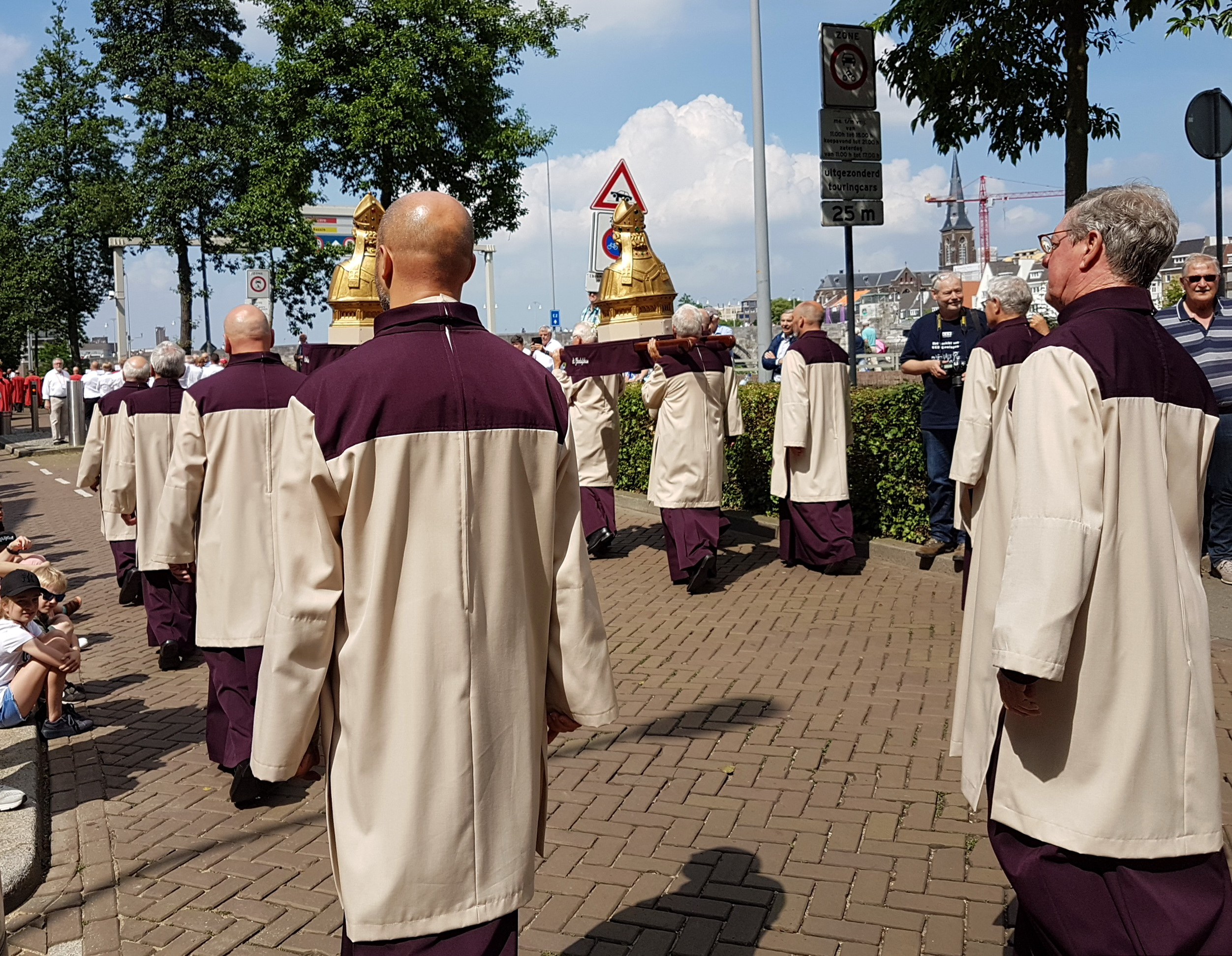
Klokkenluidersgilde met Monulfus en Gondulfus, 2018

#### Themagroepen en afvaardigingen

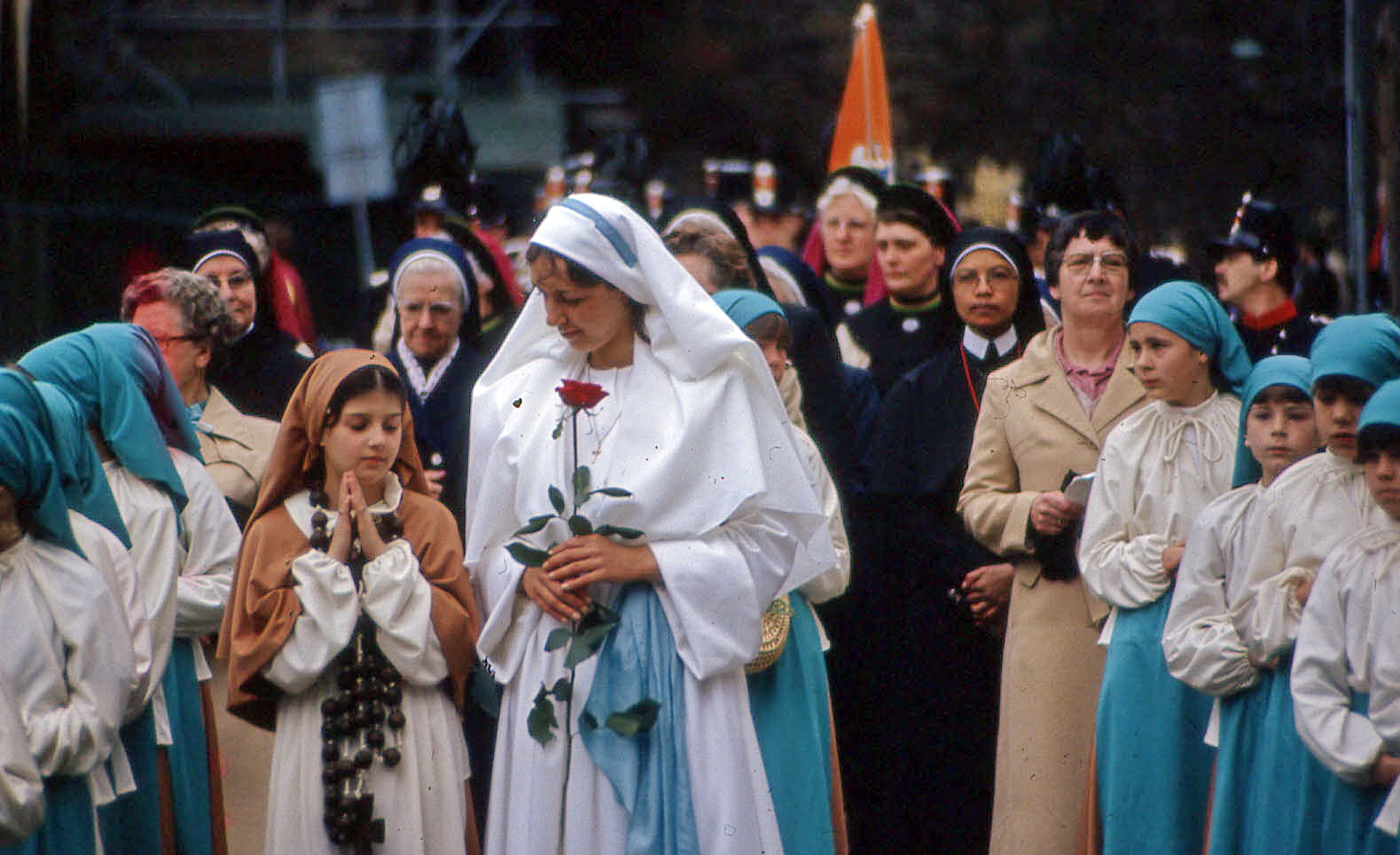
Mariagroep voorstellende de verschijning van Onze-Lieve-Vrouw van Lourdes of Banneux (1990)

Sinds 1948 is aan elke heiligdomsvaart een thema verbonden. Amateurtheatergroepen lichten deze wisselende thema's toe aan de hand van Oud- of Nieuwtestamentische presentaties, het leven van Sint-Servaas en andere heiligen, of door het uitbeelden van actuele onderwerpen aansluitend bij het thema. Zo werd in 2011 het thema Het Licht tegemoet gepresenteerd door middel van opgetuigde wagens waarin Jezus werd voorgesteld als het licht van de wereld. In 2018 werd het thema Doe goed en zie niet om onder andere uitgebeeld aan de hand van het schilderij De zeven werken van barmhartigheid van de Meester van Alkmaar. Seminaristen van Rolduc en het Luikse Beaurepart droegen schilden met reproducties van dit veelluik. Leden van de PKN-gemeente Zuid-Limburg droegen kindertekeningen met hetzelfde onderwerp, maar dan vanuit een hedendaags perspectief.
Als gevolg van de verminderde participatie van lokale katholieken, is er meer ruimte gekomen voor andere groeperingen, ook uit andere kerkgenootschappen en uit naburige plaatsen. Sommige van deze groepen zijn al jaren een belangrijk onderdeel van de stoet, zoals de kanunniken van het kathedrale kapittel van Roermond, leden van de Orde van het Heilig Graf van Jeruzalem, de Militaire en Hospitaalorde van Sint Lazarus van Jeruzalem en de OSMTH Orde van de Tempeliers. In 2018 waren er afvaardigingen van de Protestantse Kerk in Nederland (zie hierboven), de Russisch-Orthodoxe kerk in Maastricht, de Armeens-Apostolische kerk in Maastricht (Surp Karapetkerk), de Filipijnse gemeenschap in Maastricht en omstreken (Mariagroep), een Antilliaanse gospelgroep, leden van een Mariabroederschap uit Weert, de Bund der St. Sebastianus Schützenjugend uit de regio Aken-Düren (met het Aachener Friedenskreuz) en de Zusters van het Arme Kind Jezus uit Maastricht en Aken (in verband met de zaligverklaring van hun stichteres, Clara Fey).

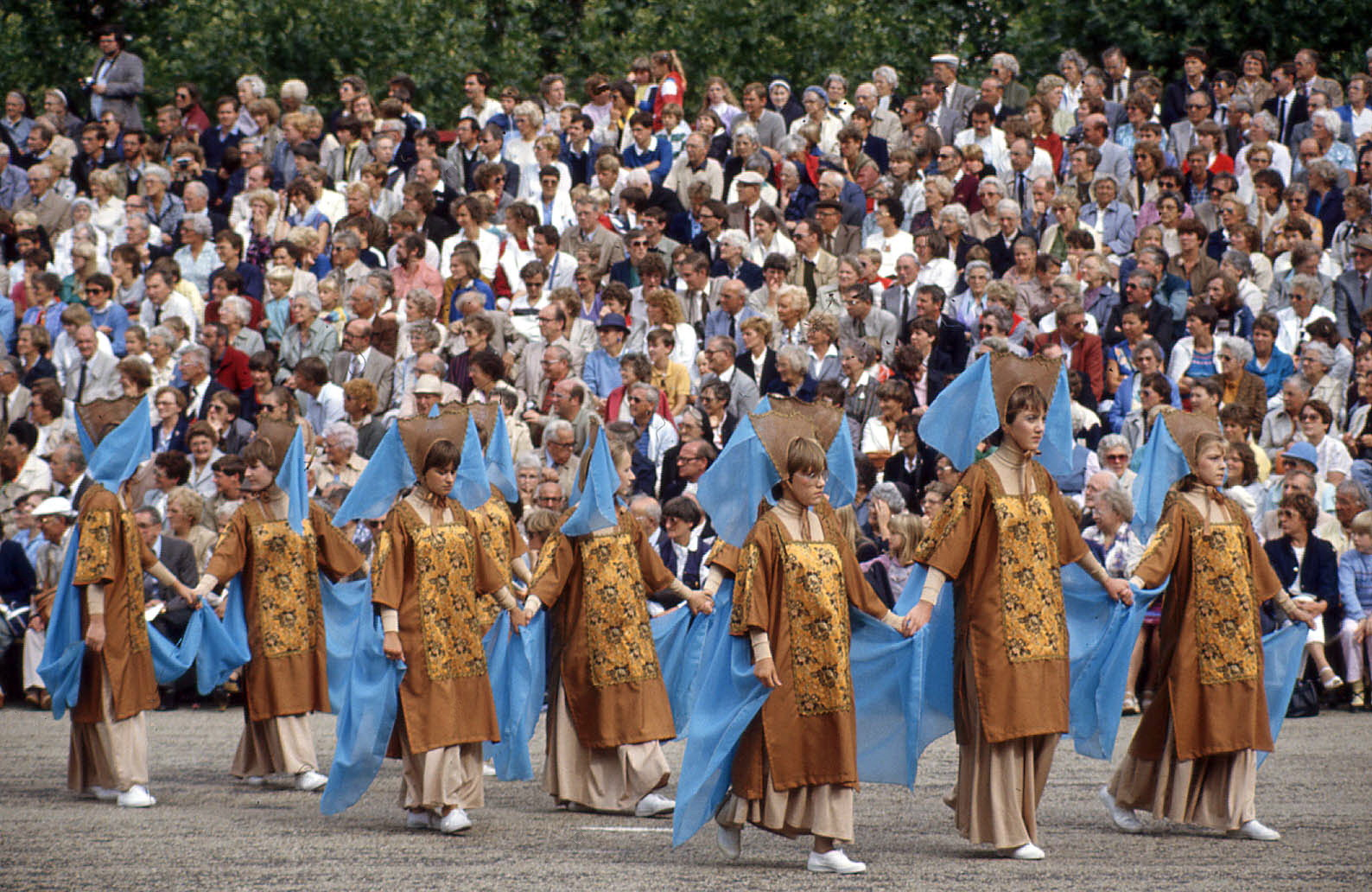
Groep in historiserende kostuums, 1976
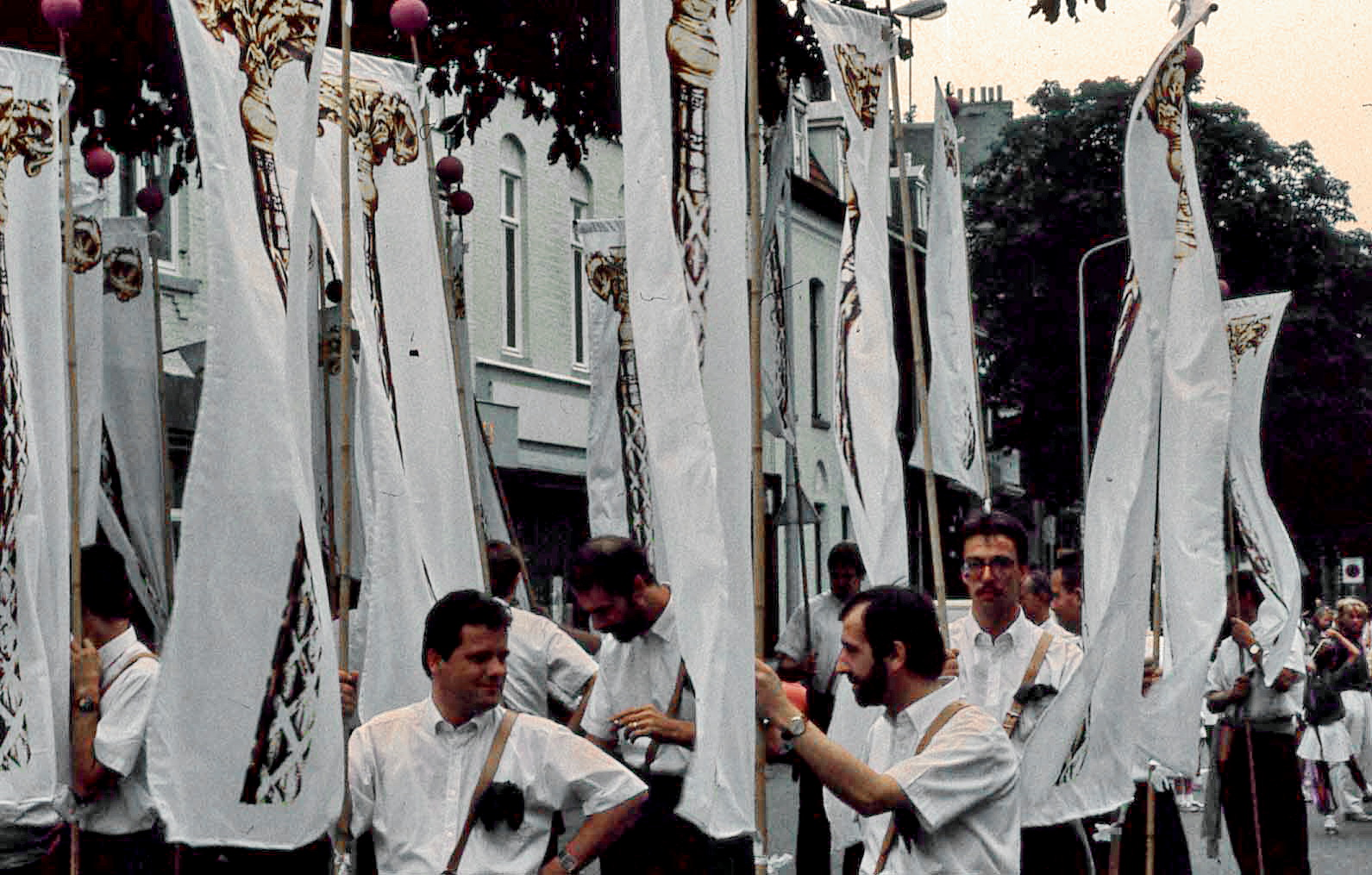
Banieren met pelgrimsstaf van Sint-Servaas, 1990
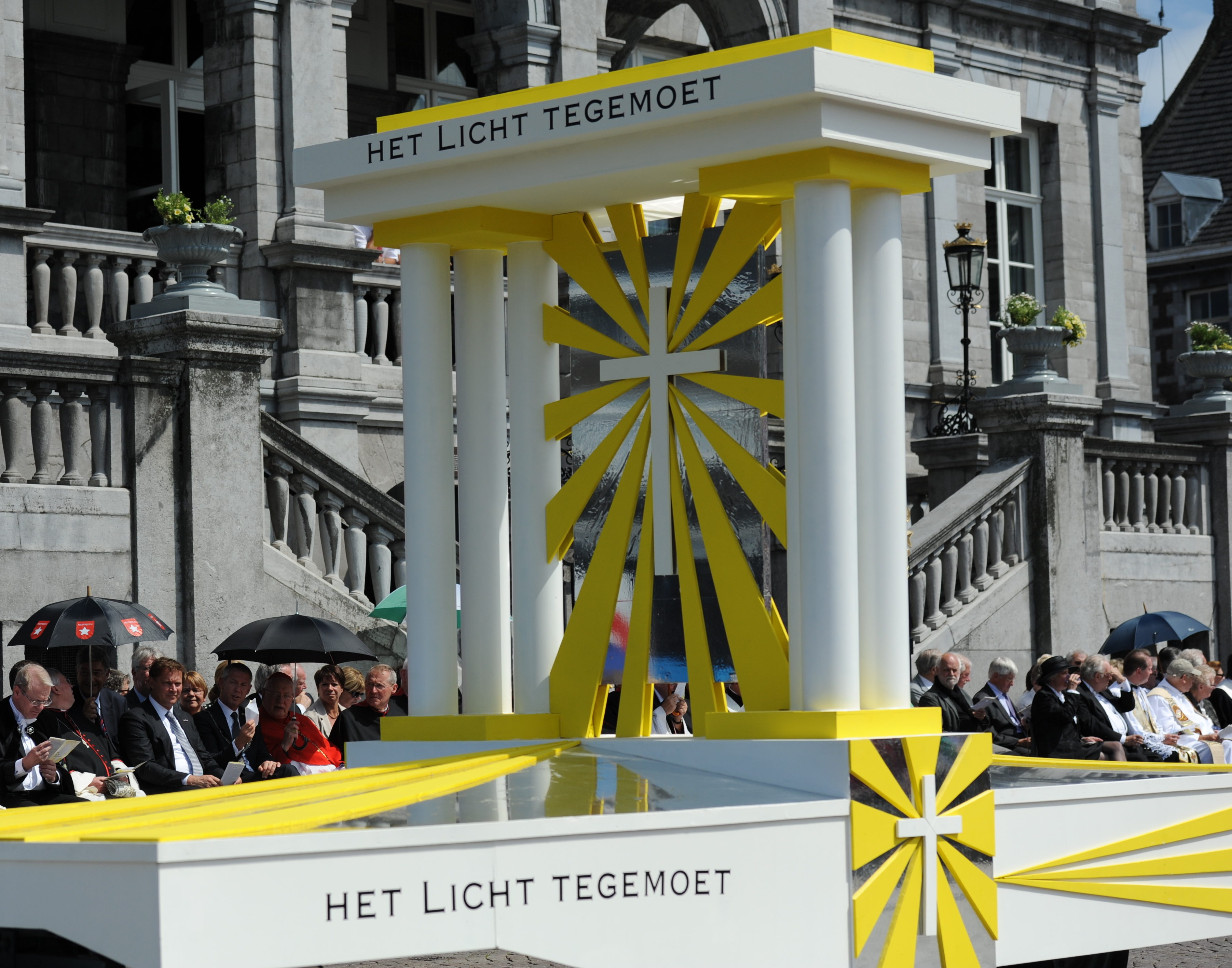
Themapresentatie 'Het Licht tegemoet', 2011
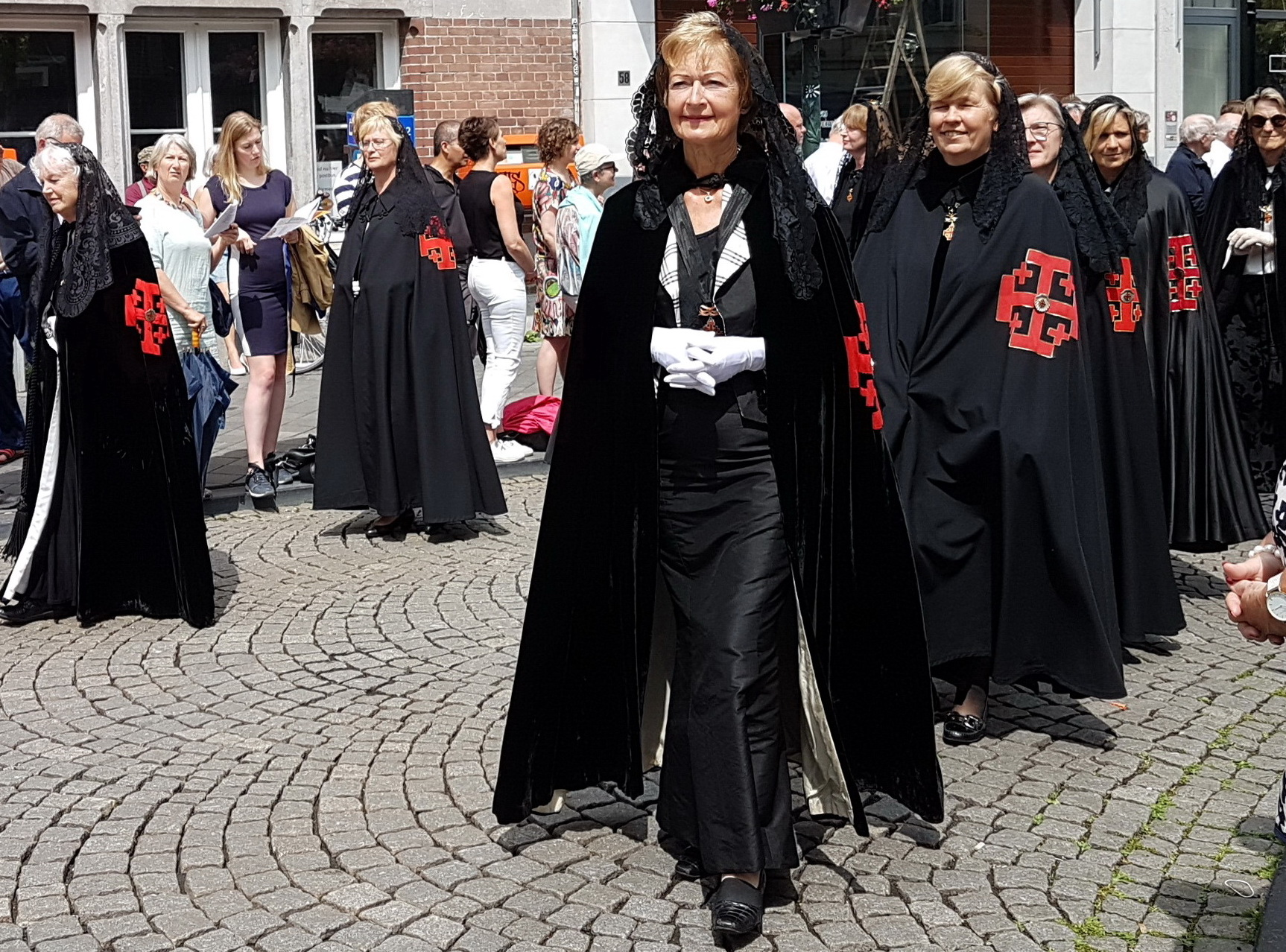
Orde van het Heilig Graf van Jeruzalem, 2018

#### Muziek- en folkloregroepen

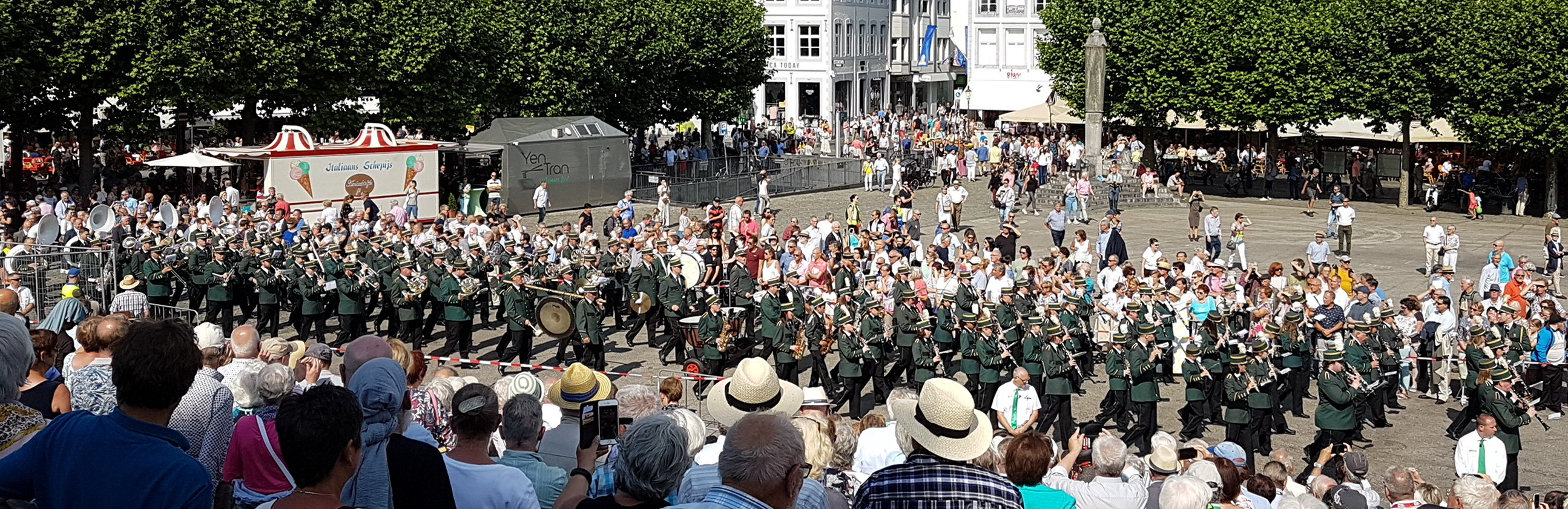
Harmonie Sint-Petrus en Paulus uit Wolder op het Vrijthof (2018)

Traditioneel lopen diverse (kerkelijke) zangkoren, harmonieën, fanfares en drumbands mee in de ommegang. De grote gemengde koren van de twee Maastrichtse basilieken, het Basilicakoor en de Cappella Sancti Servatii, vergezellen respectievelijk het beeld van de Sterre der Zee en het borstbeeld van Sint-Servaas. In 2011 vormden de Zingende Maagden van Tongeren nog een hoogtepunt in de ommegang, maar in 2018 ontbrak deze groep voor het eerst in vele jaren. Een (wisselende) ereplaats is weggelegd voor de harmonie die achter de Noodkist loopt en daarmee de processie afsluit. In 2018 was dat bij de eerste ommegang de Koninklijke Harmonie Sainte Cécile uit Eijsden ("de Roei"); bij de tweede de Harmonie Sint-Petrus en Paulus uit Wolder ("de Greun"). Daarnaast wordt de optocht opgefleurd door enkele schutterijen en vendeliersgilden.

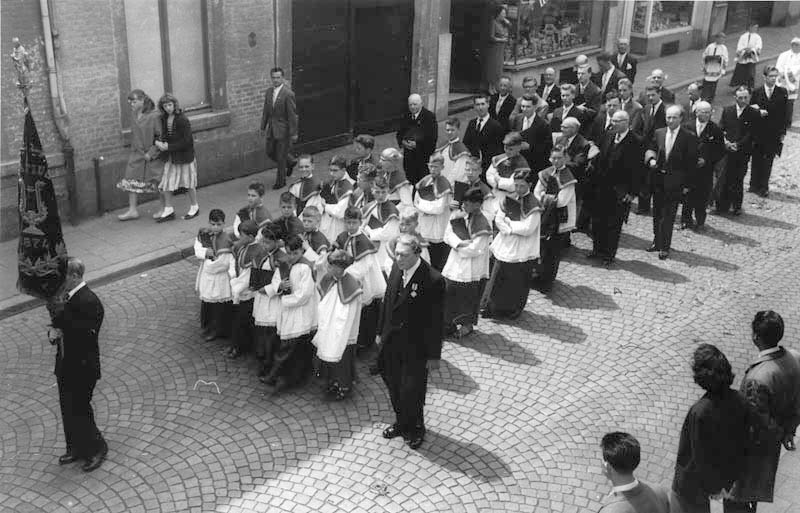
Cappella Sancti Servatii met processievaandel, 1955
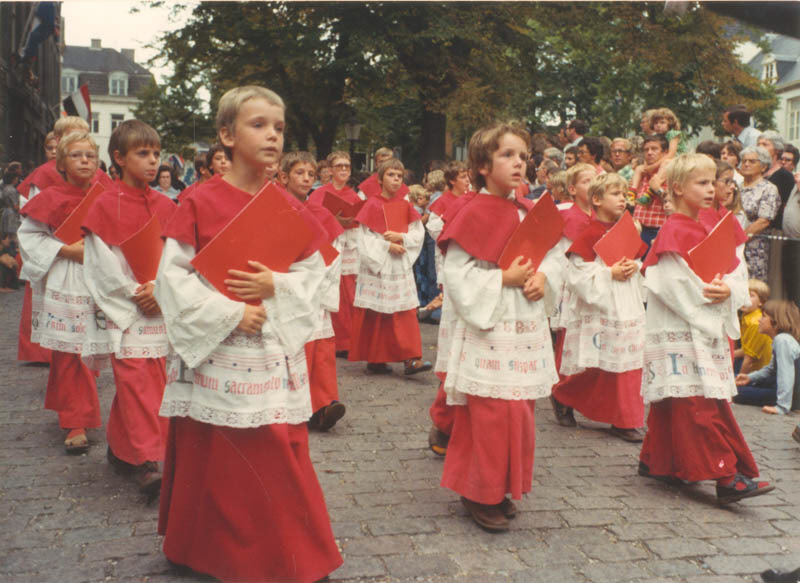
Knapenkoor De Maasvogels, 1976
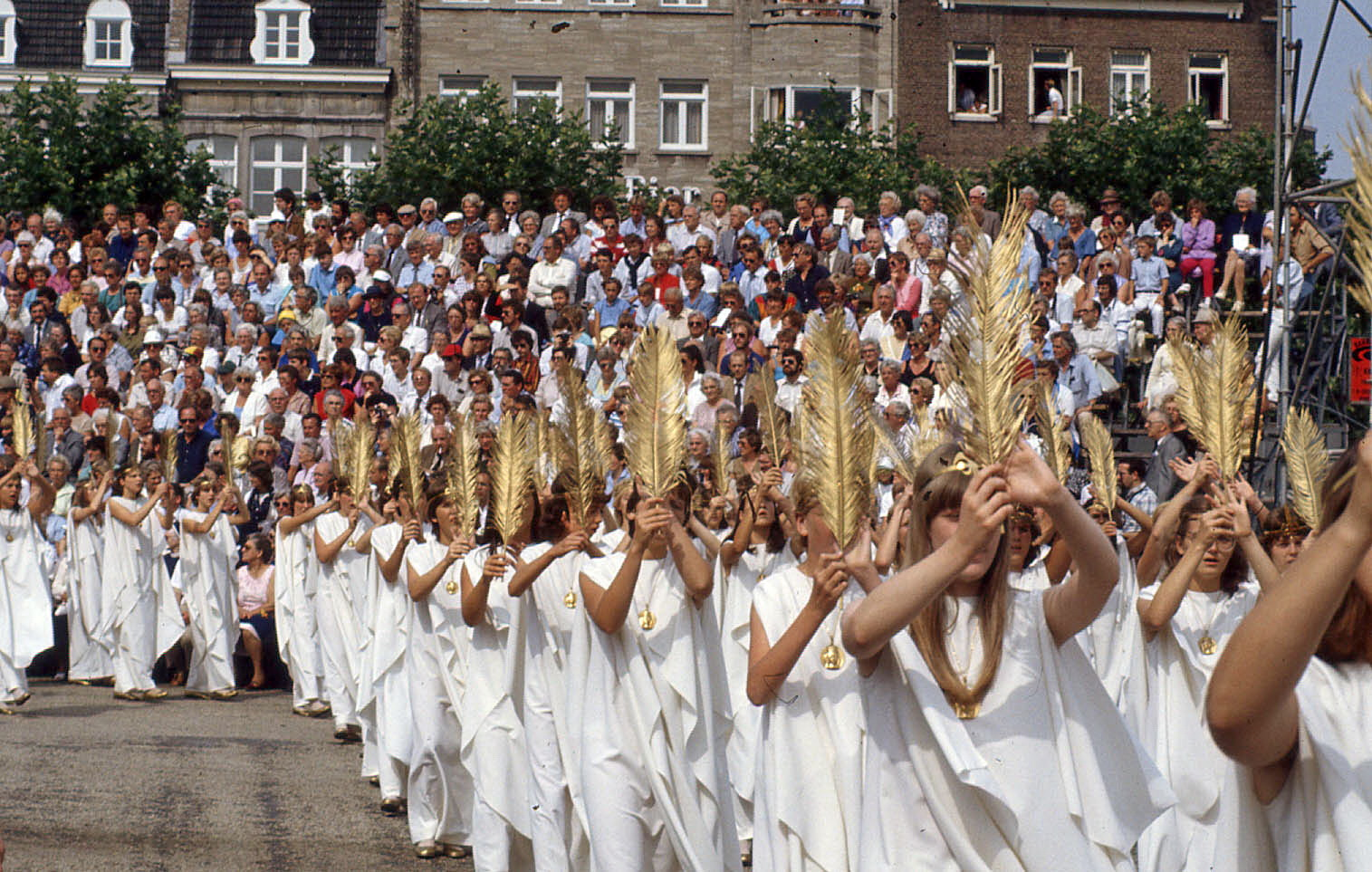
Zingende Maagden van Tongeren, 1976
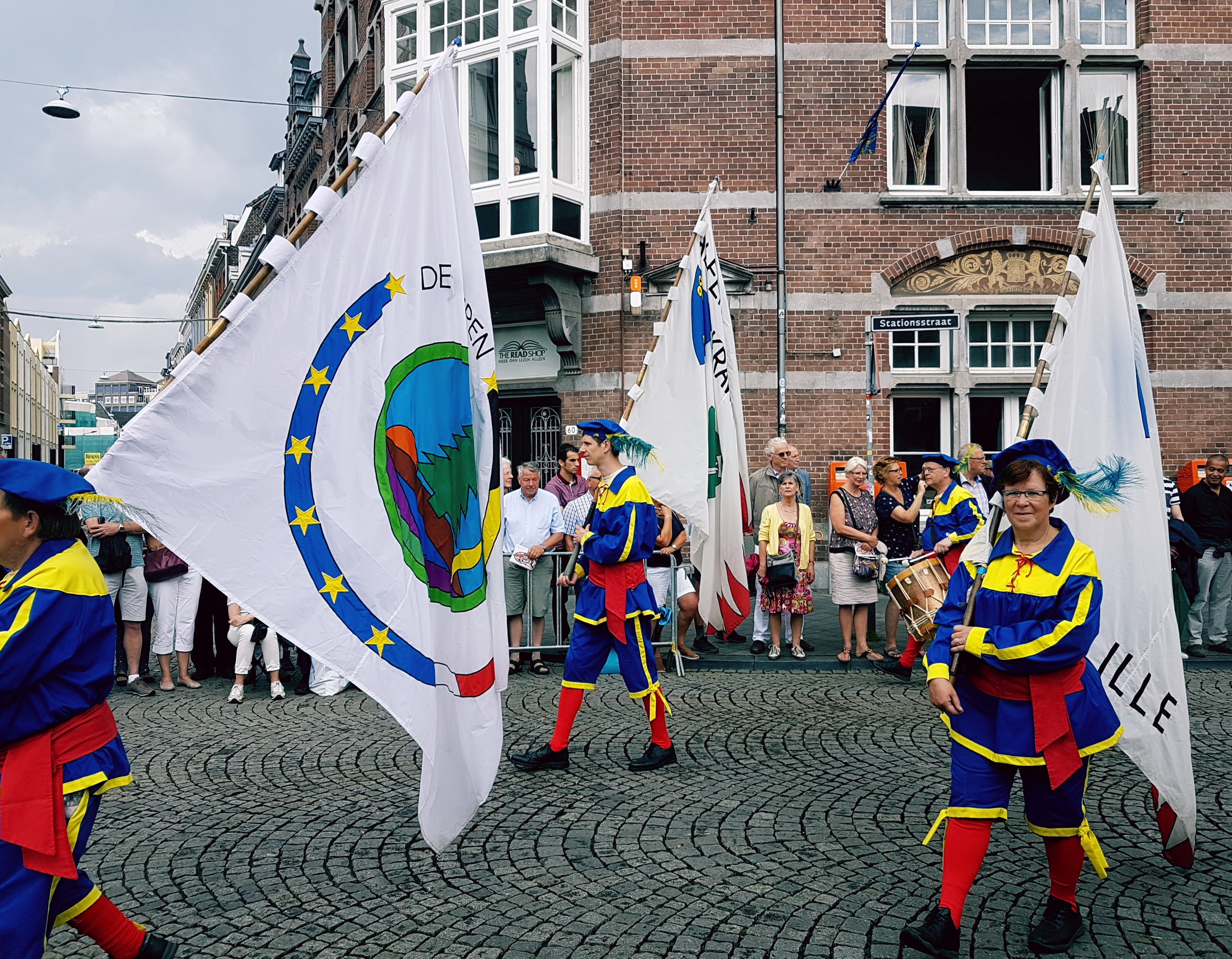
Vendelzwaaiers Alfaritax Krawabelli uit Rijsel, 2018

### Culturele evenementen
Al vanaf het begin van de moderne heiligdomsvaarten werden naast religieuze ook culturele activiteiten georganiseerd. In 1916 werd het eerder genoemde Sint-Servaasspel voor het eerst opgevoerd op het Vrijthof. Bij de volgende editie in 1923 werd het Spel van Sint-Lambertus opgevoerd. Gedurende de gehele twintigste eeuw bleven variaties daarop een vast programmaonderdeel van de heiligdomsvaart, waarbij het religieuze element soms ondergeschikt raakte aan het theatrale. De religieuze betekenis ontbrak grotendeels bij de bestormingen van de burcht op de Maas (1930, 1937, 1983) en bij de groots opgezette blijde inkomst van Maximiliaan van Oostenrijk (1930). In 1937 werd het Sint-Servaasspel opnieuw opgevoerd. In 1948 vond een drietal opvoeringen plaats van een 'religieus dansspel' op muziek van Matty Niël. In 1983 werd op het Vrijthof het theaterspel Het gouden huis opgevoerd, zeven jaar later gevolgd door Echo van een pelgrim. In beide openluchtspelen werden relieken en reliekhouders als rekwisieten gebruikt. In 1997 werd op het Vrijthof de musical Jesus Christ Superstar opgevoerd.

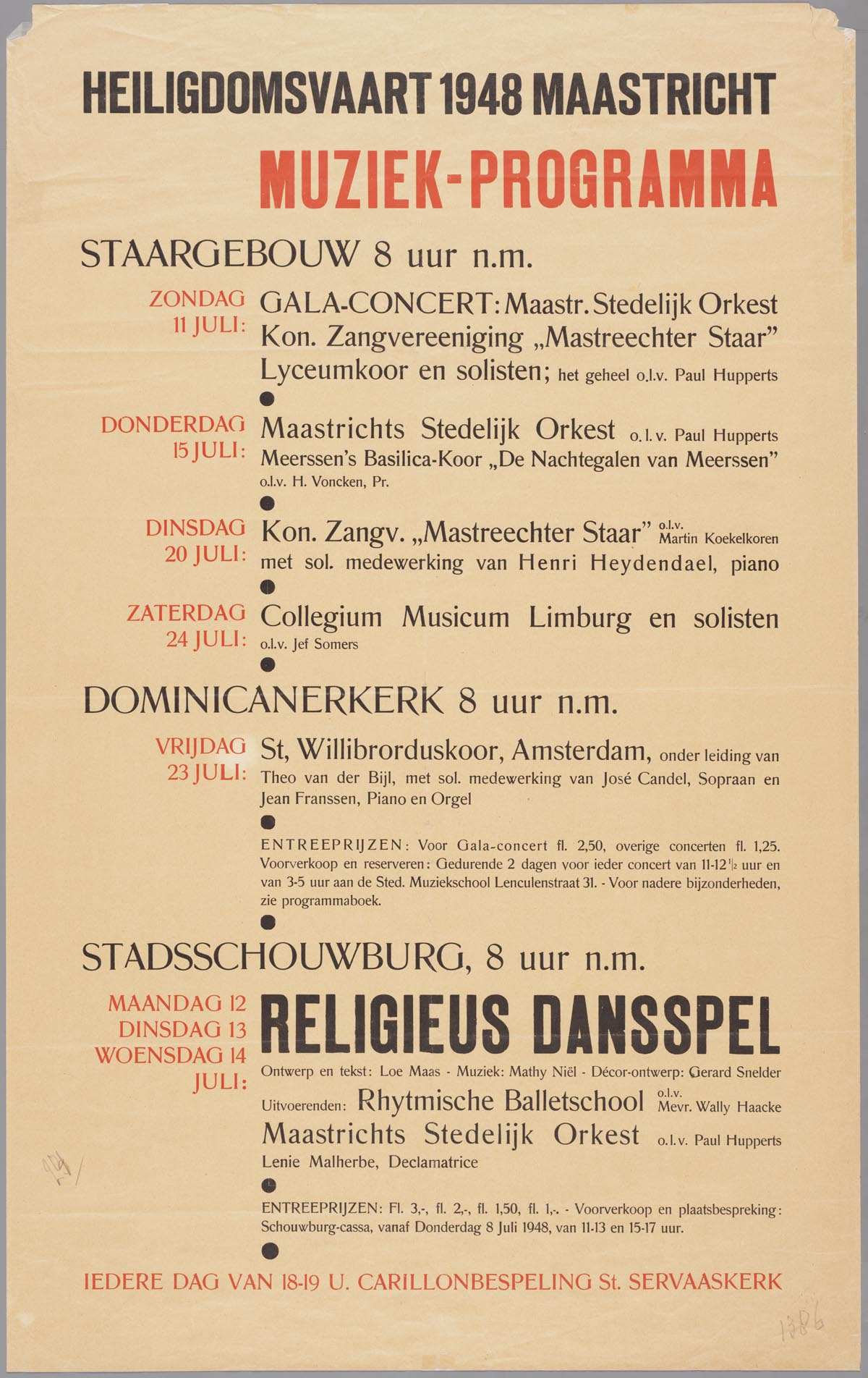
Cultureel programma Heiligdomsvaart 1948

In 1930 stond op het Vrijthof een tijdelijke heiligenbeeldengroep van Charles Vos, waaromheen allerlei manifestaties plaatsvonden. Bij de volgende editie in 1937 werd een massale volkszang met vele koren georganiseerd. Het culturele programma van de heiligdomsvaart van 1948 bestond, naast het genoemde 'dansspel', uit een vijftal concerten, waaronder een galaconcert met onder andere het Maastrichts Stedelijk Orkest en de Mastreechter Staar, en dagelijkse carillonbespelingen. In 1955 werden op diverse plaatsen in de stad (ruiter)standbeelden van bisschoppen van Tongeren-Maastricht geplaatst, naar ontwerp van Albert Meertens, docent aan de Stadsacademie voor Toegepaste Kunsten en uitgevoerd door leerlingen van de school. In 1962 vond in de Sint-Servaaskerk een uitvoering van Claudio Monteverdi's Mariavespers plaats in het kader van het Holland Festival. Het koor en orkest van het Nationaal Instituut voor de Radio-omroep werd geleid door Léonce Gras. Andere concerten vonden plaats met onder andere het Limburgs Symphonie Orkest, de Mastreechter Staar, het Aachener Domchor, de Heerlense Oratoriumvereniging en de Muziekkring "Obrecht" uit Amsterdam. Incidenteel werden tentoonstellingen georganiseerd. In 1976 gaf de fotoclub van de ENCI ter gelegenheid van de heiligdomsvaart een fotoboek uit van de kunstschatten van de Sint-Servaaskerk. Het festival Musica Sacra startte in 1983 als randprogrammering van de heiligdomsvaart, aanvankelijk Europees Festival van Religieuze Muziek genoemd.
In 2018 vonden op talloze locaties in de stad lezingen, concerten, theatervoorstellingen en tentoonstellingen plaats, die aanhaakten bij het thema van de heiligdomsvaart. Zo waren er concerten te beluisteren en voorstellingen te zien in de pandhof van de Sint-Servaasbasiliek, de Sint-Janskerk, de Sint-Lambertuskerk, de Sint-Theresiakerk en de Koepelkerk. Ook werden films vertoond in de open lucht. Aan het thema aangepaste tentoonstellingen waren te zien in de oostcrypte van de Onze-Lieve-Vrouwebasiliek, de kruisgangen van de twee hoofdkerken, de Dominicanenkerk, het Centre Céramique, het Theater aan het Vrijthof en het Bonnefantenmuseum. In laatstgenoemd museum vond de tentoonstelling Koorkappen plaats in samenwerking met het modeplatform Fashionclash.
Het culturele programma van de heiligdomsvaart van 2025 begon al in september 2024 met een serie lezingen over het thema "Wees een bruggenbouwer". Vanaf half maart 2025 waren drie exposities rondom de heiligdomsvaart te zien: in het Maastricht Museum de tentoonstelling Pelgrimage naar Maastricht (met bruiklenen van onder andere het Akense Centre Charlemagne en het Hamburgse Museum für Kunst und Gewerbe) en in de kruisgang van de Sint-Servaasbasiliek de tentoonstellingen Daer sande God Servacium (over Maastricht als stad van Sint-Servaas) en Processies in Maastricht  (schilderijen van Wil van der Laan). Later kwamen daar nog onder andere de expositie Bruggen naar de Hemel in de kruisgang van de Onze-Lieve-Vrouwebasiliek, een iconententoonstelling in de crypte van dezelfde kerk, en een middeleeuwse oorkondententoonstelling in de voormalige Proosdij van Sint-Servaas bij. Daarnaast vonden talloze concerten plaats in kerken, kapellen en andere locaties in de stad.

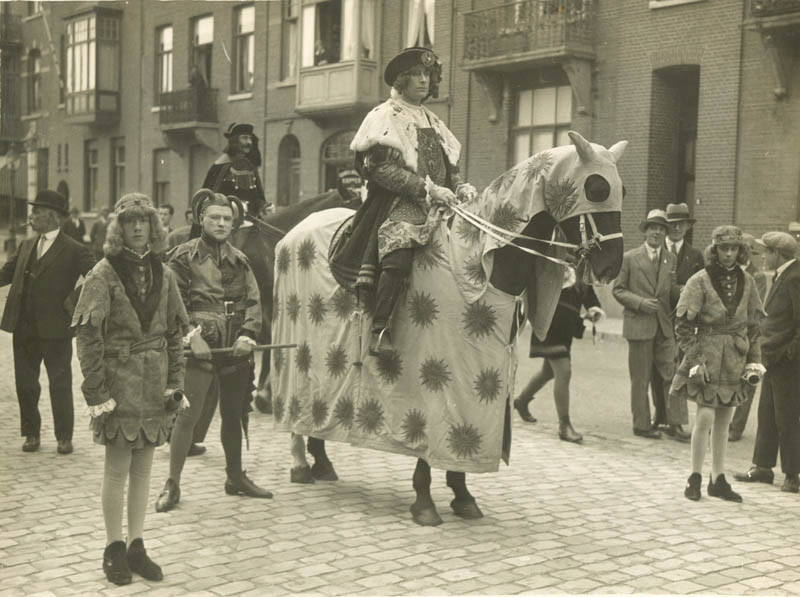
Blijde Inkomst van Maximiliaan van Oostenrijk, 1930
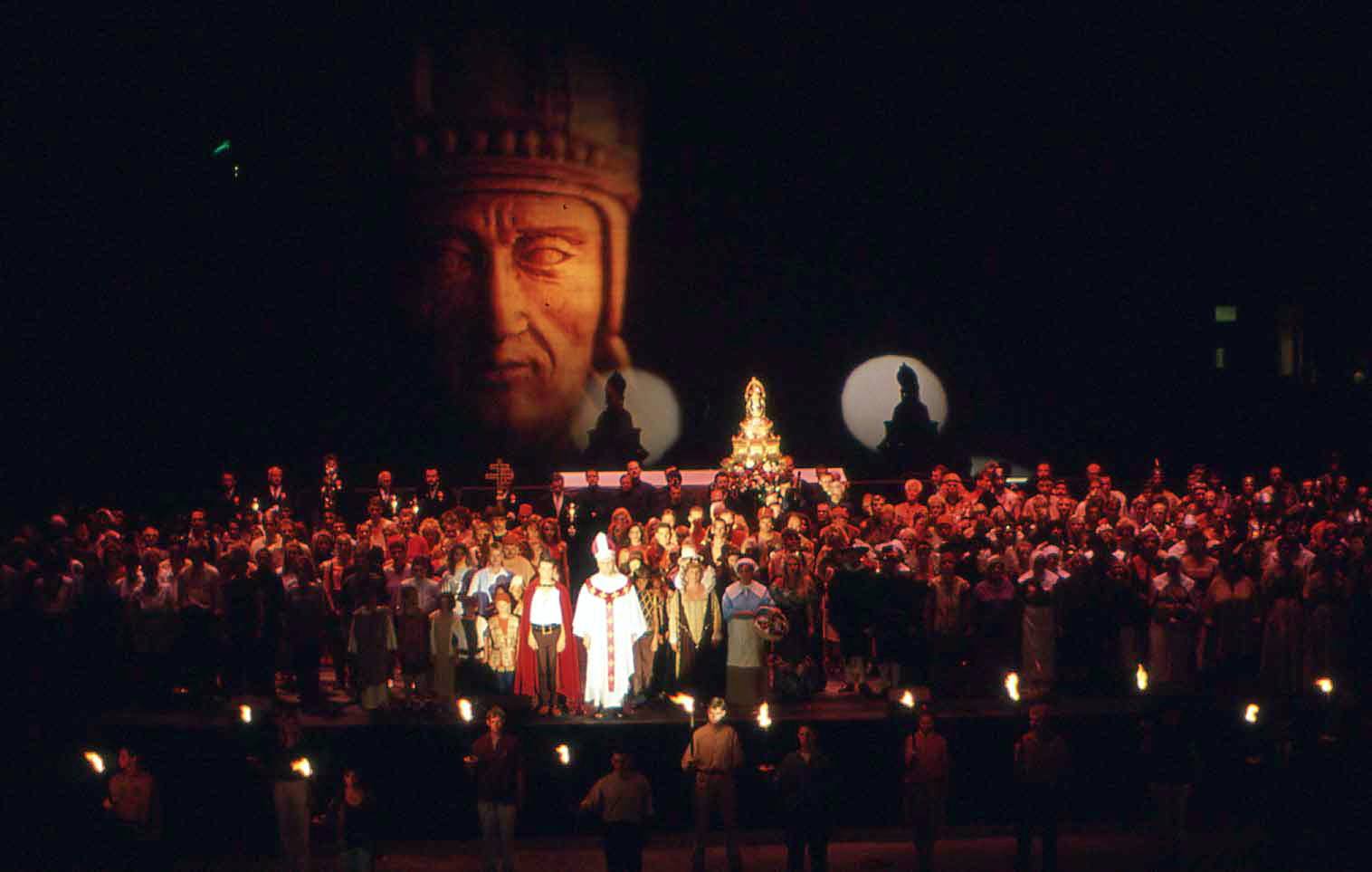
Openluchttheaterstuk Echo van een pelgrim, 1990
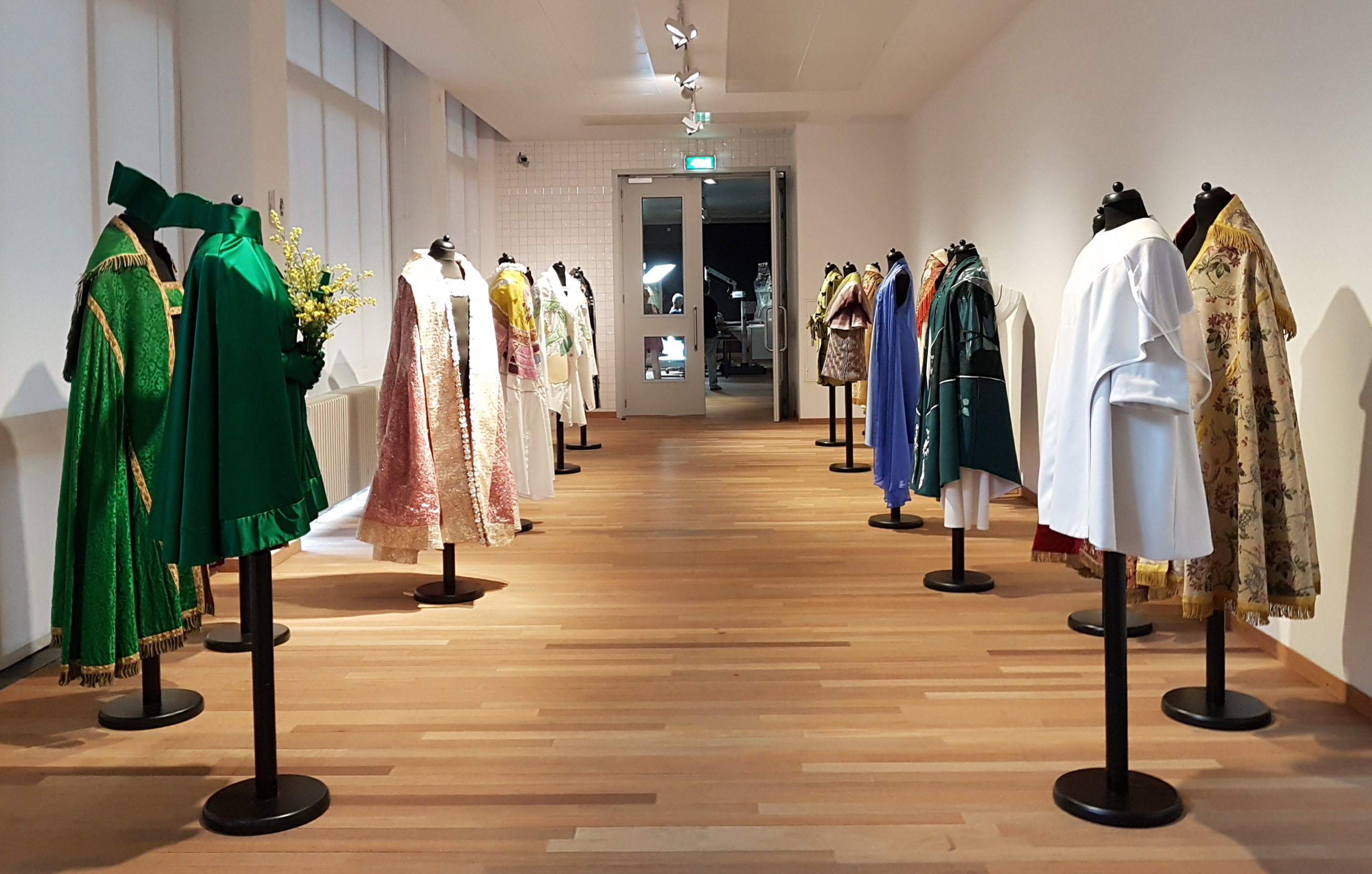
Expositie Koorkappen, Bonnefantenmuseum, 2018
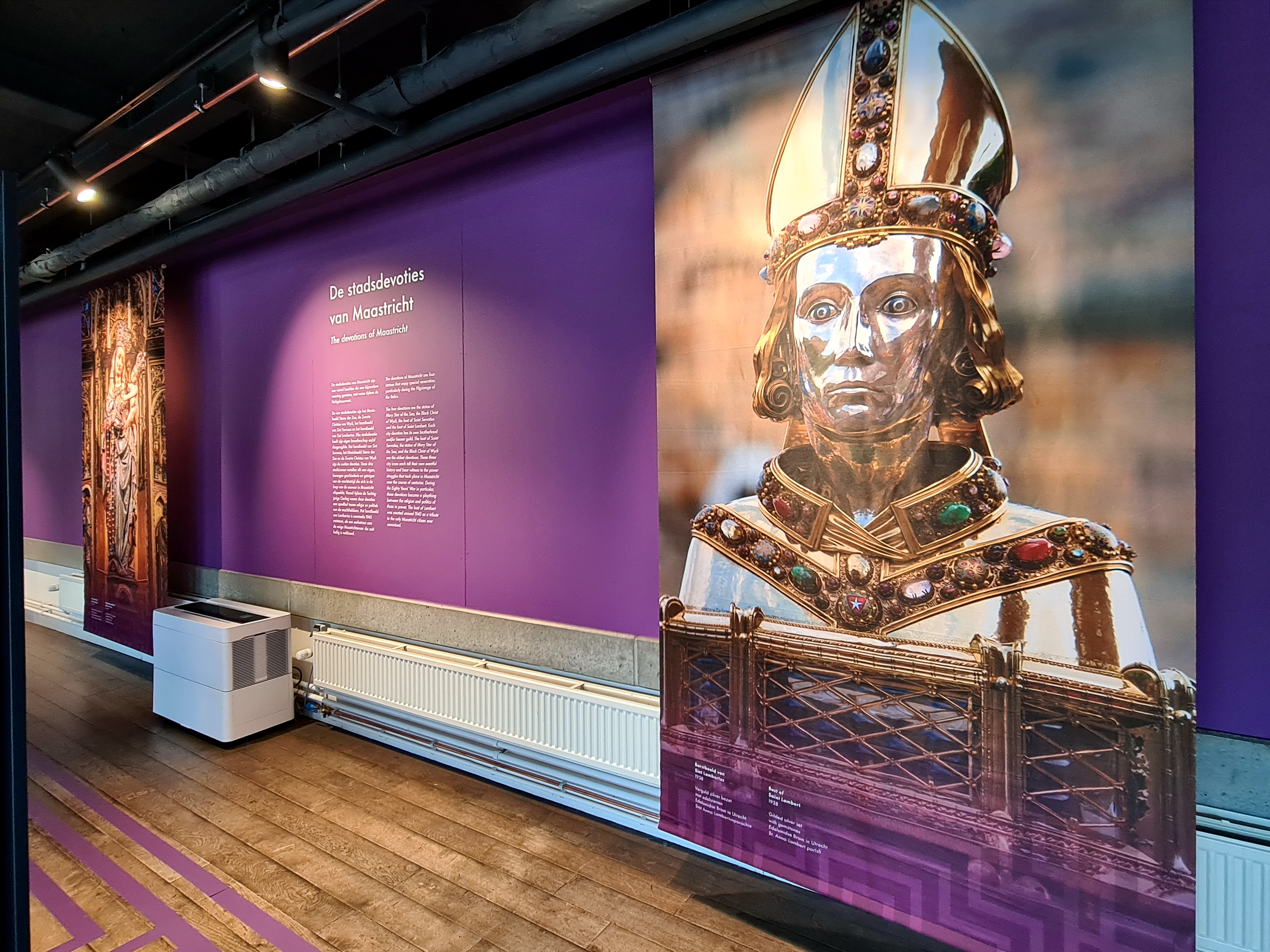
Pelgrimage naar Maastricht, Maastricht Museum, 2025

## Relieken en kunstvoorwerpen

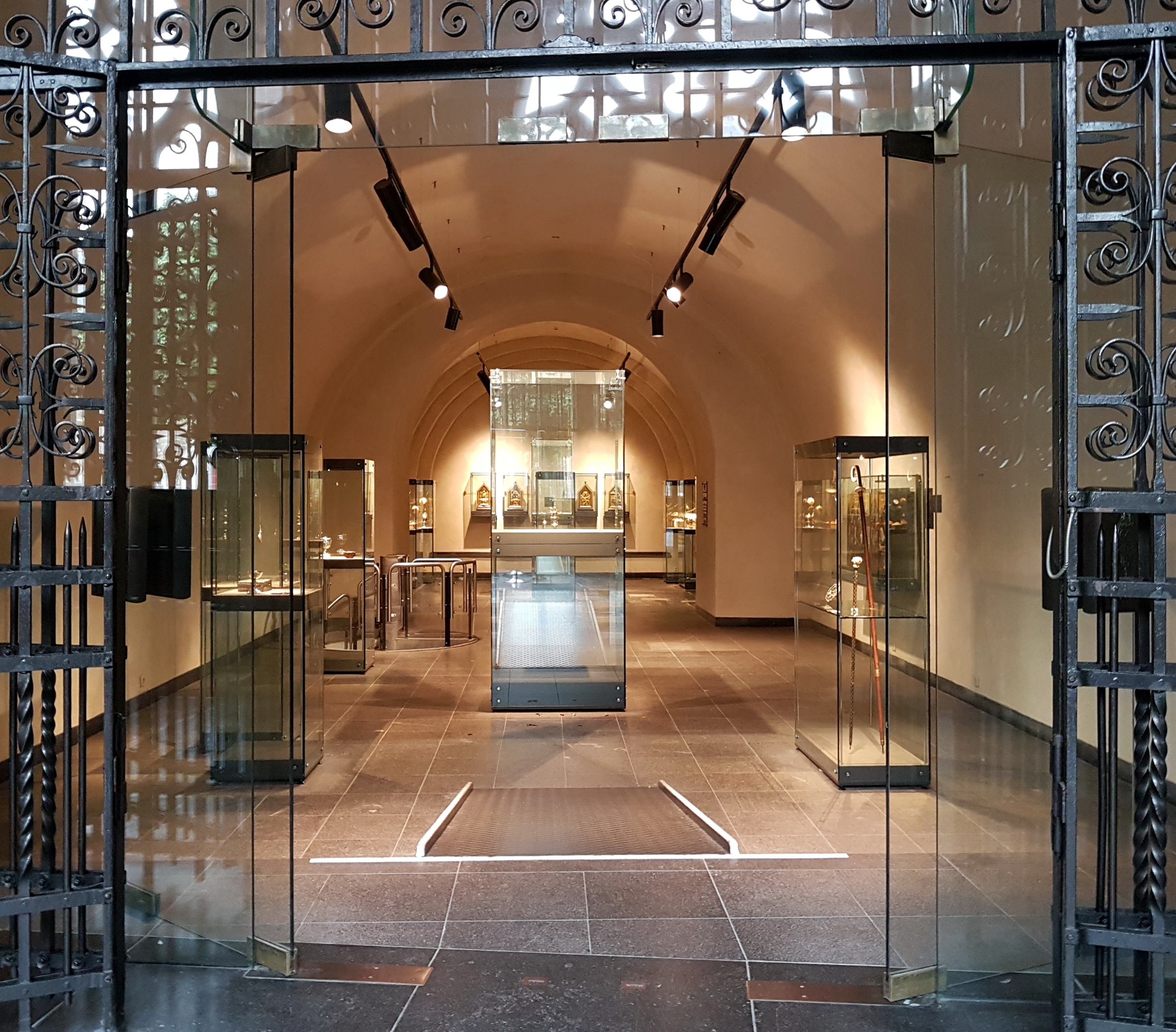
Schatkamer van de Sint-Servaasbasiliek met deels lege vitrines tijdens de heiligdomsvaart, 2018

Bij de moderne heiligdomsvaarten stonden van den beginne de relieken van Sint-Servaas centraal. Voor de andere Maastrichtse devoties was er aanvankelijk slechts een gastrol weggelegd. Geleidelijk hebben zij echter een min of meer gelijkwaardige positie verworven in de heiligdomsvaart. Veel reliekhouders en heiligenbeelden zijn eeuwen oud en behoren tot het lokale en zelfs nationale erfgoed. Aangezien in de schatkamer van de Sint-Servaasbasiliek en die van de Onze-Lieve-Vrouwe honderden reliekhouders worden bewaard (naast talloze beelden, ook in andere Maastrichtse kerken), moet de organisatie bij iedere heiligdomsvaart een afweging maken welke voorwerpen getoond zullen worden en welke niet. Daarbij wegen kunsthistorische argumenten soms zwaarder dan religieuze, waardoor er vanwege de kwetsbaarheid soms voor gekozen wordt een object niet meer te tonen.

### Servatiana
In de middeleeuwen was er bij de Sint-Servaasverering veel aandacht voor de zogenaamde 'Servatiana'. Dit zijn voorwerpen die gezien werden als de persoonlijke bezittingen van Sint-Servaas. Tot de Servatiana worden gerekend: de sleutel van Sint-Servaas, het borstkruis van Sint-Servaas, zijn pelgrims- en bisschopsstaf, zijn drinknap, miskelk, pateen en draagaltaar, en het zegel. In de moderne heiligdomsvaarten spelen ze een veel kleinere rol, wellicht doordat ze door hun relatief bescheiden afmetingen, hun kostbaarheid en kwetsbaarheid moeilijker in het openbaar getoond kunnen worden; mogelijk ook omdat de authenticiteit van de meeste voorwerpen twijfelachtig is, aangezien ze aantoonbaar niet uit de vierde eeuw dateren. Bij de reliekentoning in de Sint-Servaasbasiliek worden alleen nog de sleutel en het borstkruis van Sint-Servaas getoond. De overige Servatiana blijven tijdens de heiligdomsvaart in hun vitrine in de schatkamer. Een kopie van de pelgrimsstaf hangt permanent aan de muur van de Servaascrypte.

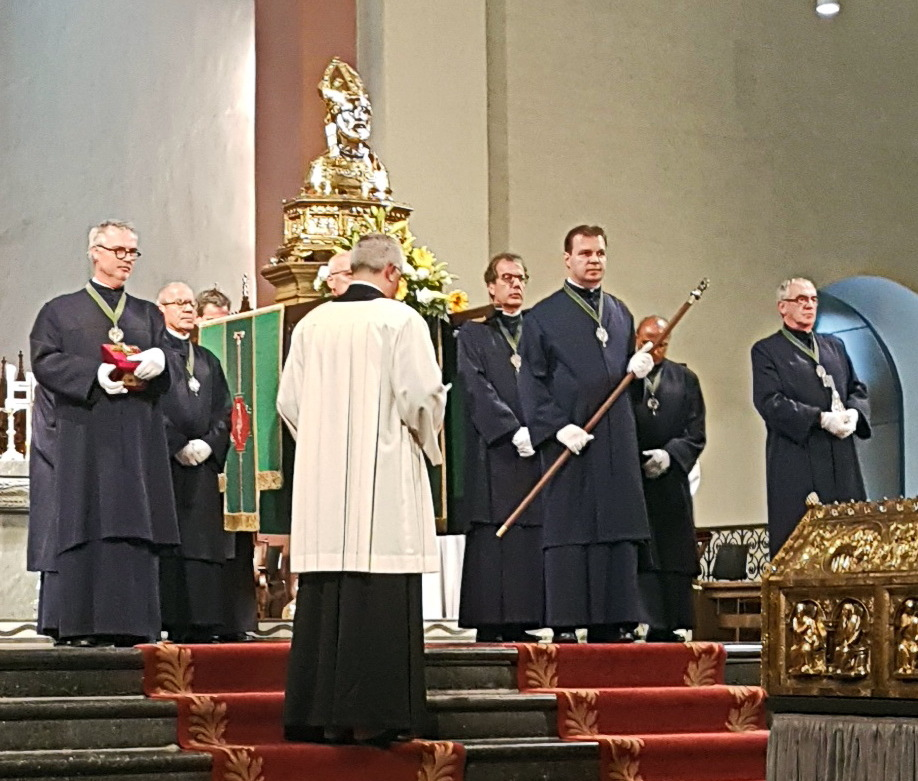
Toning borstkruis en sleutel
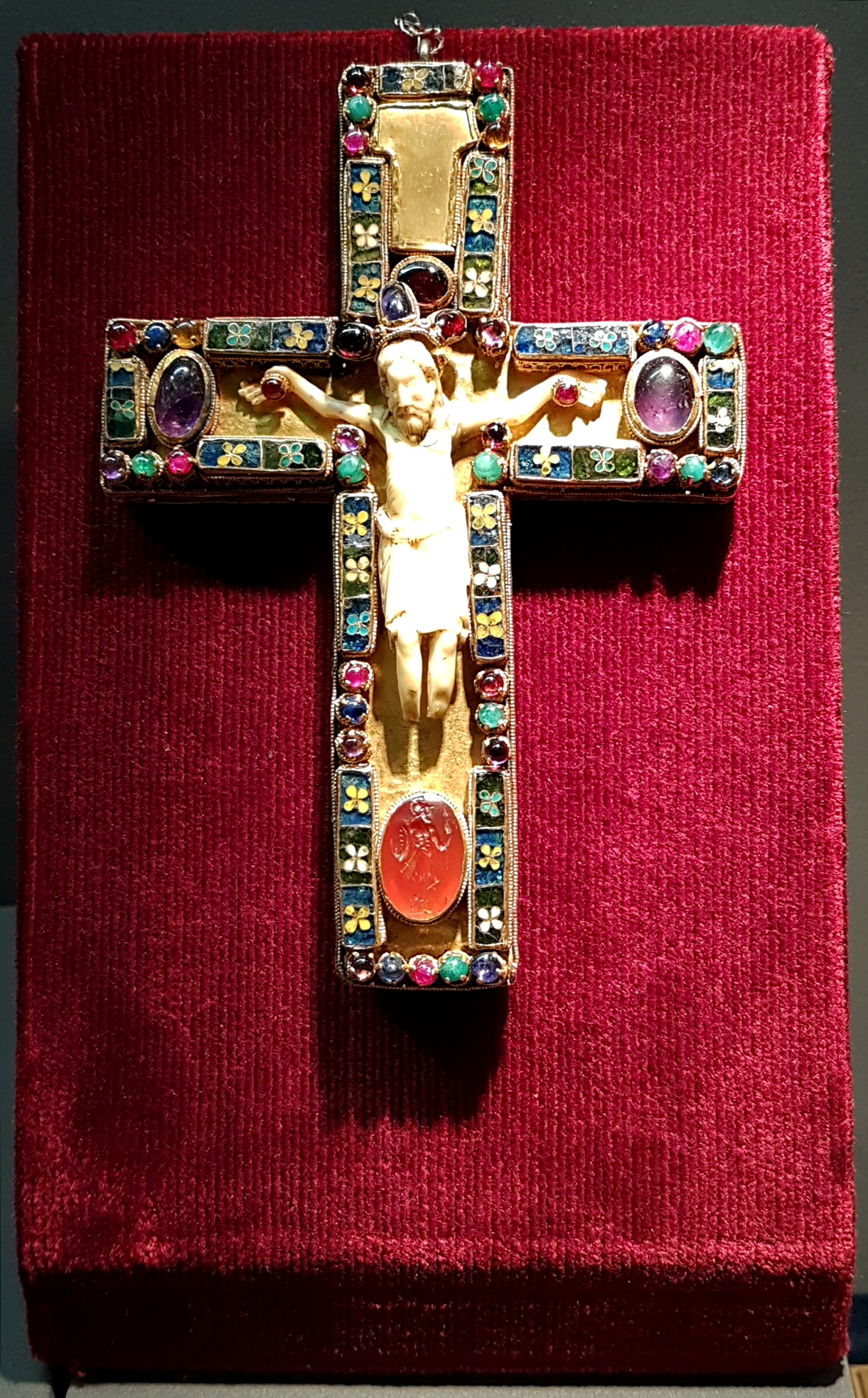
Borstkruis van Sint-Servaas
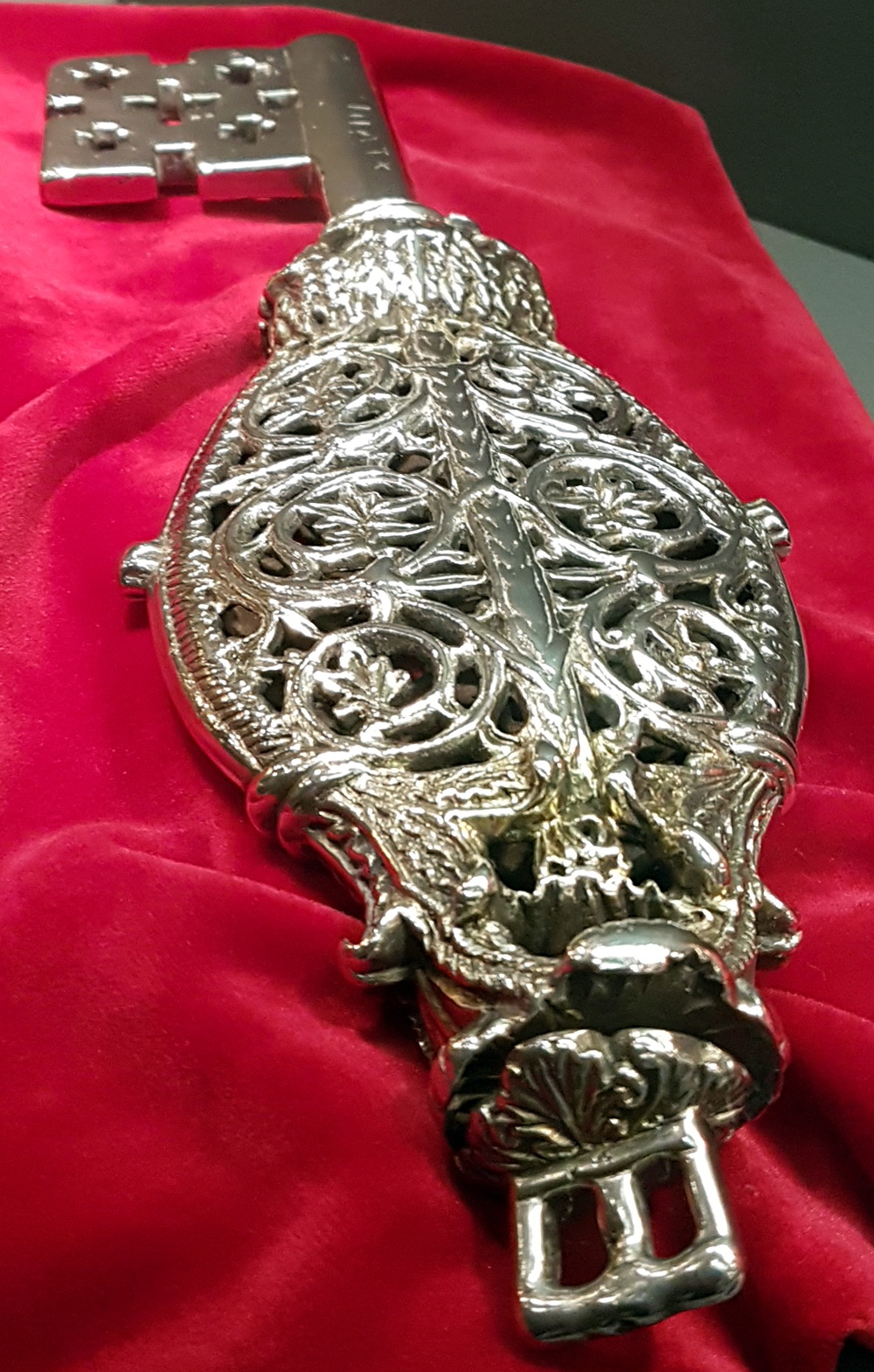
Sleutel van Sint-Servaas
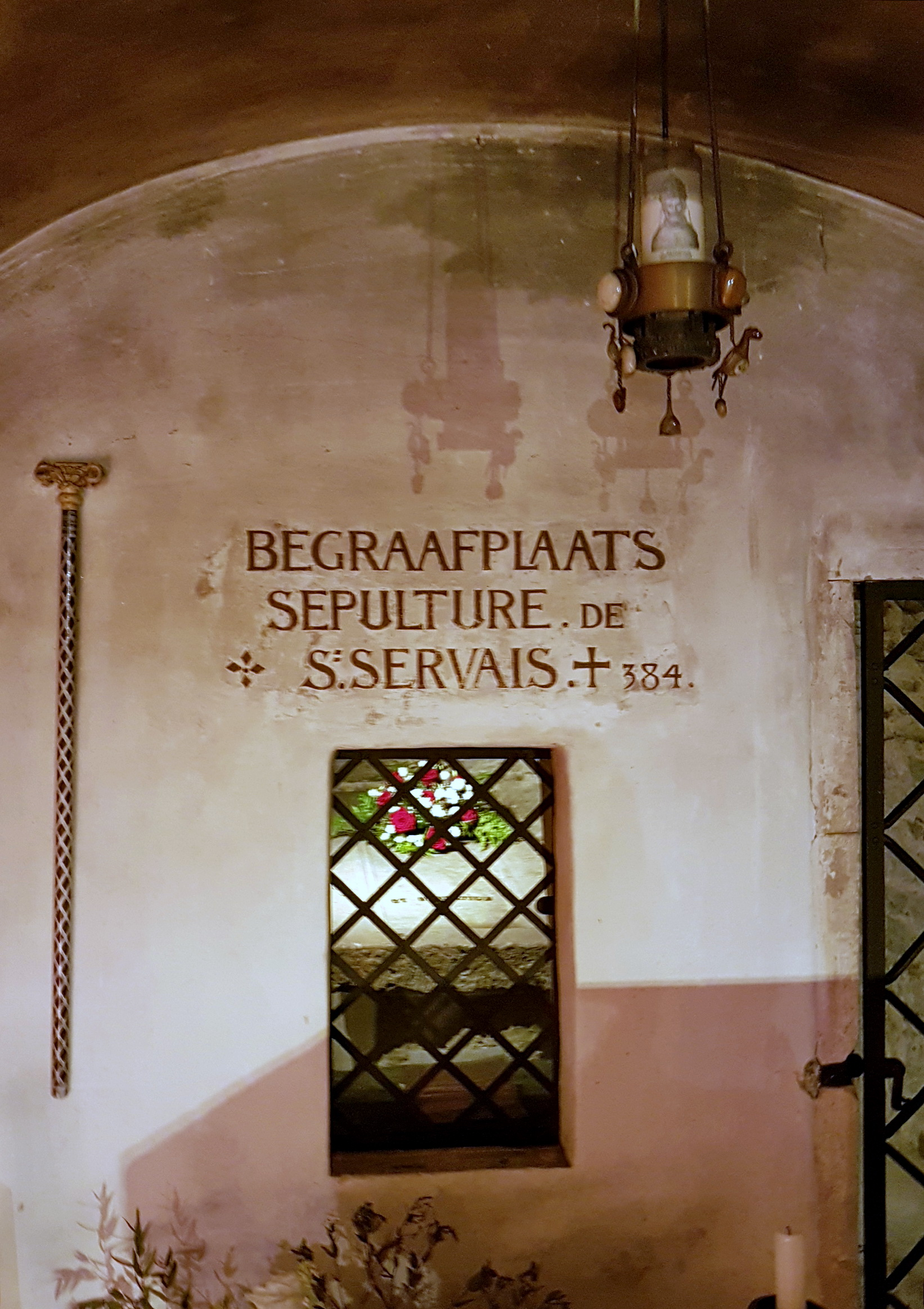
Kopie pelgrimsstaf bij het graf

### Stadsdevoties
De stadsdevoties van Maastricht zijn een viertal beelden, die in deze stad bijzondere verering genieten. Het zijn: de Sterre der Zee, de Zwarte Christus van Wyck, het borstbeeld van Sint-Servaas en dat van Sint-Lambertus. Tijdens de heiligdomsvaart worden ze meegevoerd bij de twee grote ommegangen en de zogenaamde Sterprocessie vanuit de verschillende parochiekerken, en worden ze soms ook ingezet bij andere activiteiten. Elke stadsdevotie heeft zijn eigen broederschap en/of dragersgilde.

#### Sterre der Zee

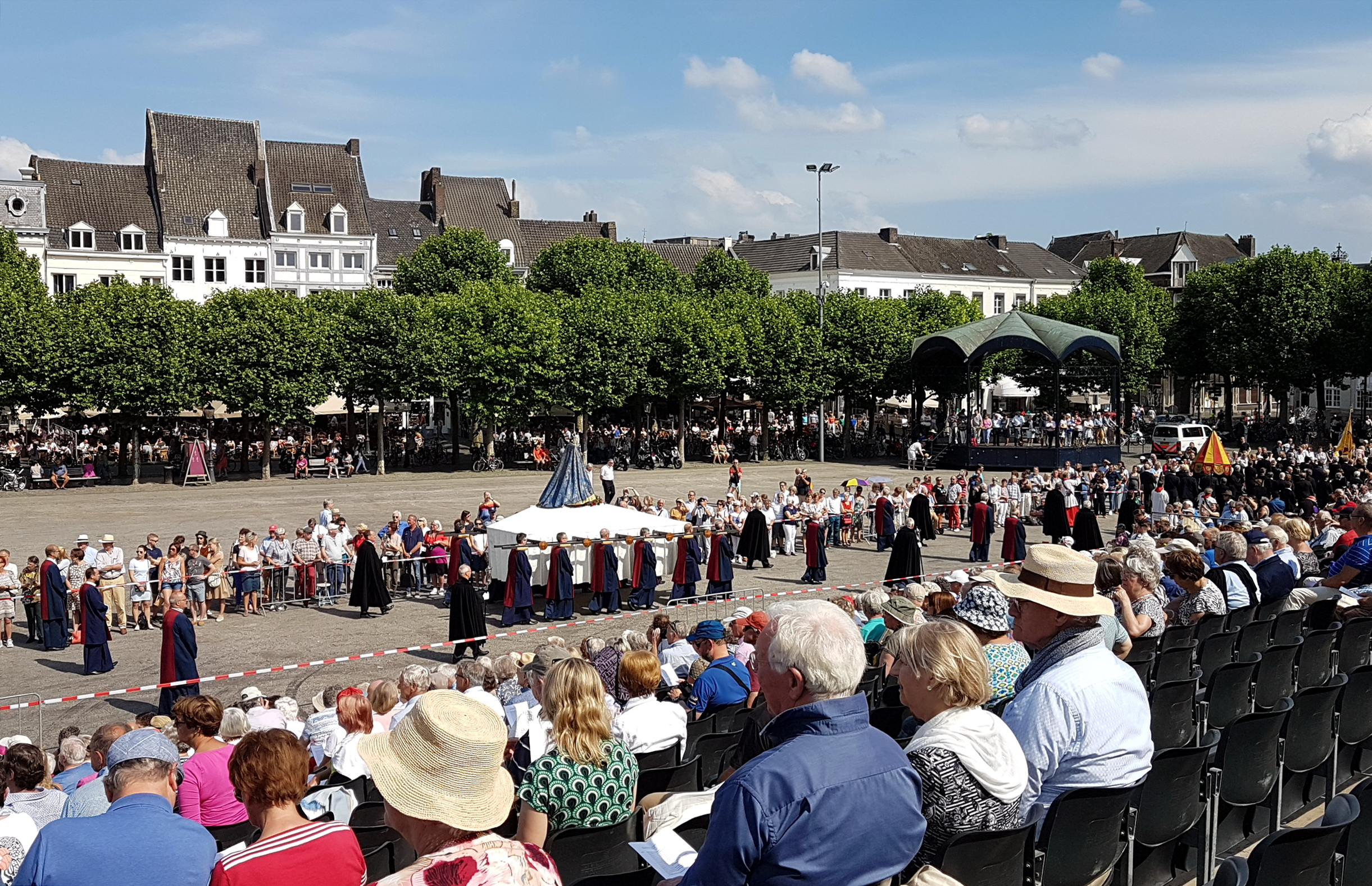
De Sterre der Zee met gevolg op het Vrijthof, 3 juni 2018

De Sterre der Zee is wellicht de bekendste en meest populaire van de vier stadsdevoties. Het betreft een 15e-eeuws genadebeeld van Maria met het kindje Jezus, dat zich sinds 1837 in de Onze-Lieve-Vrouwekerk bevindt. Het beeld wordt een tiental keren per jaar meegedragen in diverse ommegangen en bidwegen. Vroeger werd de kleine processiebaar gebruikt, die door vier leden van het Dragersgilde Sterre der Zee werd gedragen. Deze wordt bij intredeprocessies in de kerk of andere (korte) processies nog steeds gebruikt. In 1955 werd het beeld bij wijze van uitzondering meegedragen op een met bloemen versierde wagen, die door het Bloemencorso Lisse ter beschikking was gesteld. Sinds de aanschaf van de grote processiebaar wordt deze gebruikt bij de heiligdomsvaart. Dit grote draagstel wordt met wit damast bespannen en met bloemen versierd. De twee teams van twaalf dragers wisselen elkaar af: het ene team draagt wijnrood-donkerblauwe tunieken; het andere lichtblauw-witte, beide met witte handschoenen en broederschapsmedaille. Het beeld wordt begeleid door de leden van de Broederschap van Onze Lieve Vrouw, Sterre der Zee, die avondkleding dragen en een wijde zwarte mantel met een lichtblauwe zespuntige ster. Sommige broedermeesters dragen een flambouw of broederschapsstaf. Bij de reliekentoning in de kerk speelt het beeld geen rol, hoewel die plechtigheid wel meestal wordt afgesloten met het Lied van de Sterre der Zee.

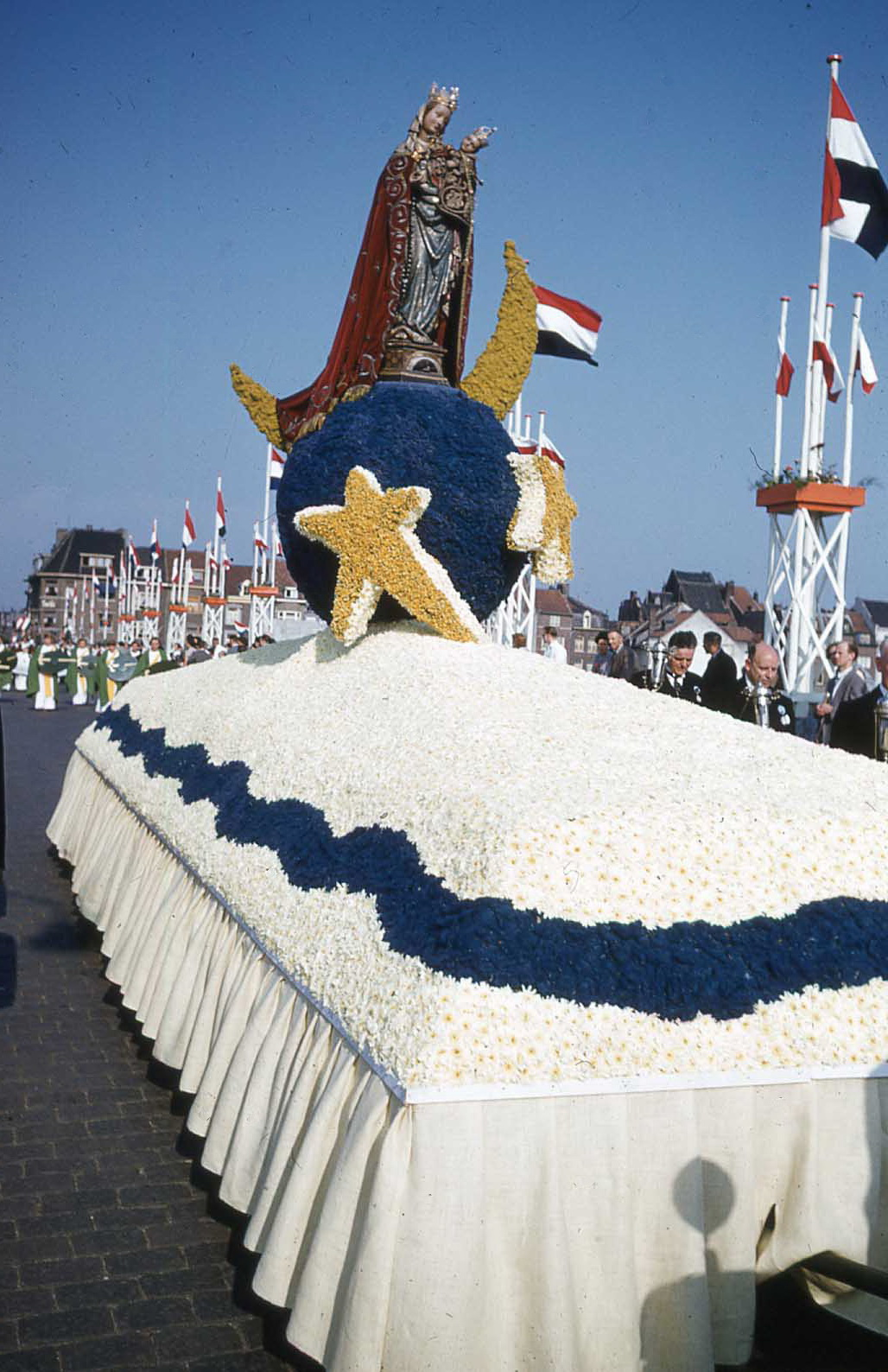
Sterre der Zee als bloemenkoningin op de Sint-Servaasbrug, 1955
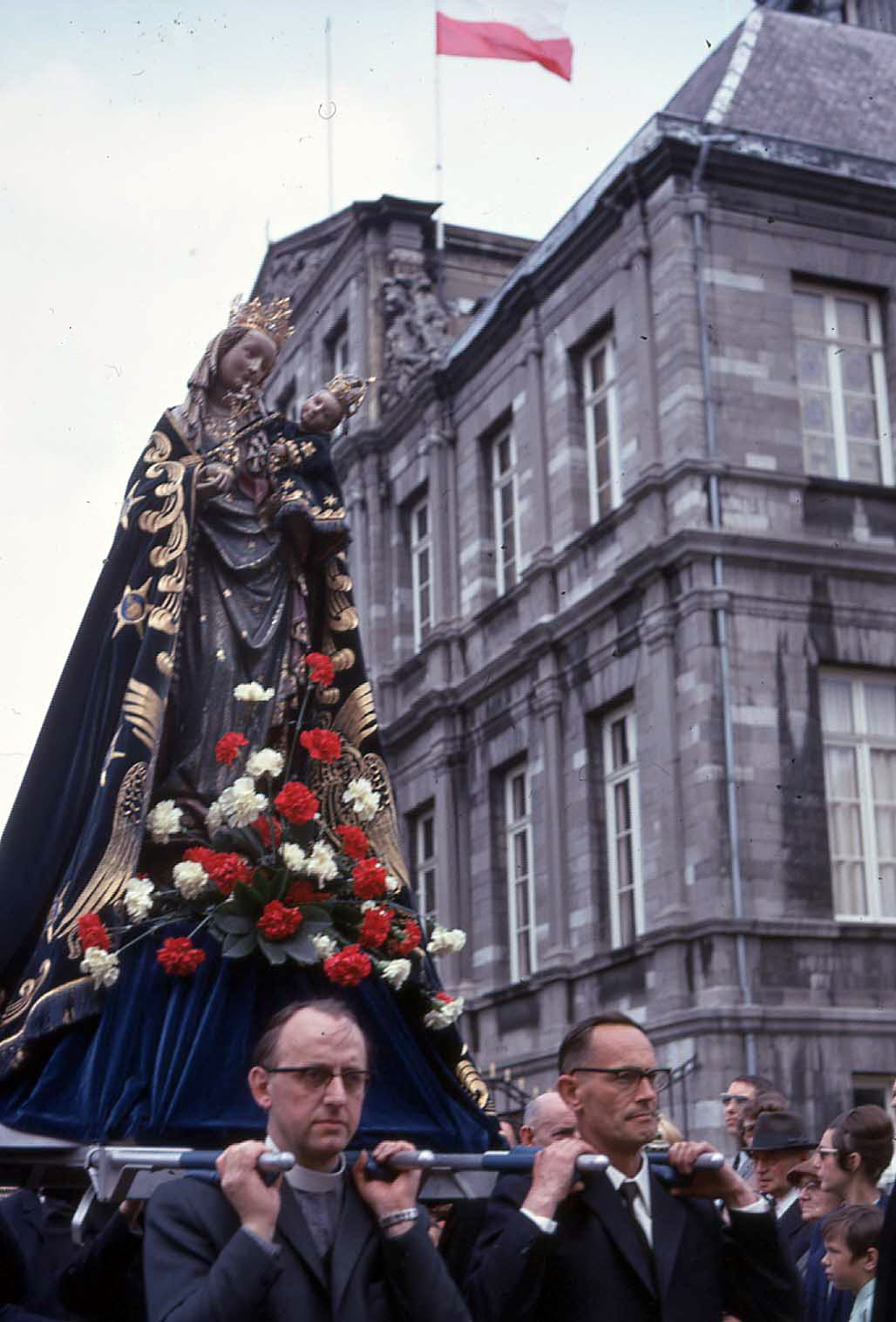
Op de Markt, 1962
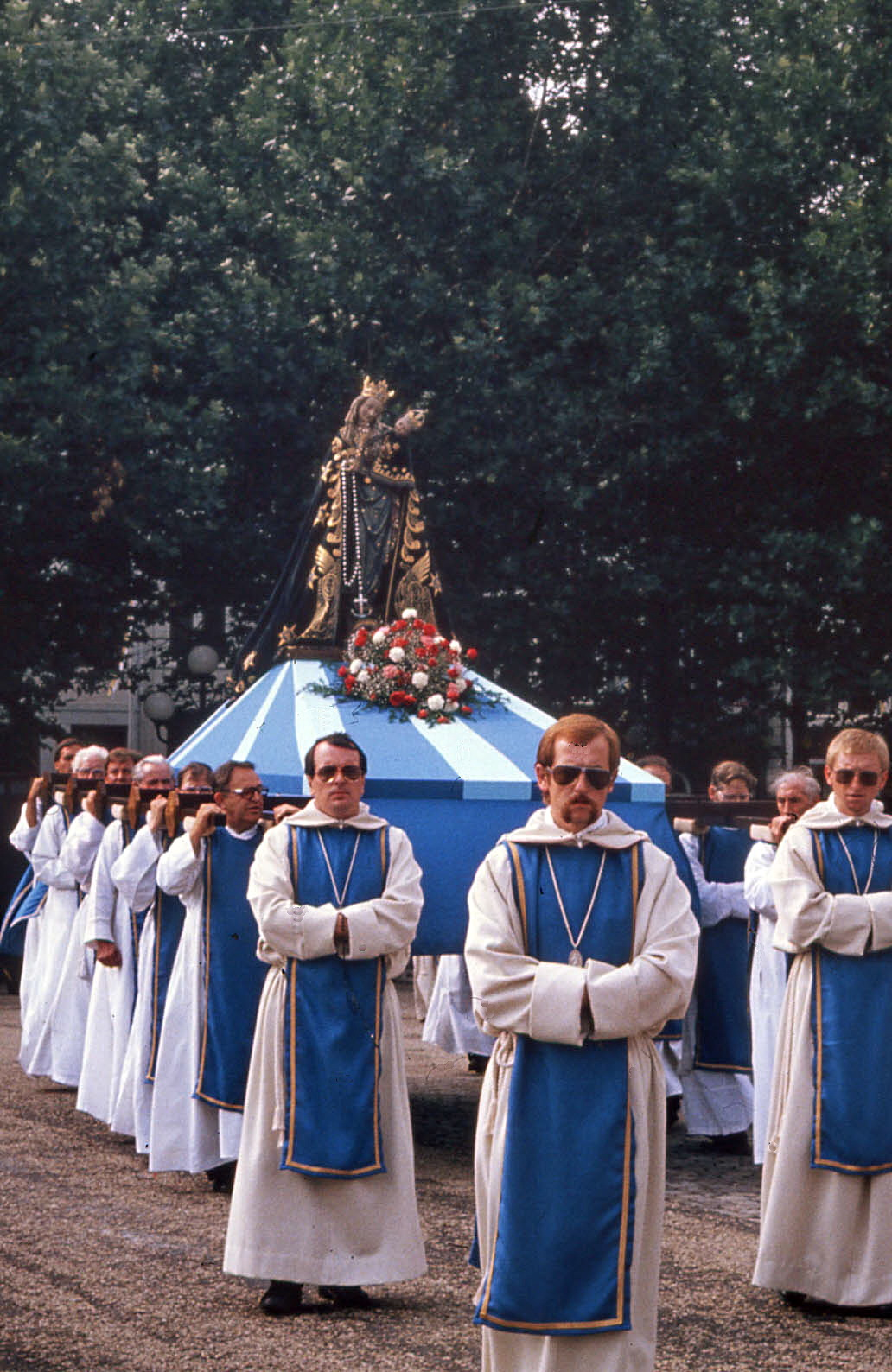
Op het Vrijthof, met leden van het Dragersgilde Sterre der Zee, 1976
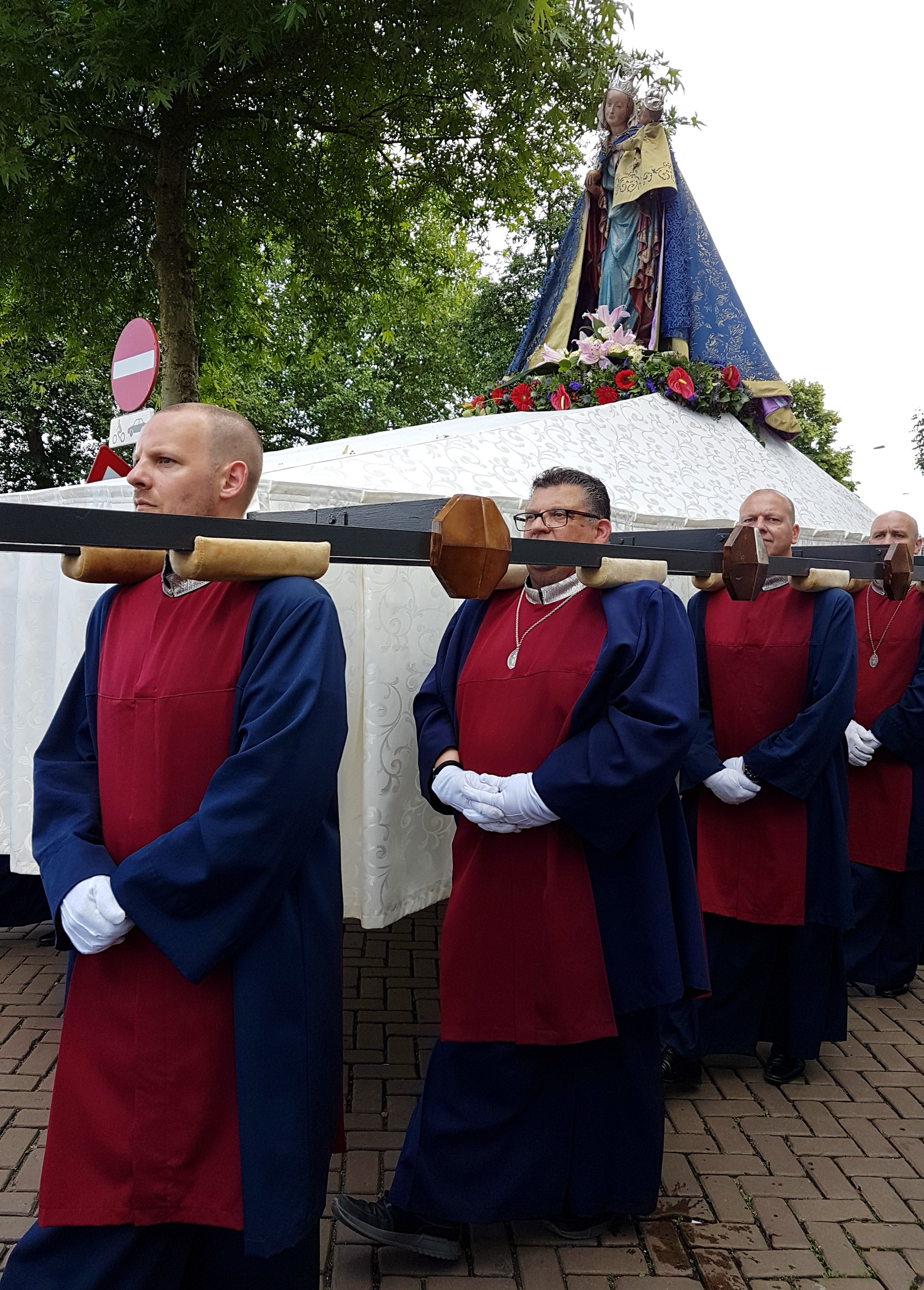
Op het Bat, 2018

#### Zwarte Christus van Wyck
De Zwarte Christus van Wyck is een 13e-eeuws corpus van een crucifix, dat zich sinds 1804 in de Sint-Martinuskerk in Wyck bevindt. Voor die tijd werd het bewaard in het Wittevrouwenklooster aan het Vrijthof. De Zwarte Christus trok al in de middeleeuwen bedevaartgangers, vooral uit Centraal-Europa. Tijdens de ommegangen van de heiligdomsvaart wordt het beeld begeleid door leden van de in 1813 opgerichte Broederschap van het Heilig Kruis. De kleding van de lekenbroeders bestaat uit rood-zwarte tunieken, passend bij het broederschapsvaandel. Vroeger werd het kruisbeeld op een houten processiebaar door vier mannen gedragen. Tegenwoordig staat het verankerd op een grote, in wit damast gehulde en met bloemen versierde baar, die telkens door twaalf leden van de broederschap wordt gedragen.

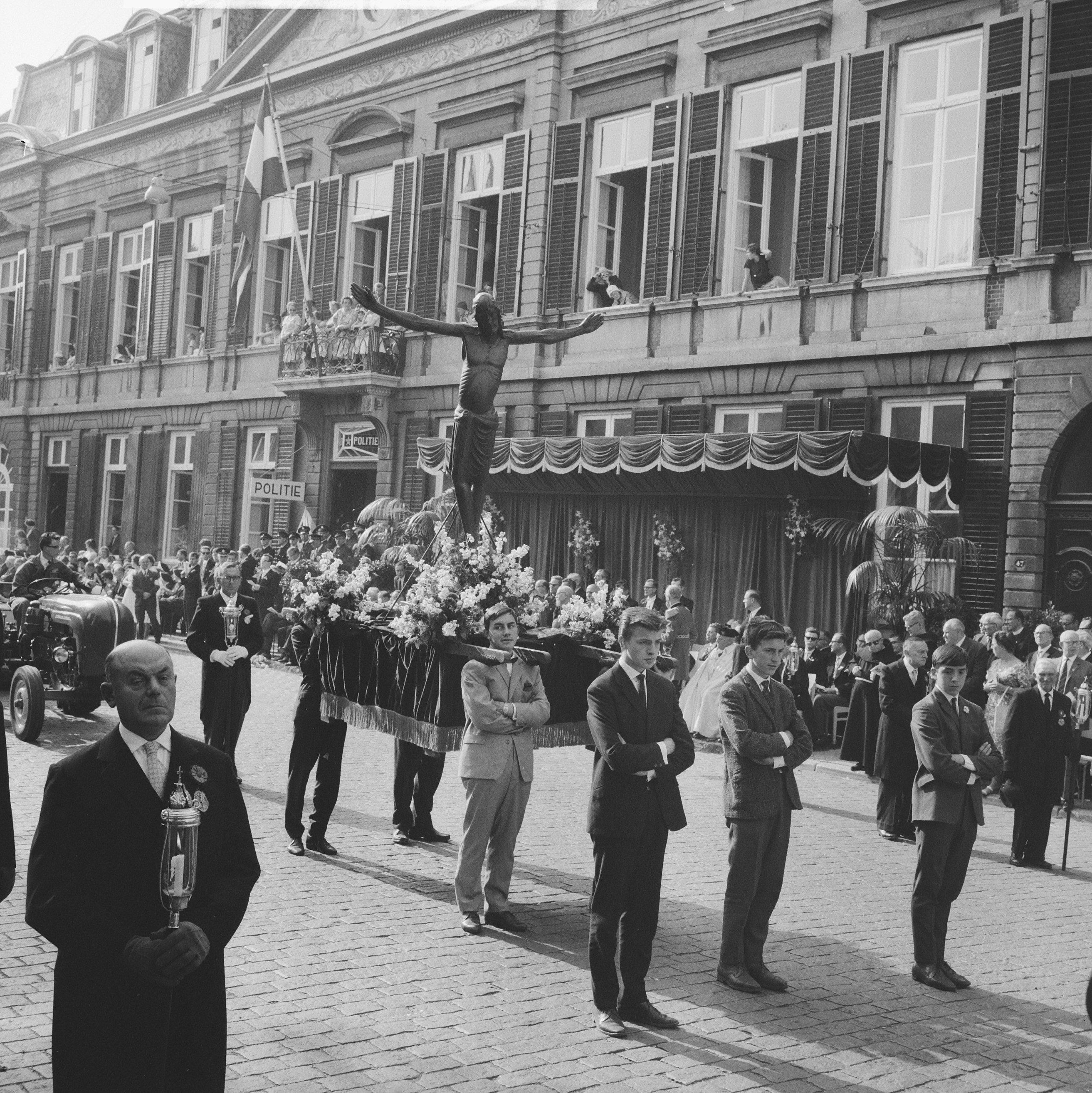
Zwarte Christus op het Vrijthof, 1962
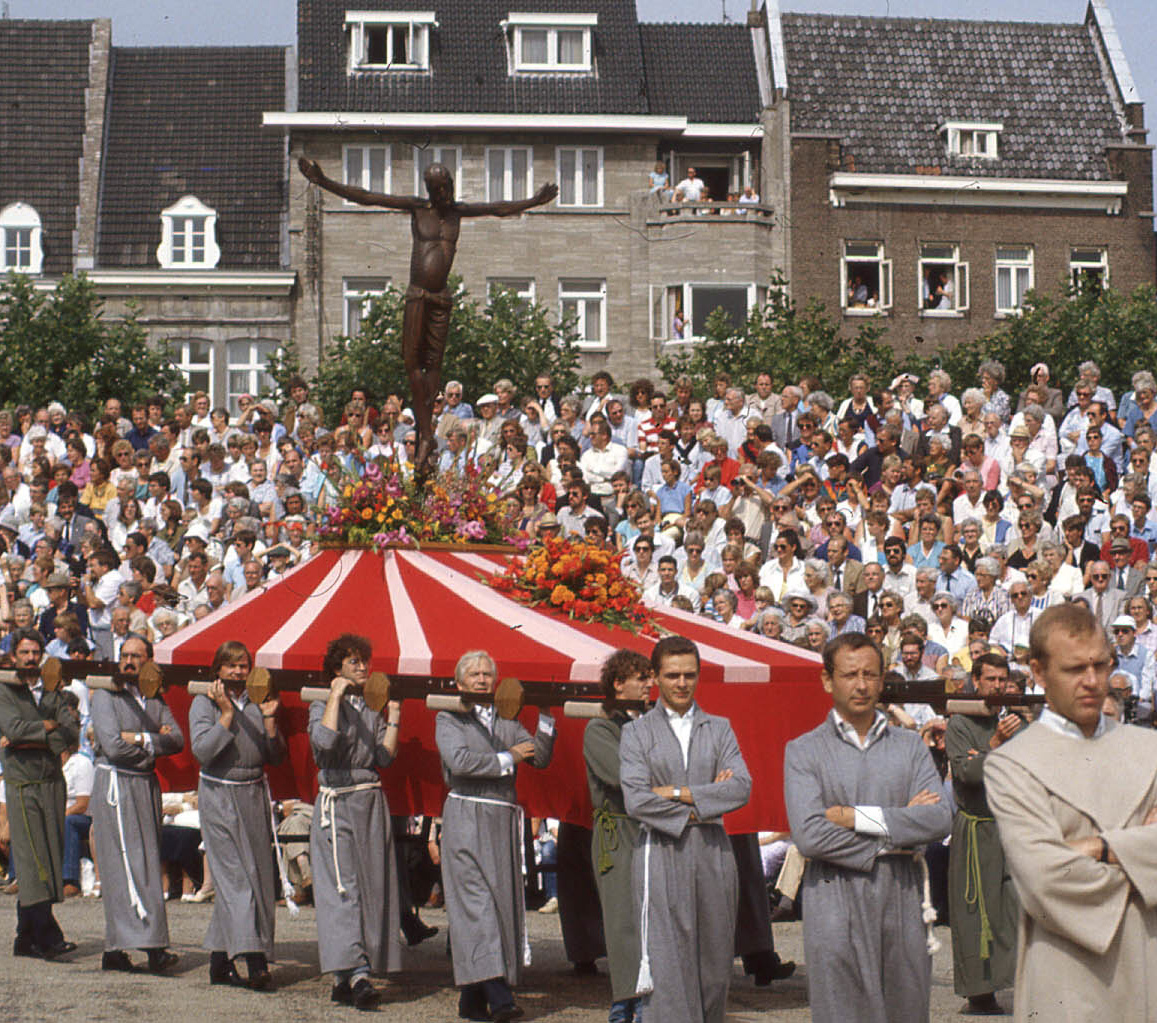
Broederschap van het Heilig Kruis op het Vrijthof, 1983
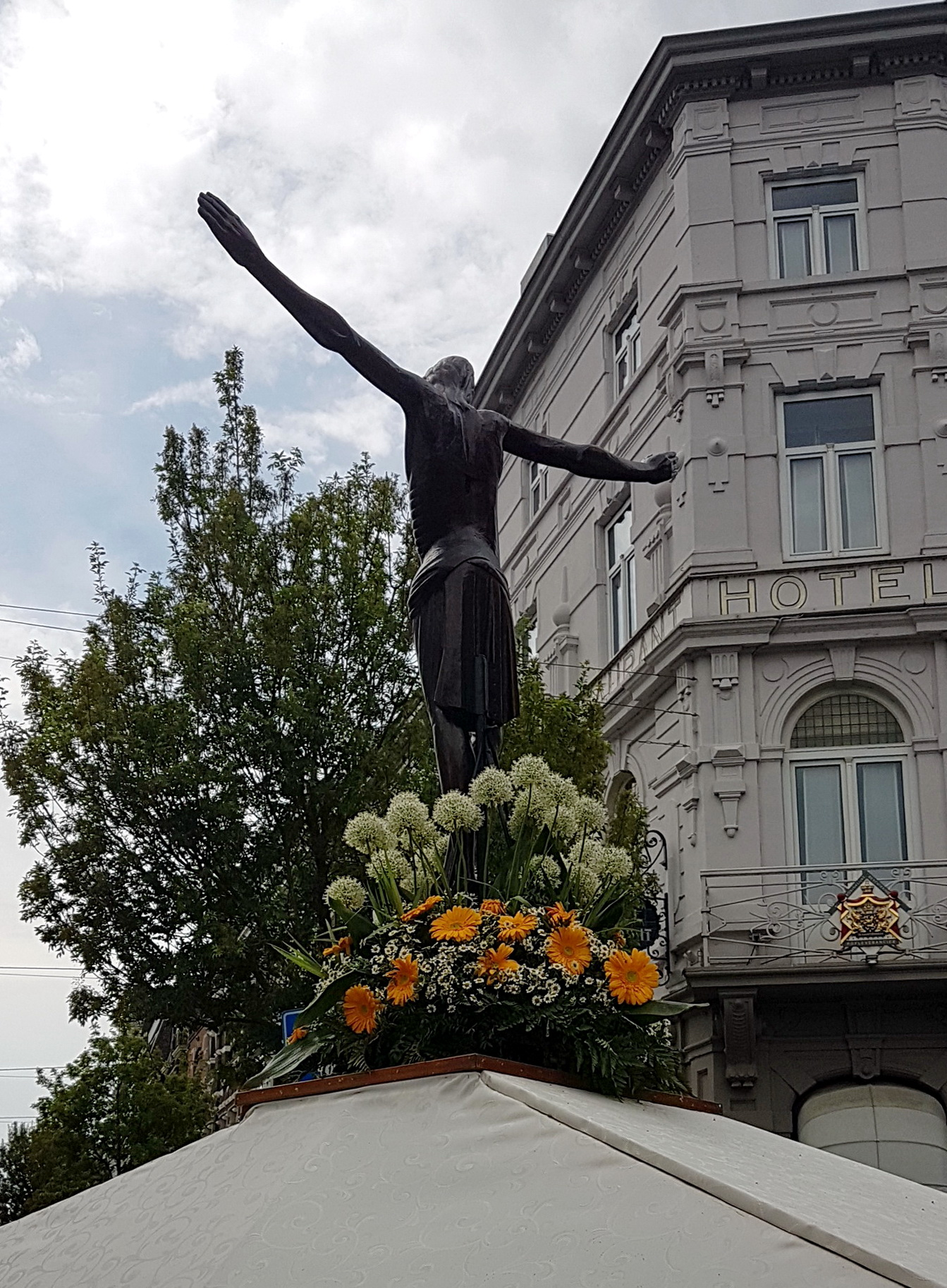
Zwarte Christus in Wyck, 2018
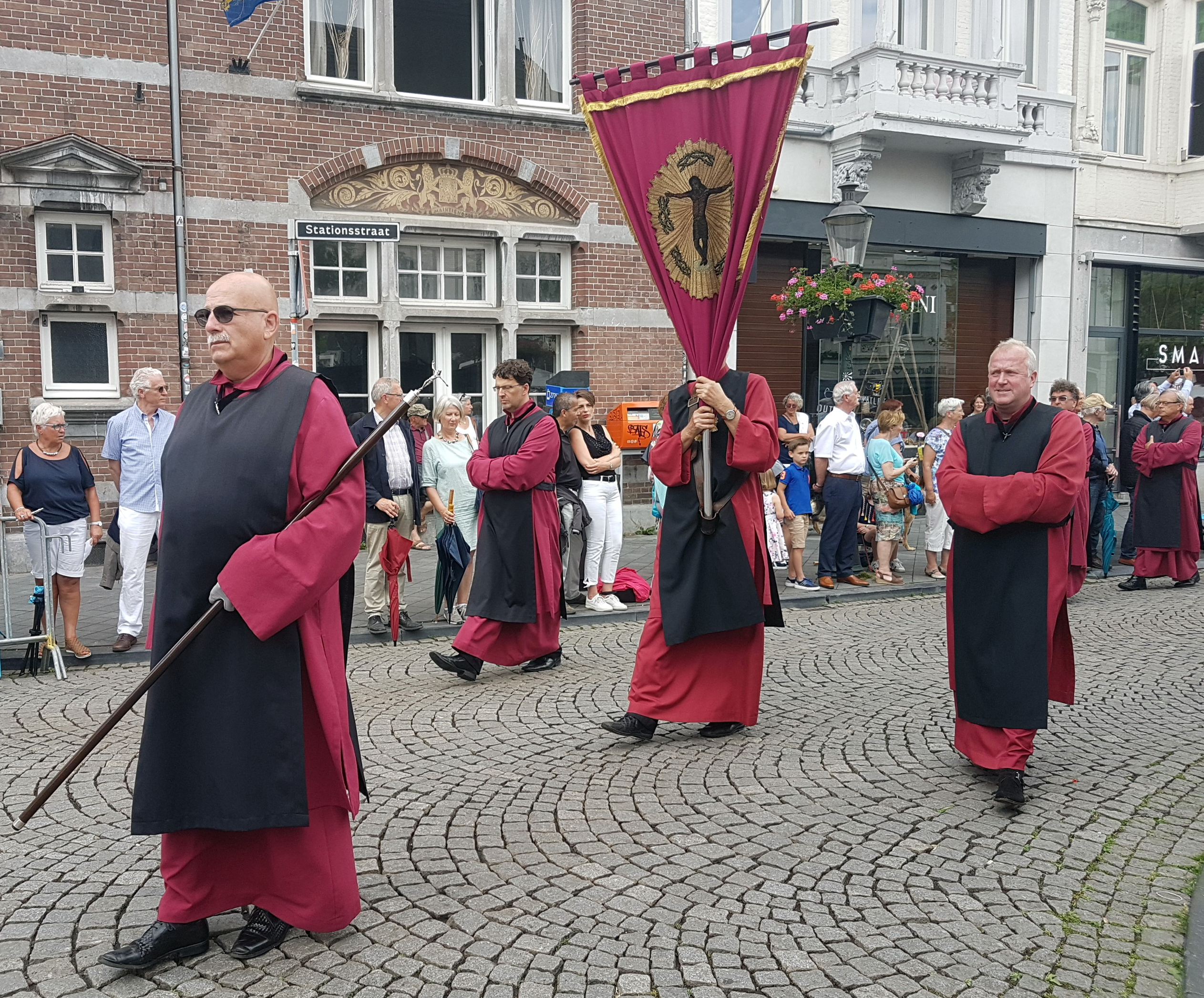
Broederschap van het Heilig Kruis met vaandel, 2018

#### Borstbeeld van Sint-Servaas

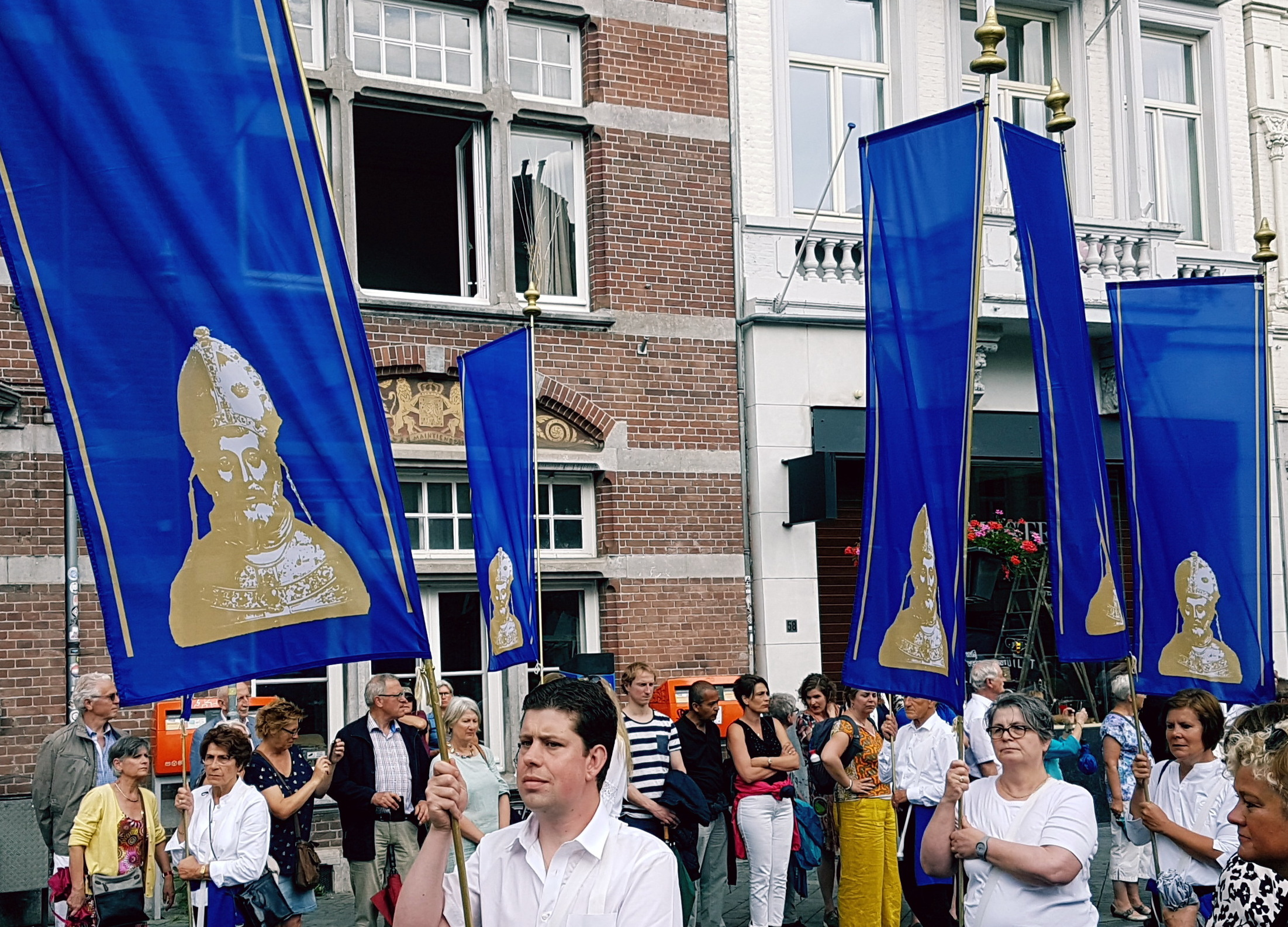
Heiligdomsvaartvlaggen met het Borstbeeld van Sint-Servaas

De Sint-Servaasbuste uit circa 1400 raakte bij de inname door Parma's troepen in 1579 zwaar beschadigd en werd daarna op kosten van Alexander Farnese hersteld. Het vergulde en verzilverde borstbeeld bevat een deel van de schedel van Sint-Servaas en behoort tot de belangrijkste kunstschatten in de schatkamer van de Sint-Servaasbasiliek. De reliekbuste was zo kostbaar dat deze vanaf 1567 niet vaker dan tweemaal per jaar mocht deelnemen aan processies. Tijdens de heiligdomsvaart werd het beeld dagelijks vanaf de dwerggalerij aan de pelgrims op het Vrijthof getoond.
Bij de moderne heiligdomsvaart is het borstbeeld een van de iconen, afgebeeld op vlaggen, banieren en drukwerk. De reliekbuste staat centraal bij de korte processie voorafgaand aan de openingsmis in de Sint-Servaasbasiliek en staat bij sommige plechtigheden op het koor. Vroeger begeleidden de broeders van de Beyart het borstbeeld bij processies. Sinds 1971 heeft het Sint Servaasgilde die taak overgenomen. De leden van het gilde dragen tweedelige, donkerblauwe tunieken, witte handschoenen en om hun hals een groen lint met een gildemedaille. Bij de reliekentoning in de kerk wordt het beeld bevestigd op een houten processiebaar, die met groene, geborduurde doeken is versierd. Op oude foto's is te zien dat deze baar vroeger ook dienstdeed bij ommegangen buiten de kerk. Tegenwoordig wordt daarvoor een stalen processiebaar gebruikt, die met wit damast is bespannen en door twaalf gildebroeders wordt gedragen. Bij slecht weer wordt het beeld afgedekt met een plastic hoes.

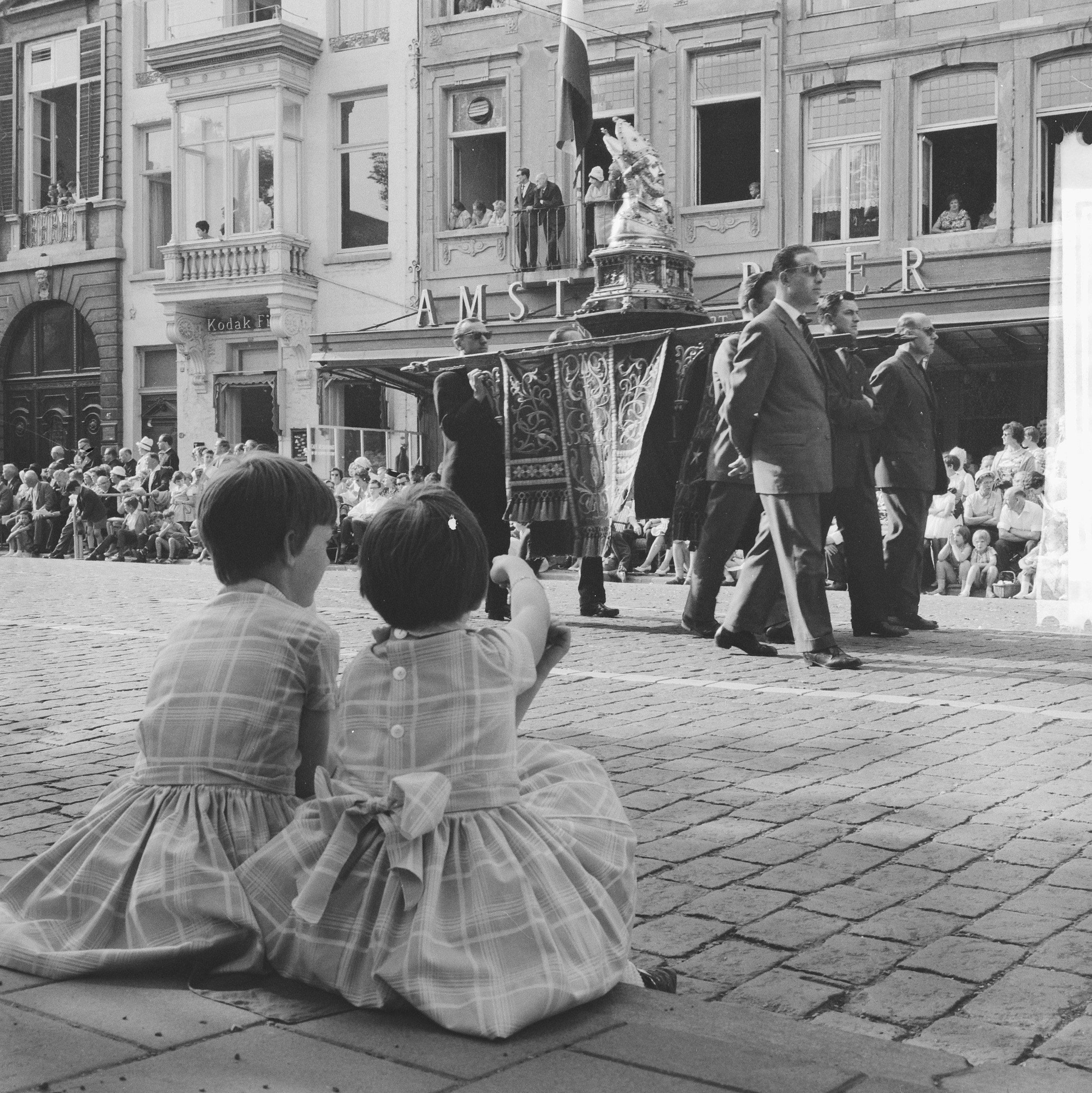
De oude processiebaar in de ommegang van 1962
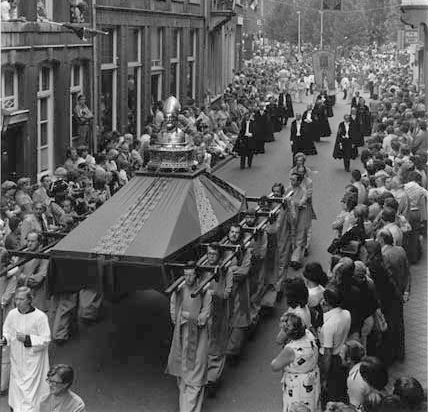
De nieuwe processiebaar in de ommegang van 1976
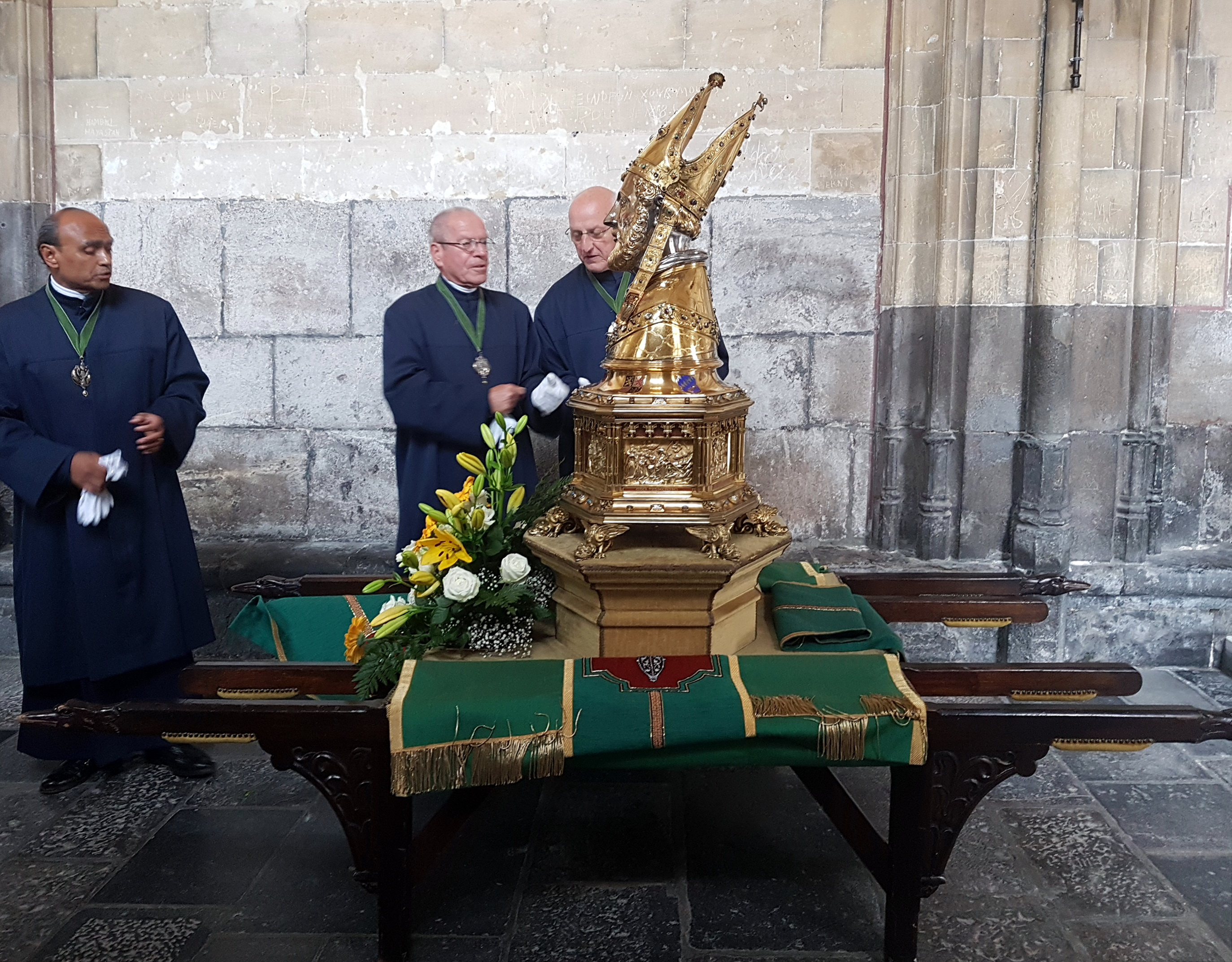
De oude processiebaar vóór de reliekentoning in 2018
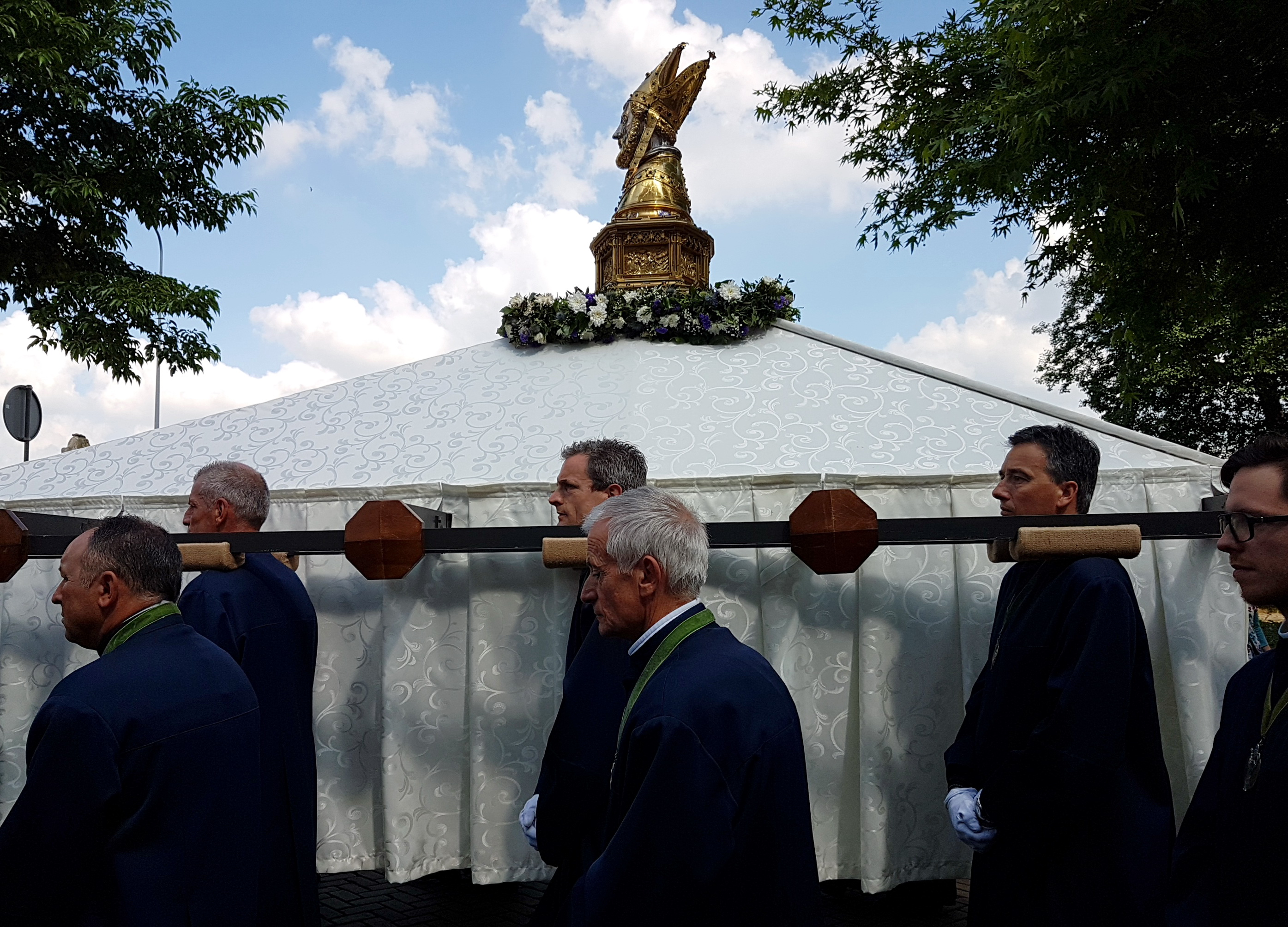
Broederschap en borstbeeld op Het Bat in 2018

#### Borstbeeld van Sint-Lambertus

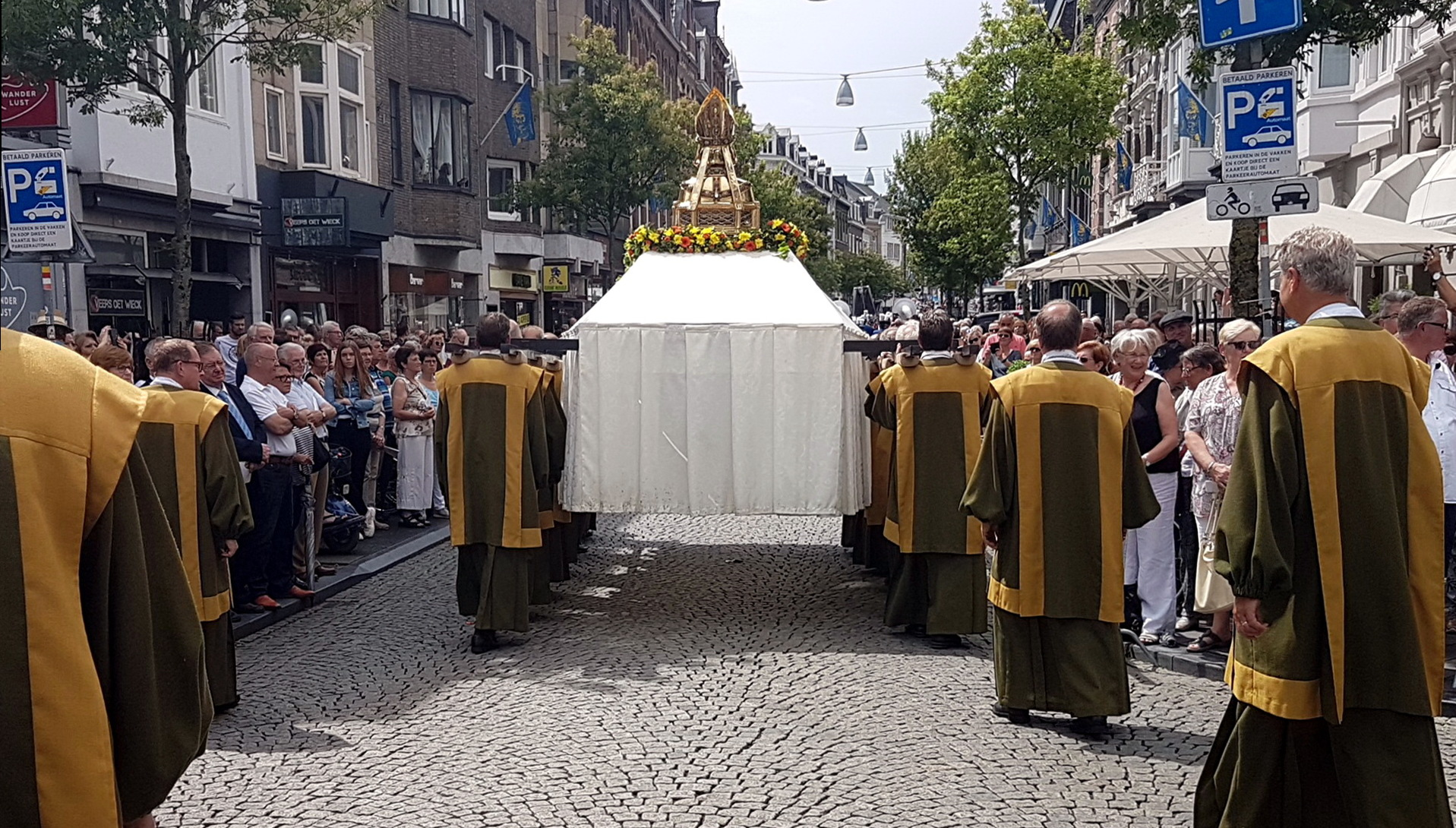
Dragersgilde van Sint Lambertus met borstbeeld in Wyck, 2018

De reliekbuste van Sint-Lambertus is relatief jong. In 1937 verwierf de Sint-Lambertuskerk een reliek van Lambertus, de enige in Maastricht geboren heilige. Het reliek werd door tweeduizend Maastrichtenaren in twee extra treinen vanuit Luik opgehaald en werd dat jaar in de heiligdomsvaartprocessie meegevoerd. Een jaar later bestelde de ambitieuze pastoor Linssen bij Edelsmidse Brom in Utrecht een vergulde en met edelstenen bezette reliekhouder in de vorm van een portretbuste naar het voorbeeld van de Servaasbuste. Het beeld ging al snel tot de populaire stadsdevoties behoren.
Aangezien de Lambertuskerk al vele jaren niet meer als zodanig in gebruik is en de parochie gefuseerd is met de Sint-Annaparochie, is de Lambertusbuste in 2004 overgebracht naar de Sint-Annakerk, waar de buste sinds 2018 in een speciaal ingerichte Lambertuskapel staat. Het dragersgilde van Sint Lambertus is in 1981 opgericht. Minimaal 24 mannen uit het gilde dragen en begeleiden het borstbeeld tijdens processies, waarbij de groepen van twaalf dragers elkaar afwisselen. De grote, nieuwe processiebaar is met wit damast bespannen en met bloemen versierd. Bij bepaalde gelegenheden wordt de oude, met groene stof bespannen processiebaar gebruikt, onder andere bij de reliekentoning in de Sint-Servaasvasiliek, waar de Lambertusbuste de enige reliekhouder is die niet uit de eigen schatkamer afkomstig is. De kleding van de dragers bestaat uit een groen-geel tuniek. Om de hals wordt een ketting met een scapulier gedragen met een geborduurde afbeelding van het borstbeeld en de Maastrichter stadsster.

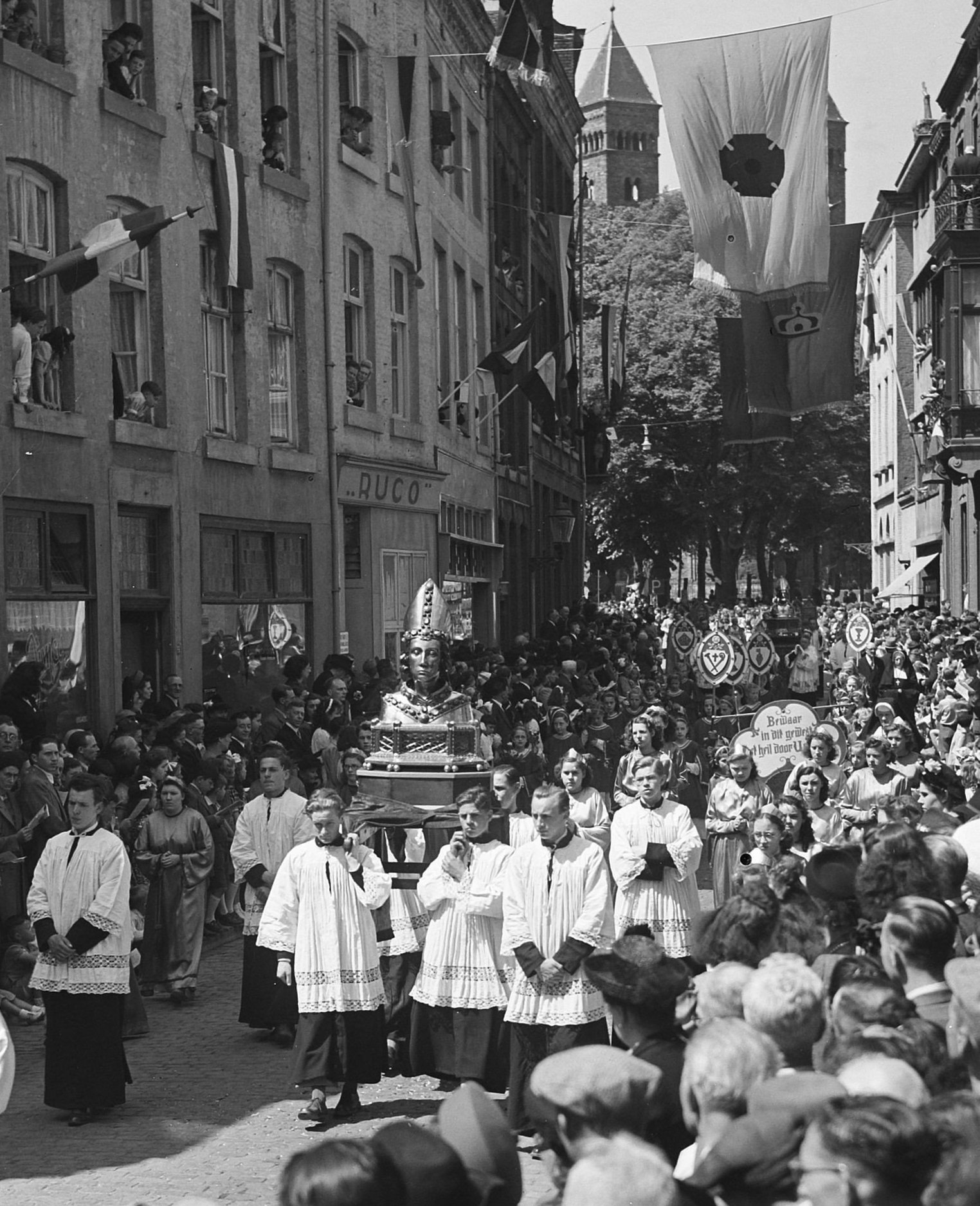
Tijdens de processie in de Bredestraat, 1948
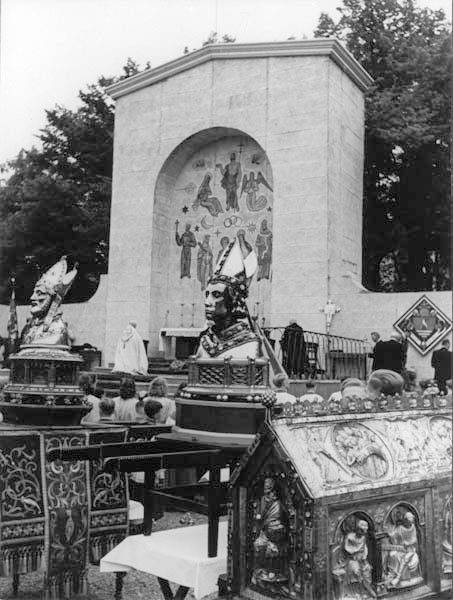
Tijdens een openluchtmis op het Vrijthof, 1948
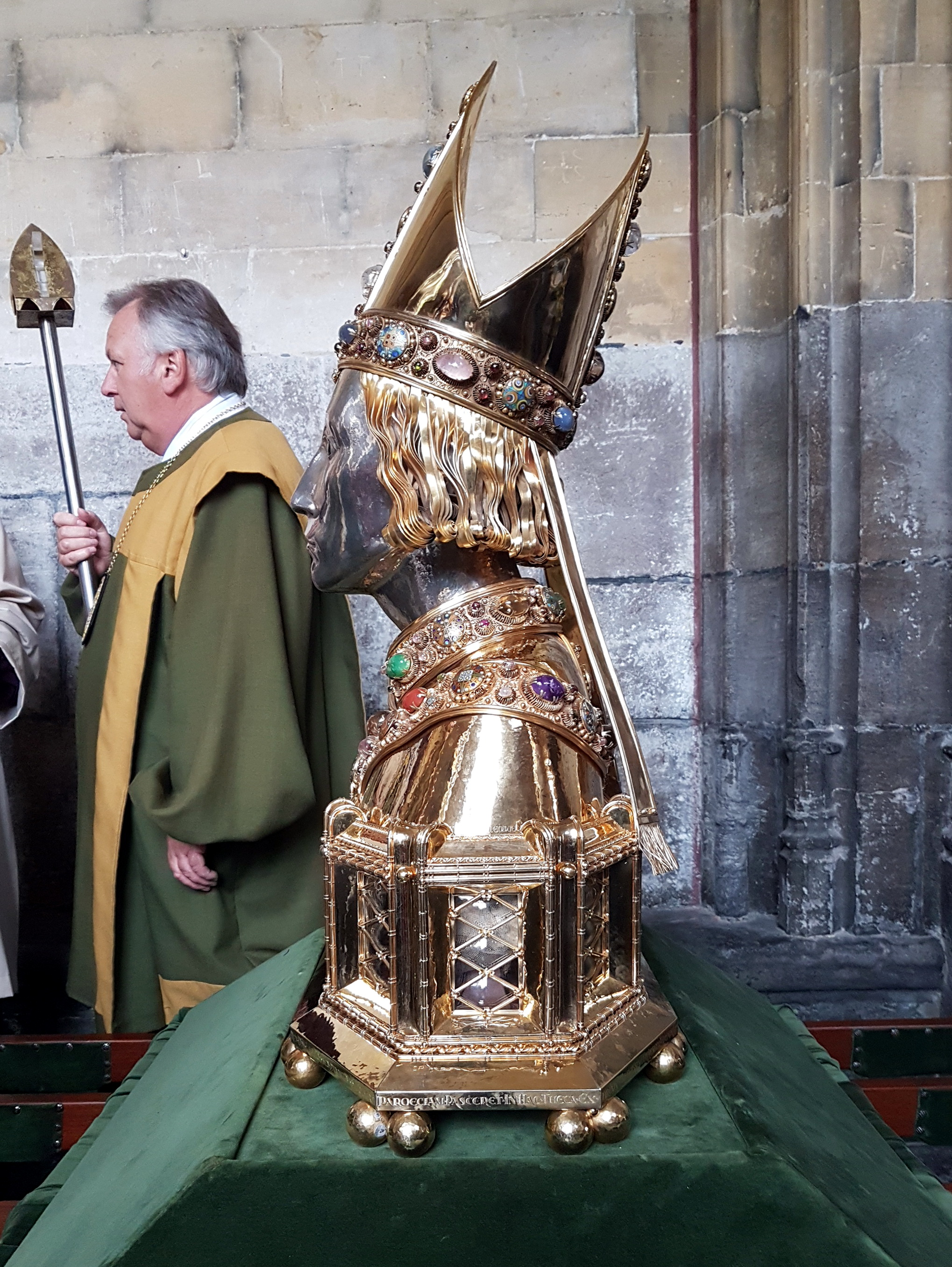
Vóór de reliekentoning in de Sint-Servaaskruisgang, 2018
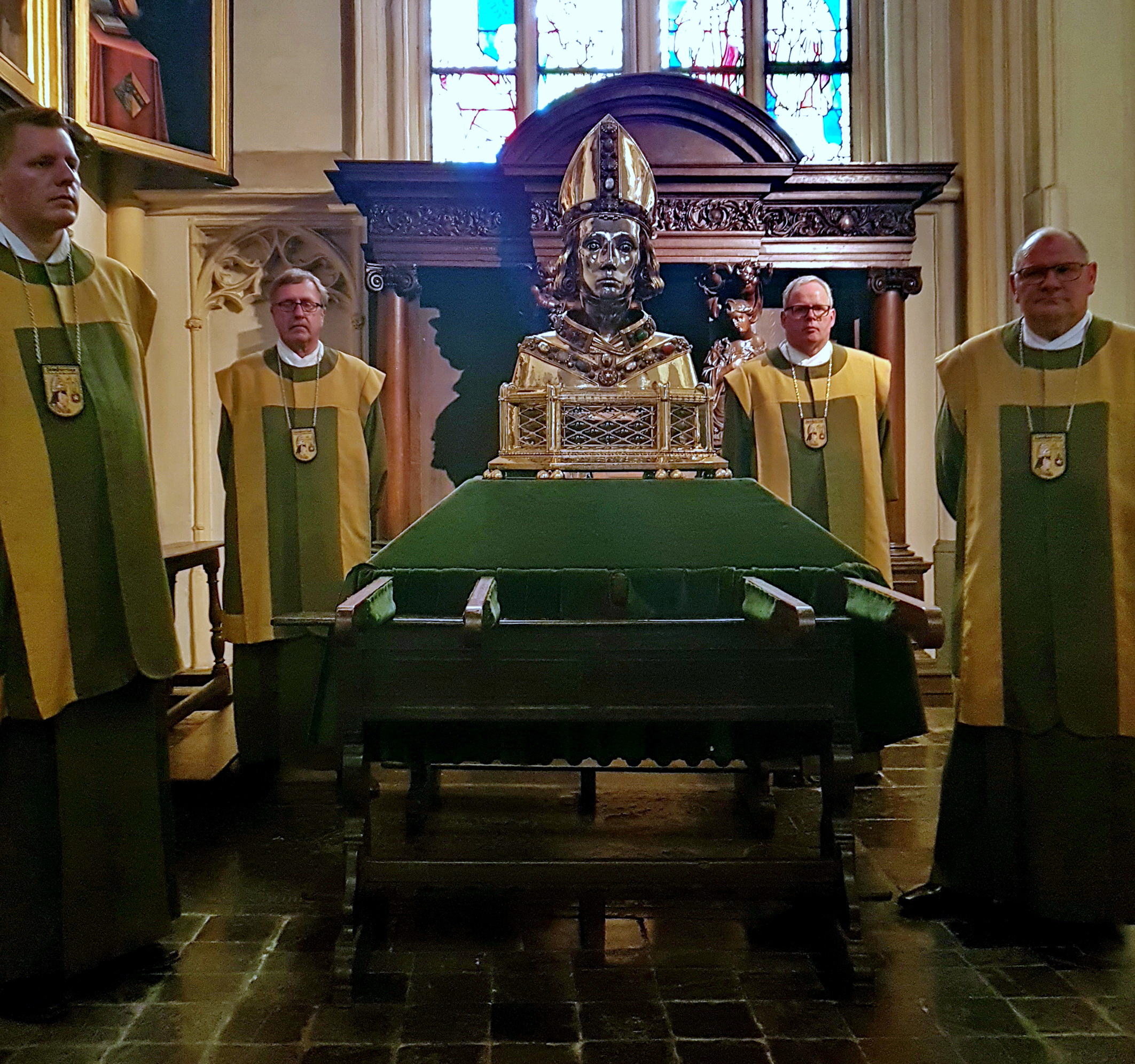
Na de reliekentoning in de Heilig Hartkapel, 2018

### Andere reliekhouders en beelden
Anders dan in de middeleeuwen staat bij de hedendaagse heiligdomsvaart niet de reliekenverering centraal, maar geloofsbeleving en cultuurhistorie. Na een inzinking in 1969, 1976, 1983 en 1990, toen de verering van relieken en heiligen als een randverschijnsel werd gezien, spelen de relieken en reliekhouders na die tijd toch weer een belangrijke rol. Daarnaast zijn er diverse bekende en minder bekende beelden van heiligen, die een plek hebben gevonden in de heiligdomsvaart.

#### Noodkist
| |  |  |
| De Noodkist op de koortrappen (2018) en in het noordertransept (2025). De Broederschap van Sint Servaas houdt de wacht |  |  |

Het reliekschrijn van Sint-Servaas, beter bekend als de 'Noodkist', is een product van Maaslandse edelsmeedkunst uit de tweede helft van de 12e eeuw. Het is het belangrijkste voorwerp in de Sint-Servaasbasiliek en een van de voornaamste middeleeuwse kunstvoorwerpen in Nederland. Eeuwenlang was de Noodkist het middelpunt van de Servaasverering in Maastricht. Het schrijn ontleent zijn naam aan het gebruik om het in tijden van nood in processie door de stad te voeren. De oudste vermelding daarvan dateert uit 1409. Welke rol de Noodkist in de middeleeuwse bedevaarten vervulde, is slechts ten dele na te gaan. Om praktische redenen kon het schrijn niet via de dwerggalerij getoond worden. Diverse bronnen vermelden dat pelgrims tijdens de heiligdomsvaart op gezette tijden toegang hadden tot het priesterkoor, waar de Noodkist op een stenen altaar stond. De capsa, het houten omhulsel dat het schrijn normaal gesproken aan het zicht onttrok, was dan geopend en het was toegestaan de kist aan te raken.
Vanaf de herinvoering van de heiligdomsvaarttraditie in 1874 vormt de Noodkist het middelpunt van de festiviteiten. Tot de editie van 2025 stond het schrijn gedurende de gehele heiligdomsvaartperiode op de koortrappen van de kerk opgesteld. Het kostbare kleinood werd daarbij permanent bewaakt door twee of vier leden van de Broederschap van Sint Servaas. Deze uit 1916 daterende, maar in 1961 na een dip heropgerichte broederschap telt circa vijftig leden, die zich naast de zorg voor de Noodkist bezighouden met de ontvangst van pelgrims en andere ceremoniële taken. De broedermeesters zorgen ervoor dat voorafgaand aan de ommegangen het schrijn stevig wordt bevestigd op de speciaal daartoe ontworpen processiebaar. De baar heeft een stalen skelet met beweegbare delen die op de schouders van de dragers rusten. Naar wens kunnen acht of zestien dragers plaatsnemen. Een doorzichtig omhulsel van perspex zorgt voor bescherming tegen weersinvloeden. Terwijl de broeders buiten de kerk meestal gekleed gaan in jacquet (met broederschapsmedaille en rood-wit festoen), dragen zij bij kerkelijke plechtigheden een rood-zwart of rood-geel tuniek.

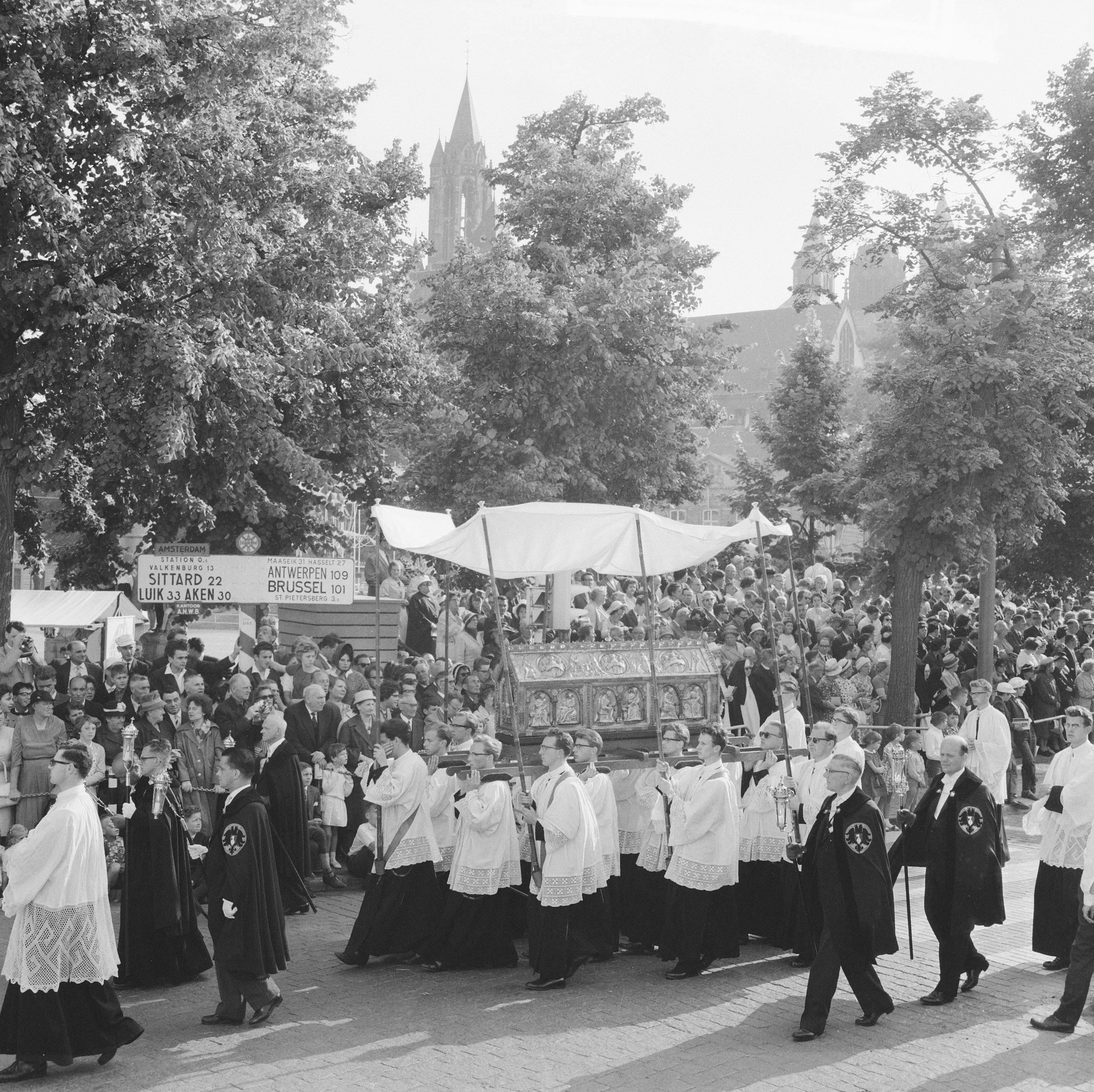
Met baldakijn tijdens de ommegang, 1962
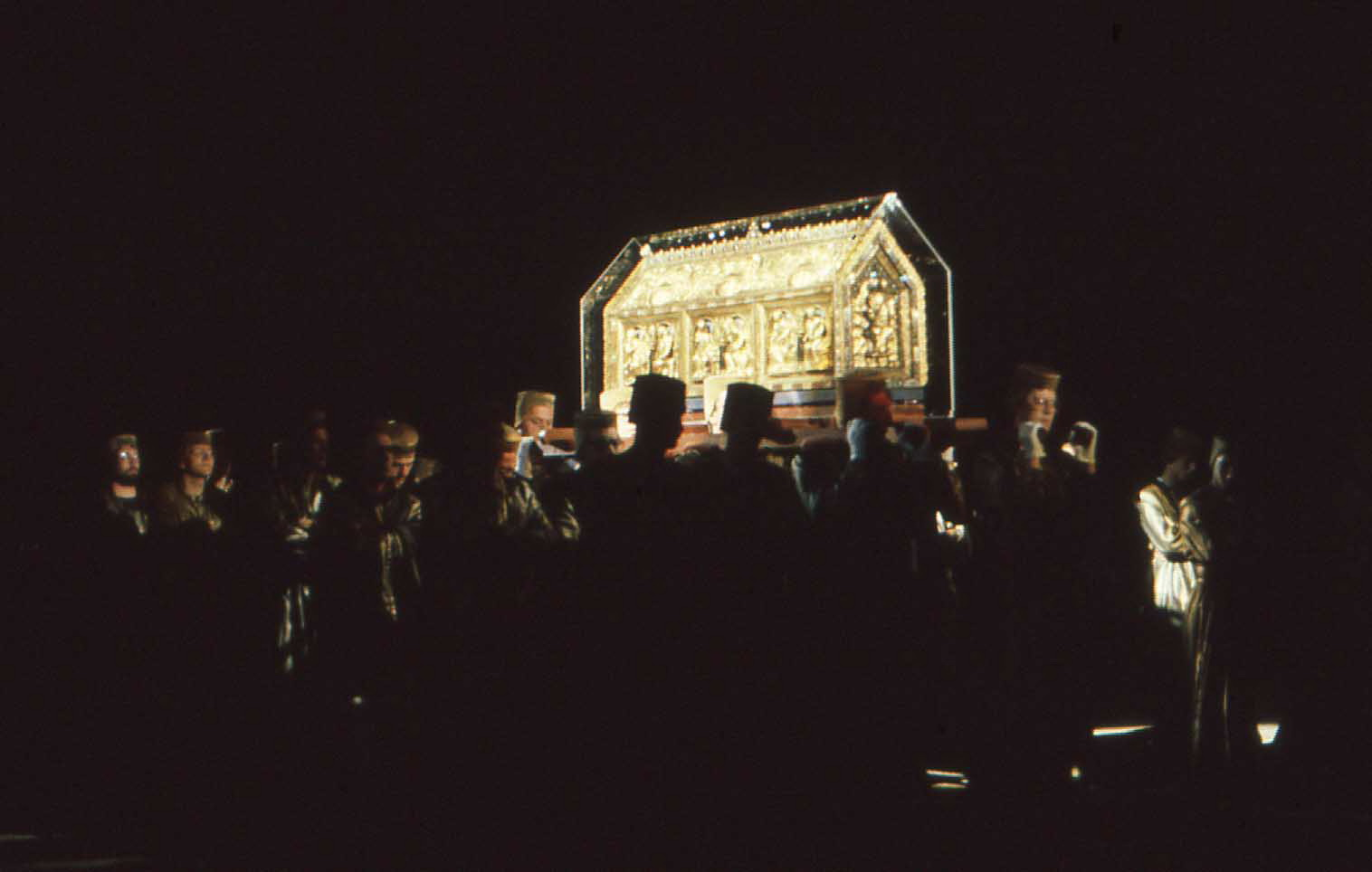
Tijdens openluchttheaterspel "Het Gouden Huis", 1983
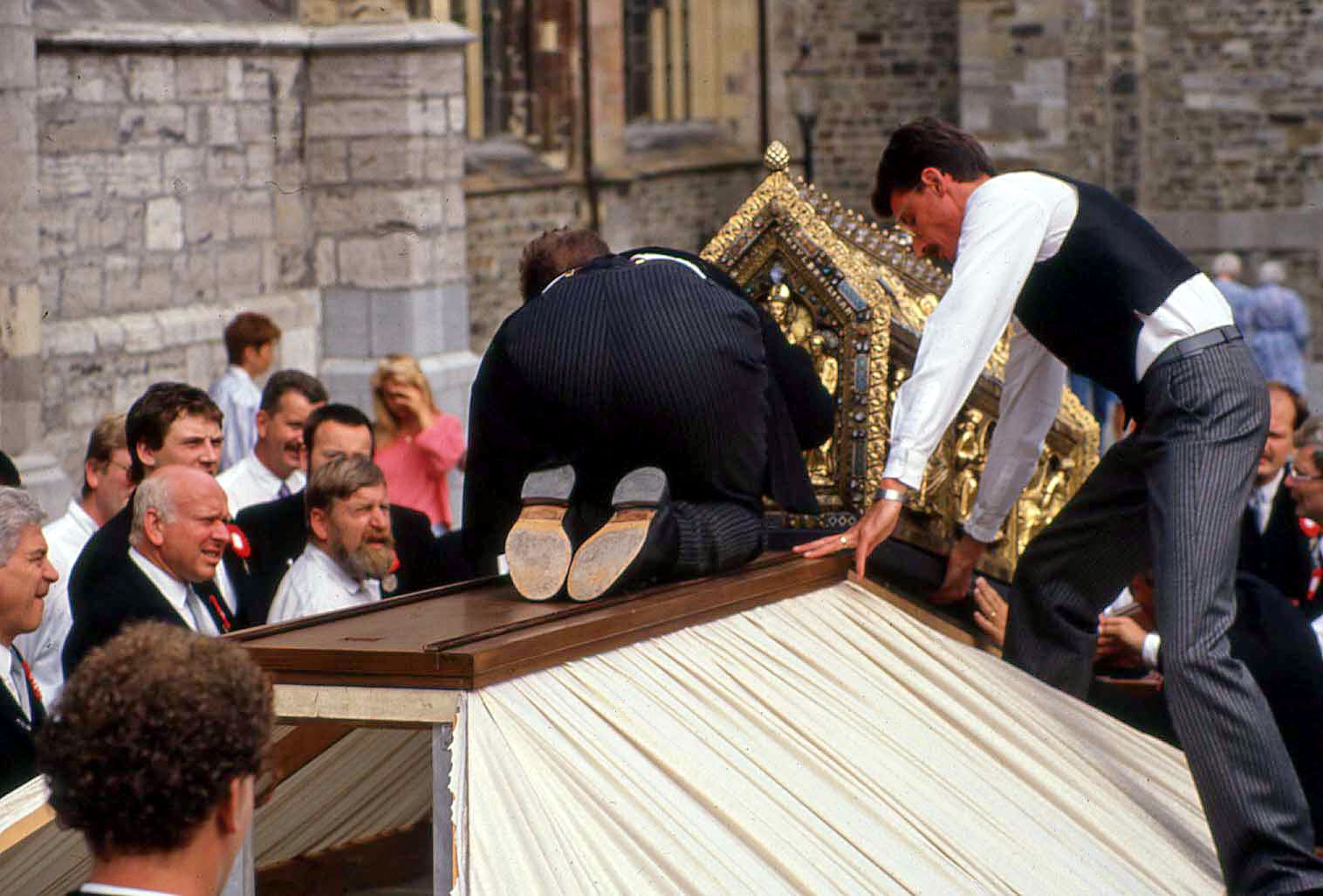
Plaatsen van de Noodkist op processiebaar, 1990
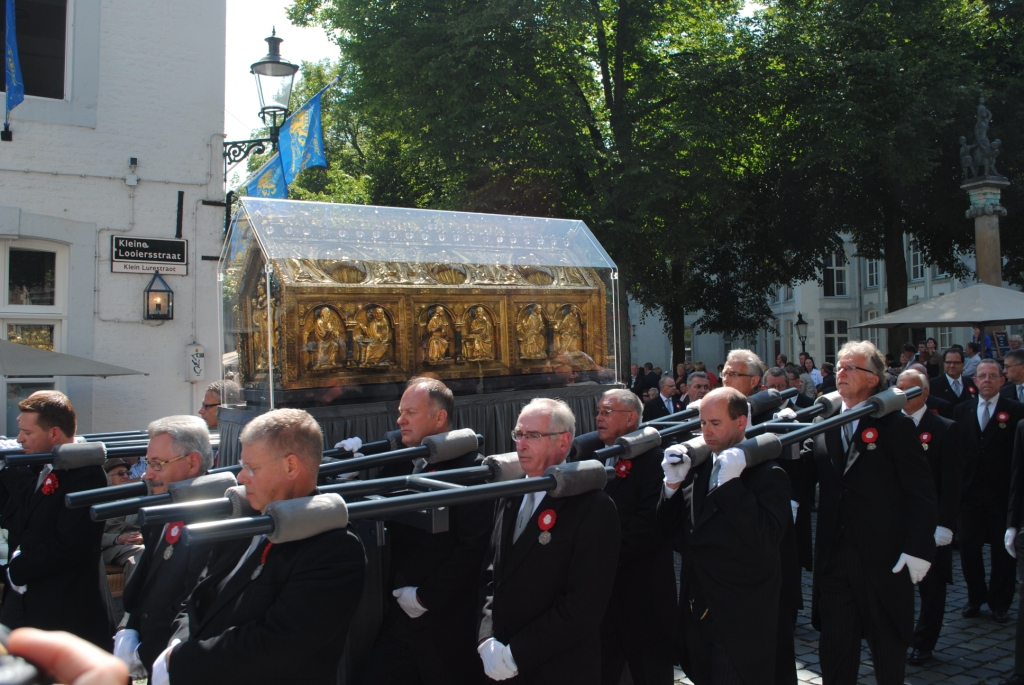
Tijdens de ommegang, 2011

#### Reliekbustes

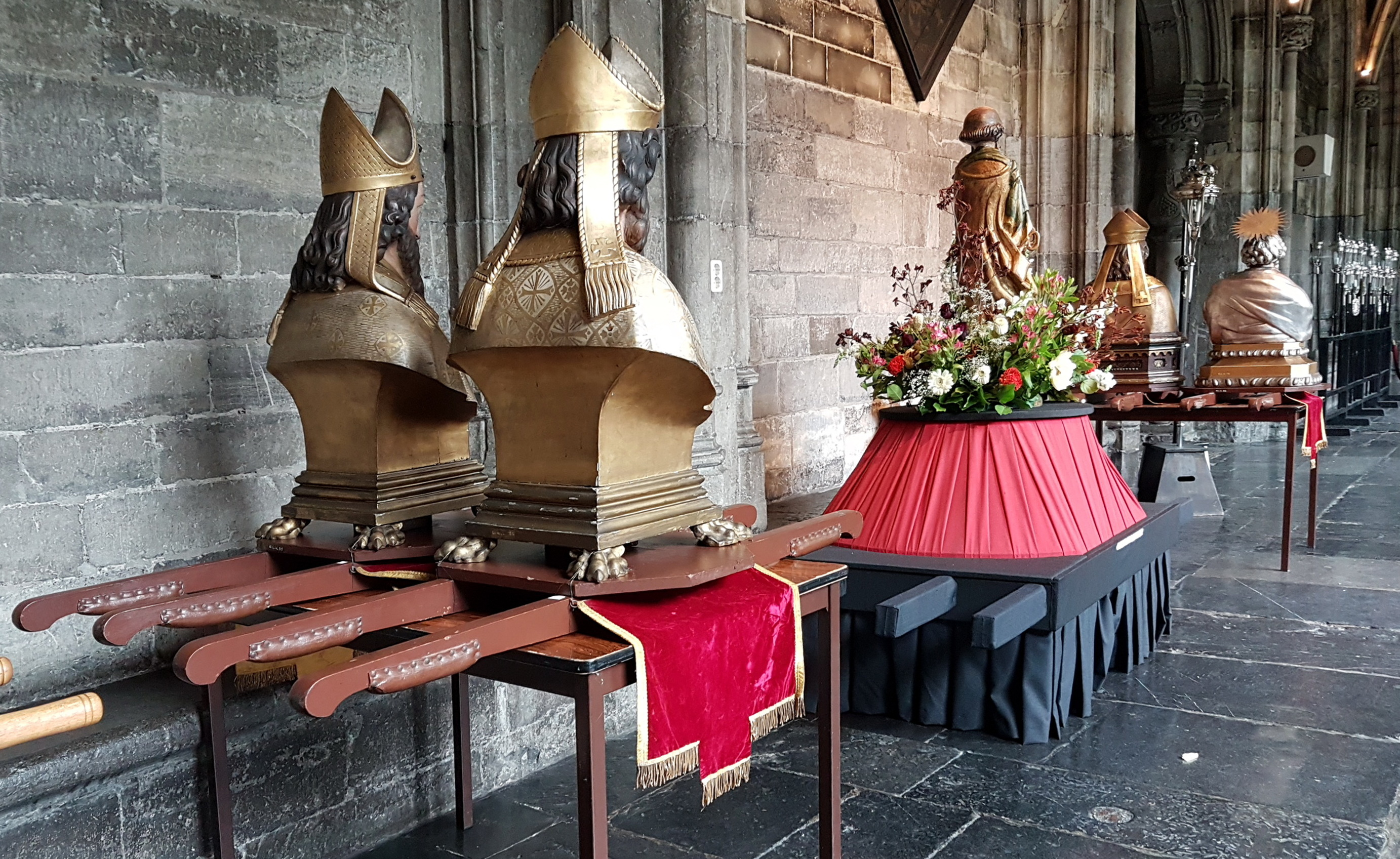
Reliekbustes in de kruisgang van de Onze-Lieve-Vrouwebasiliek, in afwachting van de reliekentoning, 2018

Onder de Maastrichtse devotionele objecten bevinden zich opvallend veel reliekbustes. De meeste zijn van gepolychromeerd hout en dateren uit de late 19e eeuw of vroege 20e eeuw. In veel gevallen vervangen ze bustes van edelmetaal die in de Franse tijd verloren waren gegaan. Populair zijn de borstbeelden van de heilige bisschoppen van Maastricht. Zo bezitten zowel de Onze-Lieve-Vrouwe als de Sint-Servaas reliekbustes van de Maastrichtse 'bisschoppentweeling' Monulfus en Gondulfus. Alle vier nemen ze deel aan de reliekentoningen in de respectievelijke kerken, maar alleen laatstgenoemd paar gaat mee in de ommegang, begeleid door het Klokkenluidersgilde. Beide kerken bezitten tevens een Servaasbuste, maar ook hier blijft die van de Onze-Lieve-Vrouwe bij de ommegang thuis. Deze buste heeft wel een functie bij de reliekentoning in de kerk, evenals die van Bartolomeüs en Hubertus. De Sint-Servaasbasiliek bezit nog andere reliekbustes, waarvan enkele (soms) een rol hebben bij een reliekentoning in de kerk of bij een ommegang. In het verleden waren ook de kostbare reliekbustes van Lambertus en Karel de Grote uit Luik en Aken meermaals te gast in Maastricht. De uit de omgeving van Maastricht afkomstige reliekbustes van Gerlachus van Houthem en Amelberga van Susteren worden incidenteel meegedragen in de reliekenprocessie.

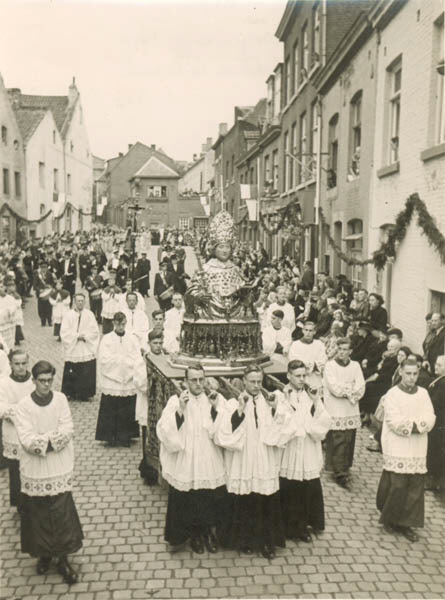
Luikse Lambertusbuste in de ommegang, 1948
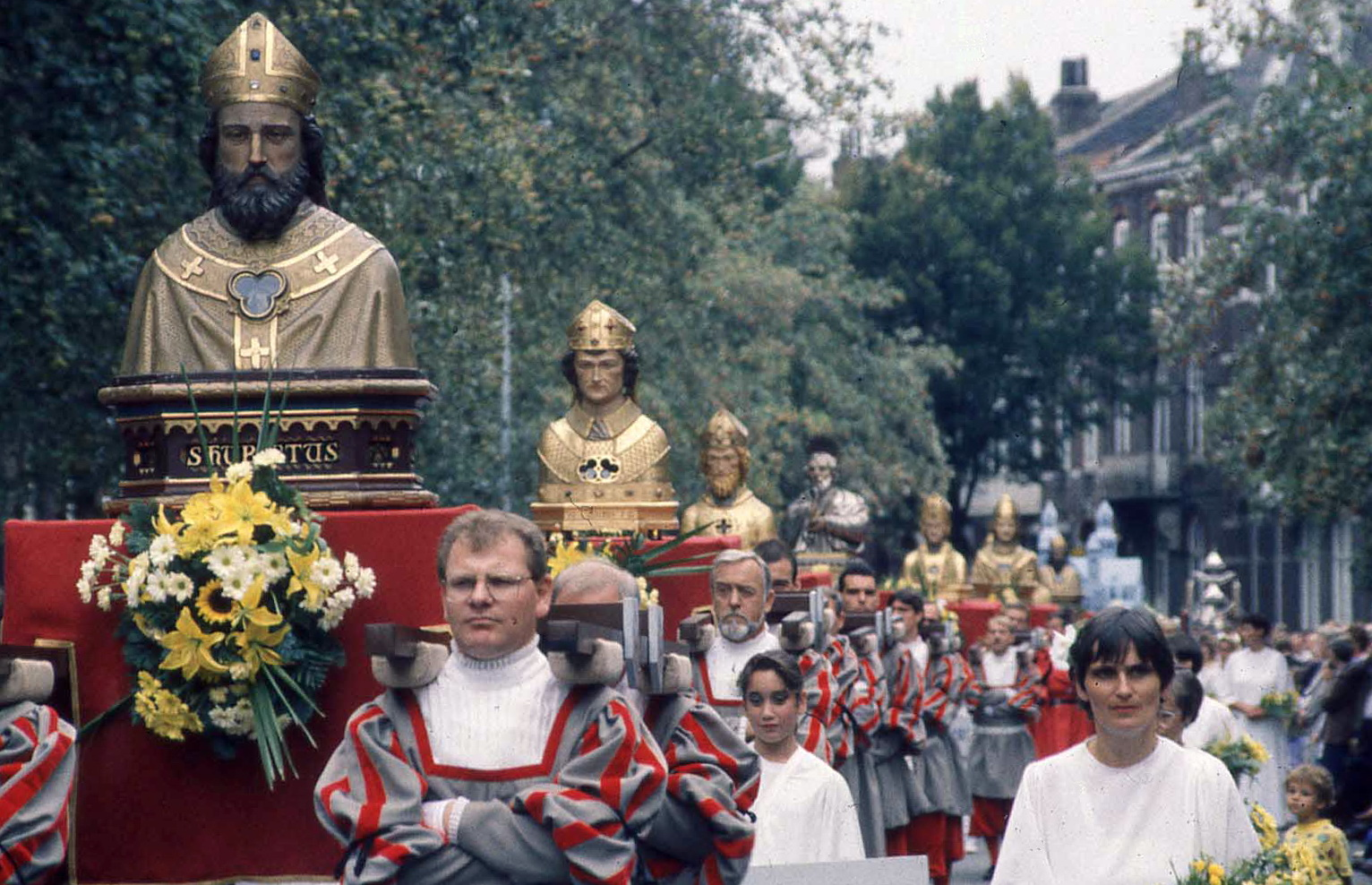
Reliekbustes in de ommegang, 1990
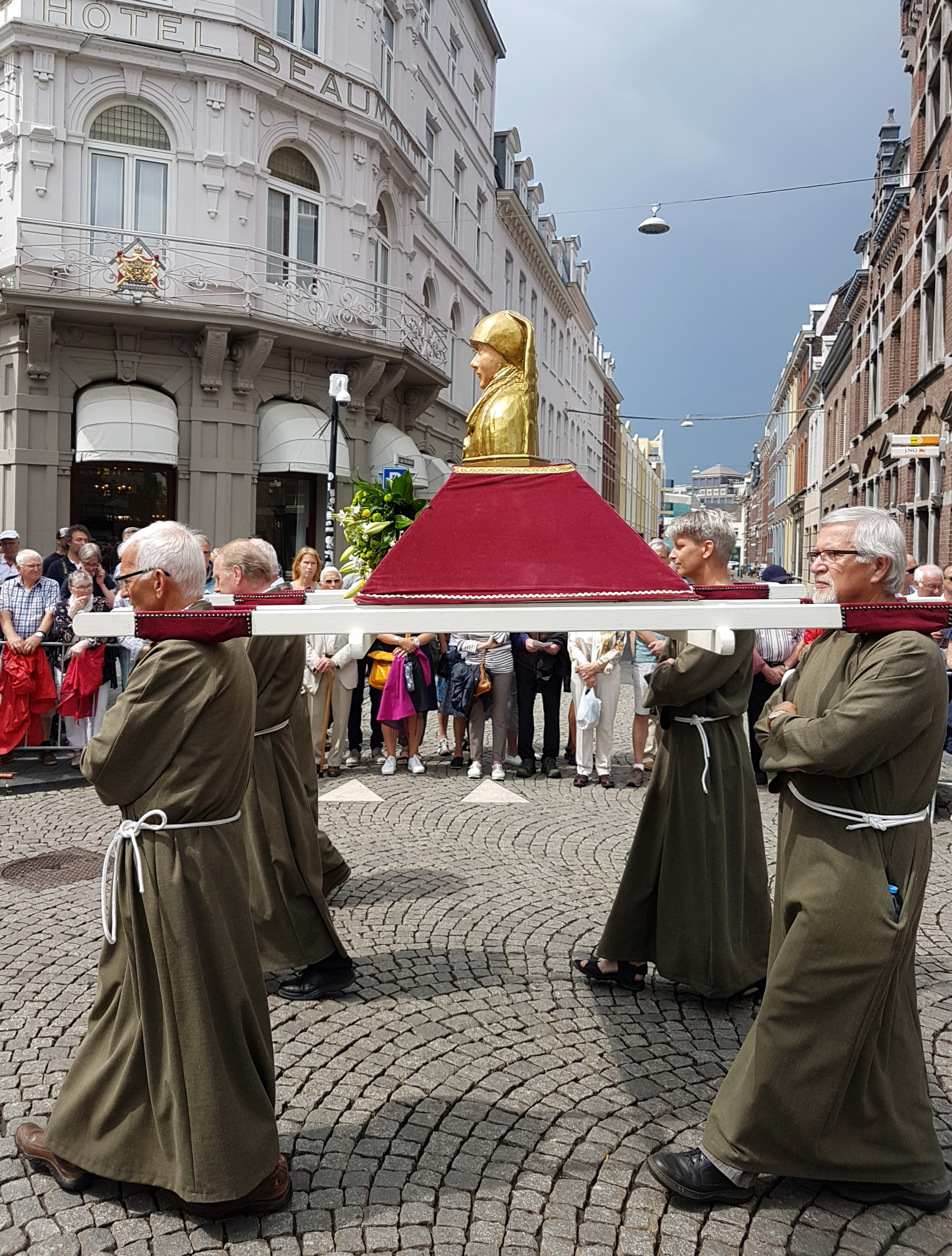
Reliekbuste van Amelberga van Susteren, 2018
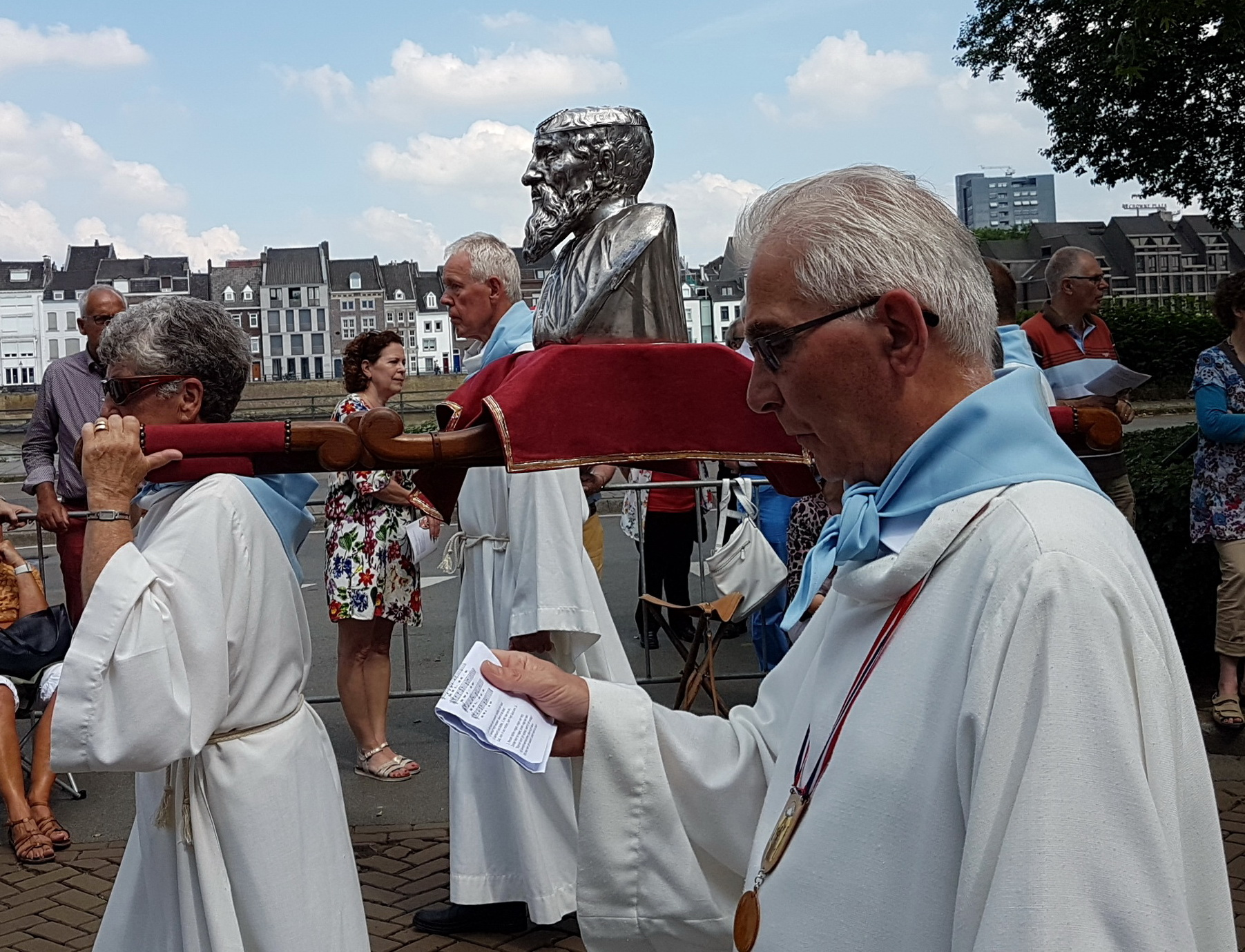
Reliekbuste van Gerlachus van Houthem, 2018

#### Overige reliekhouders

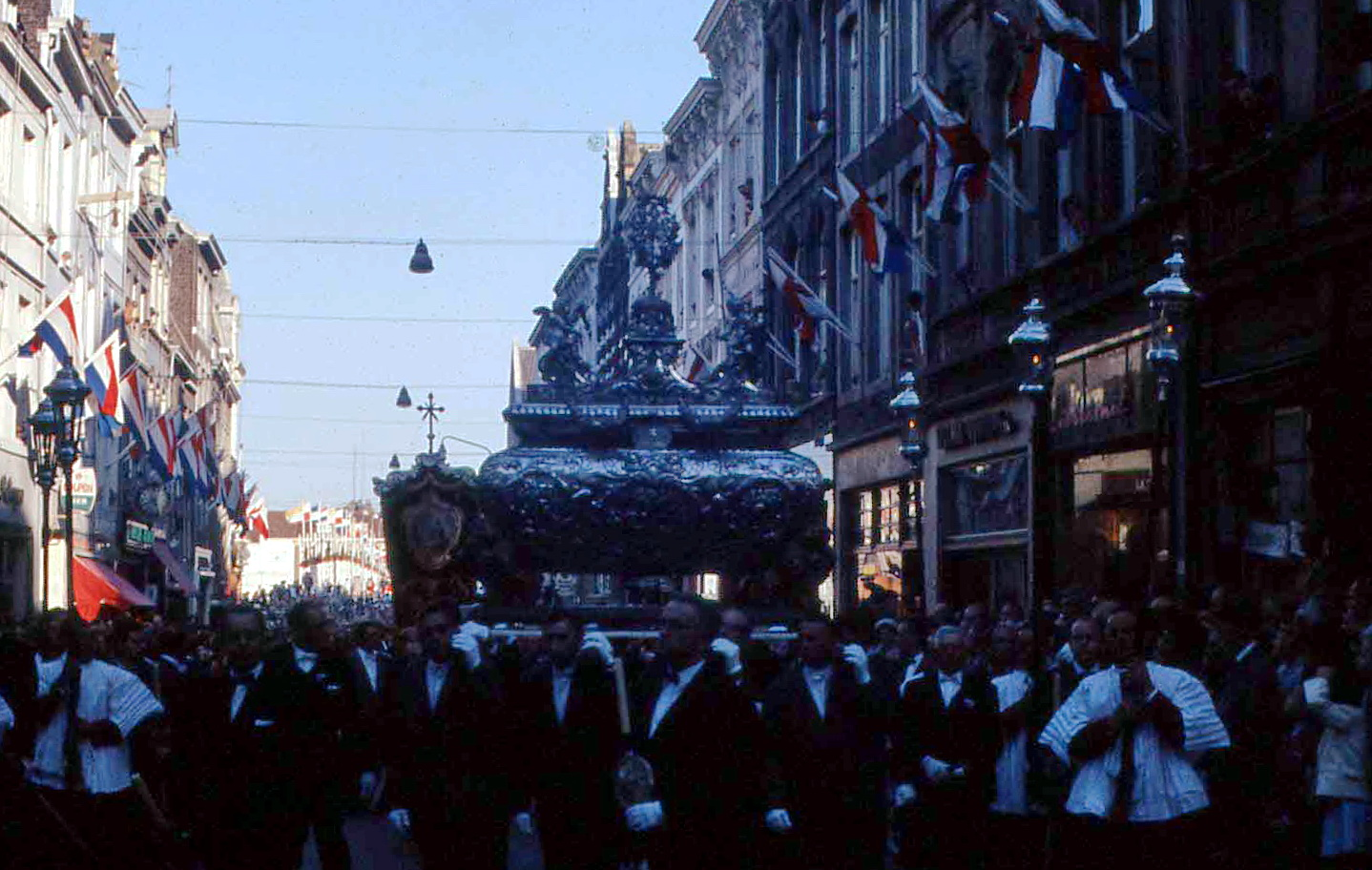
Sint-Gummarusschrijn uit Lier in de ommegang (1969)

In de kerkelijke schatkamers van Maastricht en in bedevaartplaatsen in de wijde omgeving bevinden zich tal van andere relieken en reliekhouders die regelmatig of incidenteel te zien tijdens de heiligdomsvaart. Het 15e-eeuwse patriarchaalkruis van de Sint-Servaaskerk, met relikwieën van het Heilig Kruis, ging in 2018 nog steeds bij de reliekentoning, maar werd toen al te kwetsbaar gevonden voor processies buiten de deur. Andere kruisreliekhouders, het merendeel van de Servatiana, de Thomasarm, de reliekenhoorns, de ivoren en emaillen reliekenkistjes, het kleed van Monulfus (in de Sint-Servaas) en dat van Lambertus (in de Onze-Lieve-Vrouwe) komen de schatkamer helemaal niet meer uit. Een van de fragielste relieken uit de kerkschat van de Onze-Lieve-Vrouwebasiliek, de zogenaamde gordel van Maria, wordt juist wel meegevoerd, vanwege de symbolische betekenis voor de Maastrichtse Mariakerk. De reliekhouder wordt zowel in de kerk als tijdens de ommegang door een groep vrouwelijke vrijwilligers gedragen.
Bij elke heiligdomsvaart worden relieken uit andere plaatsen getoond. Beroemde reliekhouders die in het verleden naar Maastricht kwamen zijn: het Lothariuskruis en de Karelsbuste uit Aken, het Ursulaschrijn uit Keulen, het Remaclusschrijn uit Stavelot, de Lambertusbuste uit Luik en het Sint-Gummarusschrijn uit Lier. In 2018 waren er, naast de eerdergenoemde reliekbustes uit Houthem en Susteren, een kruisreliek uit Dordrecht (het Heylighe Hout van Dordt), relieken van de Heilige Liduina uit Schiedam en relieken van de heilige martelaren Cassius en Florentius uit Bonn.

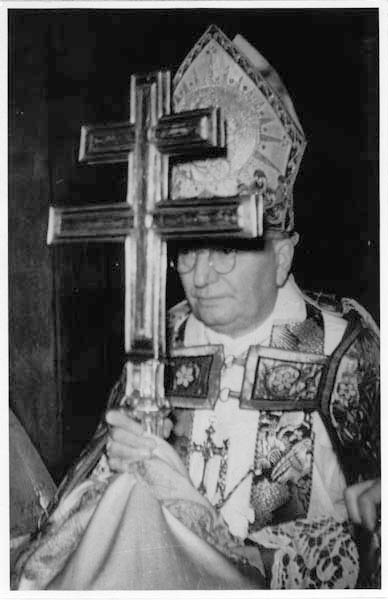
Bisschop Lemmens met het patriarchaalkruis, 1955
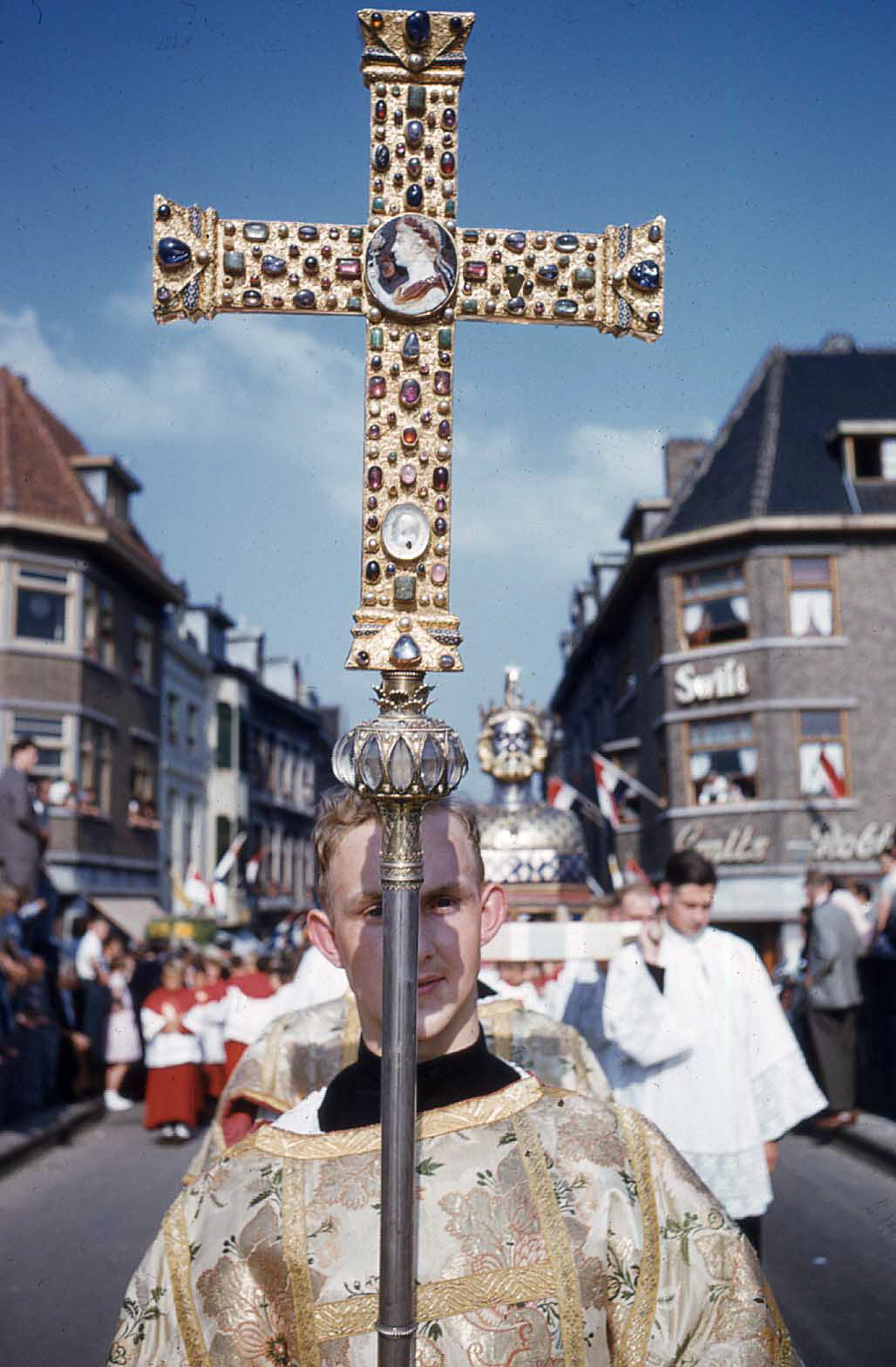
Lothariuskruis en borstbeeld Karel de Grote uit Aken, 1955
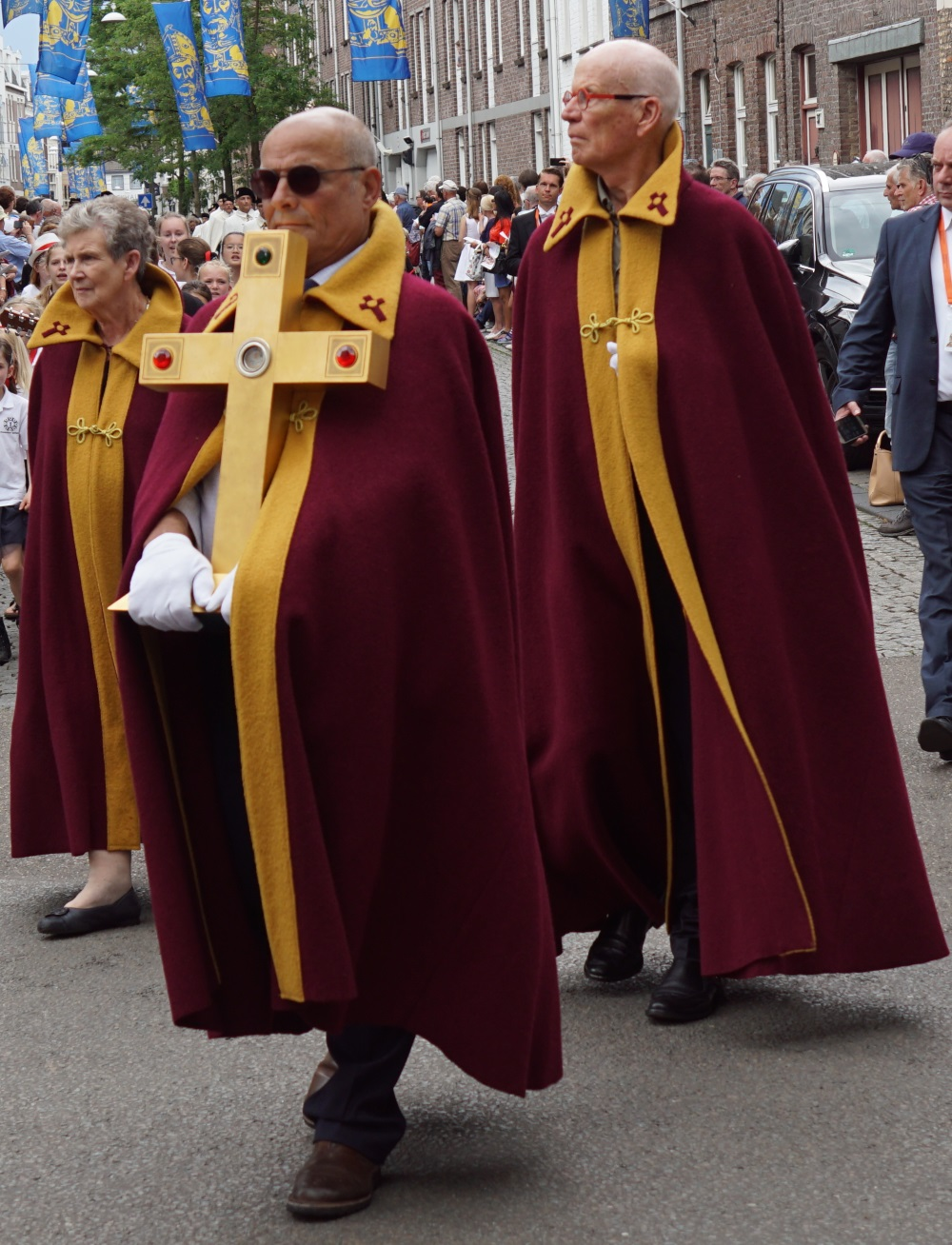
Kruisreliekhouder uit Dordrecht, 2018
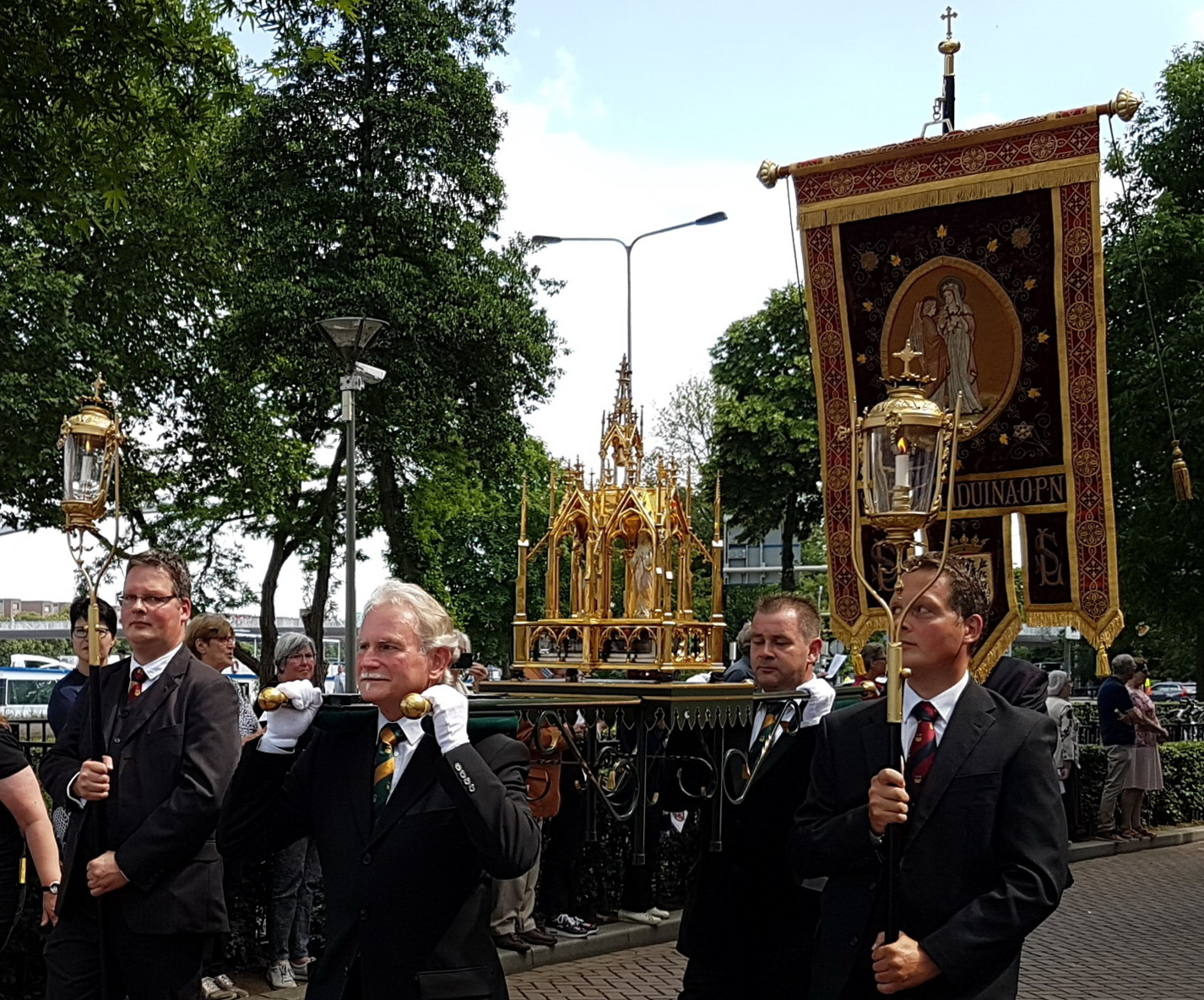
Reliekhouder van Liduina van Schiedam, 2018

#### Overige beelden
Naast de eerder genoemde stadsdevoties zijn er andere, minder bekende heiligenbeelden die in Maastricht of elders verering genieten. Enkele Maastrichtse parochies zijn in de heiligdomsvaart vertegenwoordigd met een beeld van hun patroonheilige, elk met zijn eigen dragersgroep. Voorbeelden zijn: de heilige Petrus (uit Sint Pieter), Antonius van Padua (uit Scharn) en Walburga (uit Amby). In 1997 was het Sint-Servaasbeeld uit Grimbergen een bijzondere gast; in 2018 was dat het genadebeeld van Onze Lieve Vrouw Oorzaak onzer Blijdschap uit Tongeren.

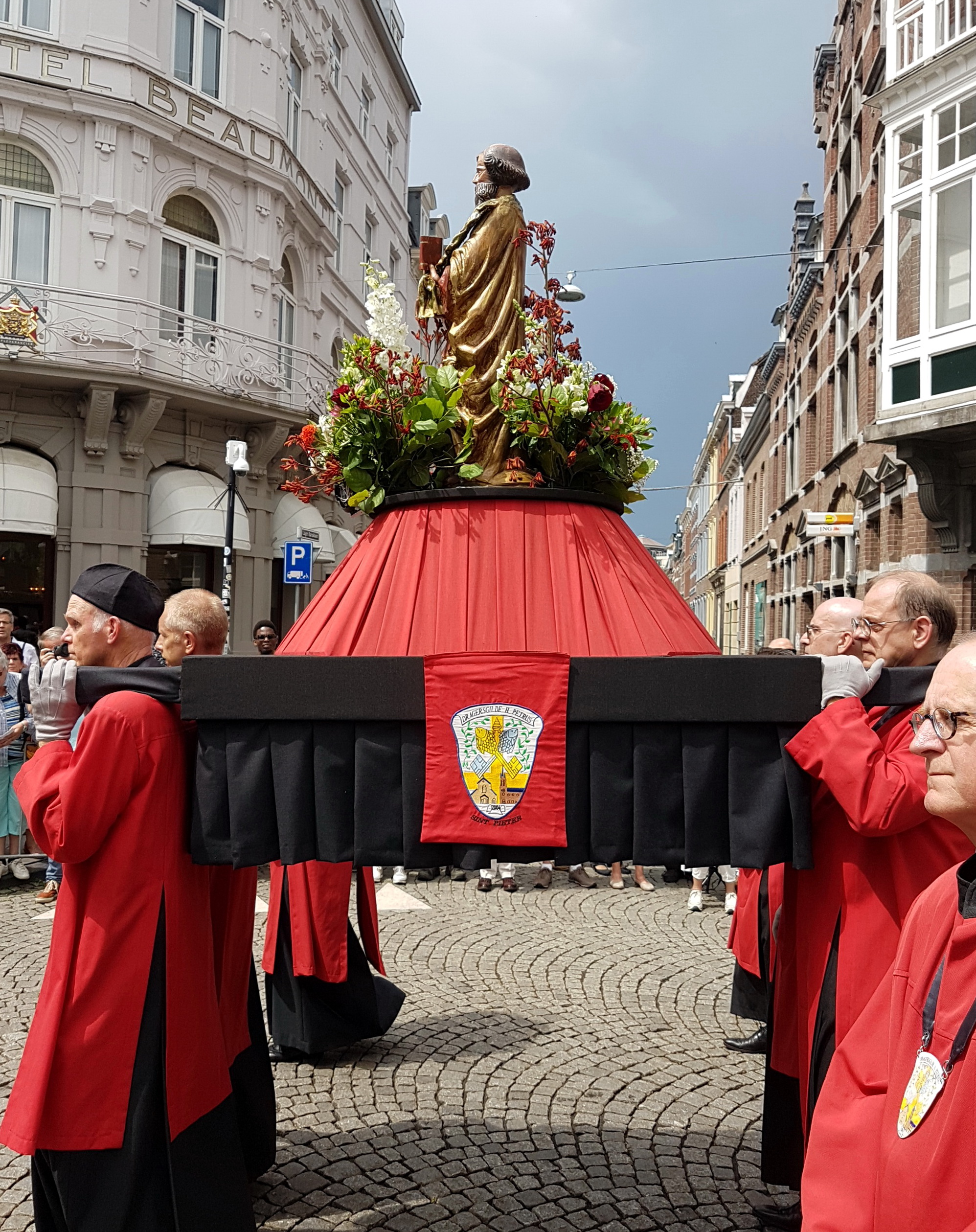
Sint-Petrus, Sint Pieter
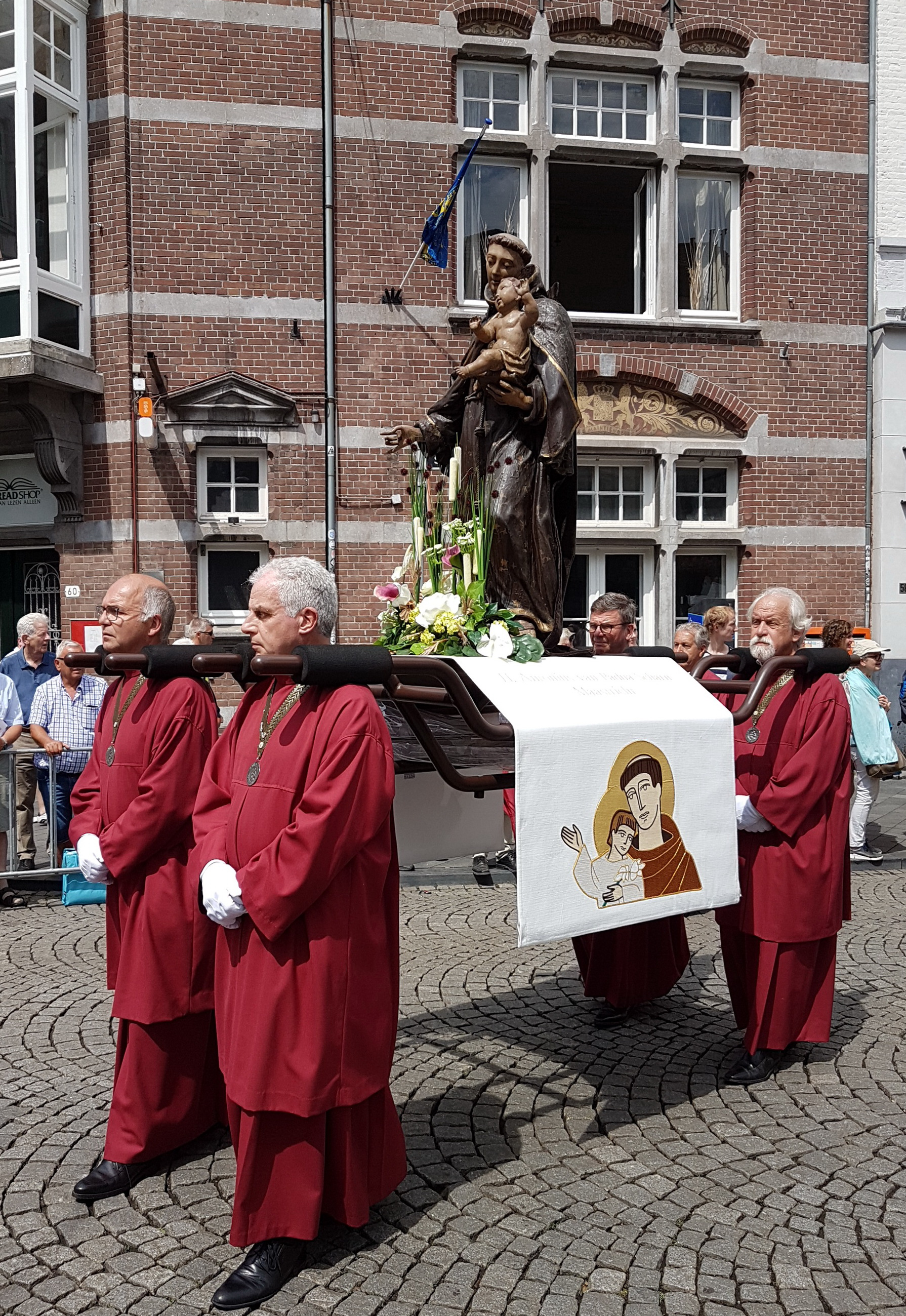
Antonius van Padua, Scharn
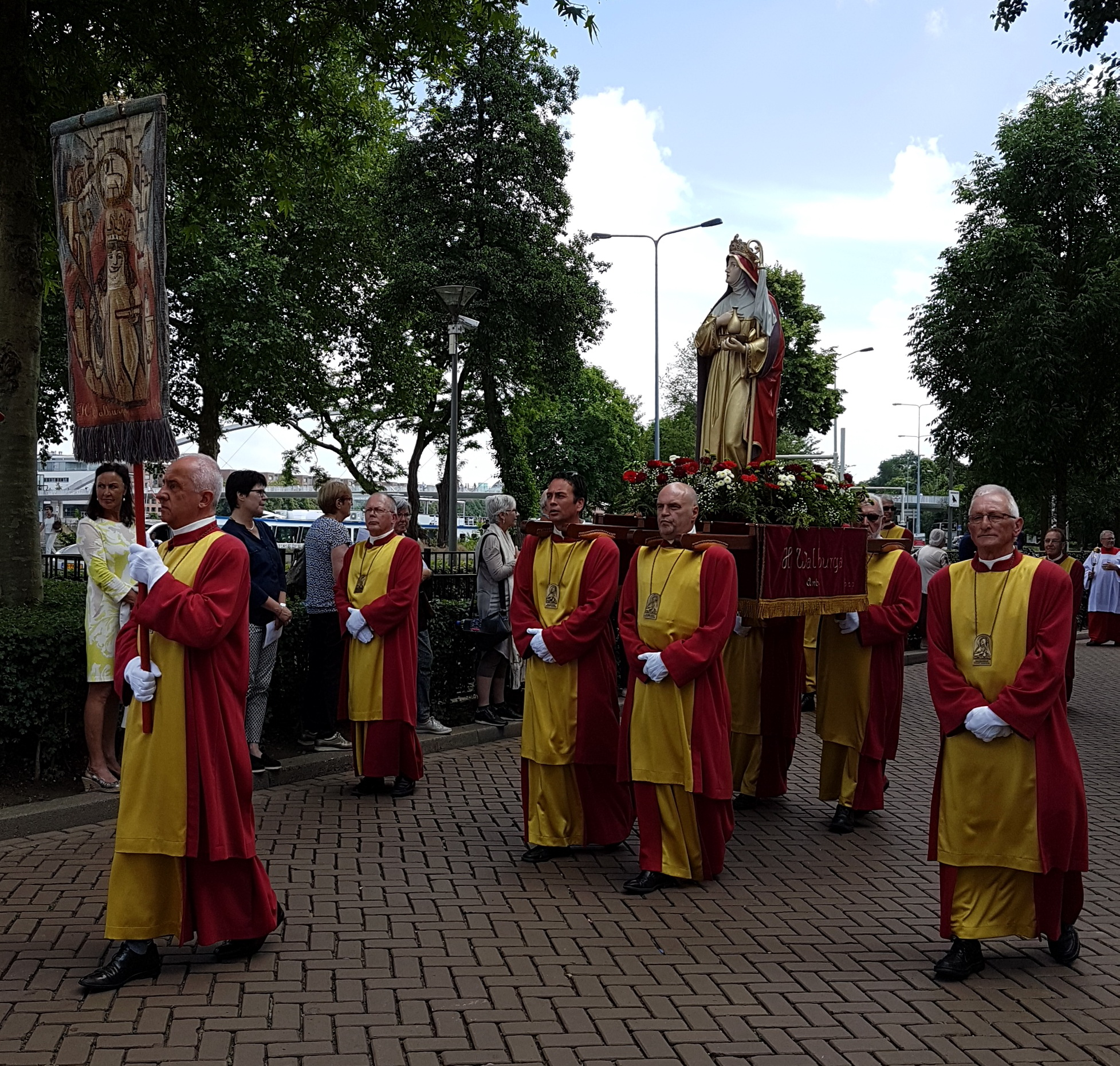
Sint-Walburga, Amby
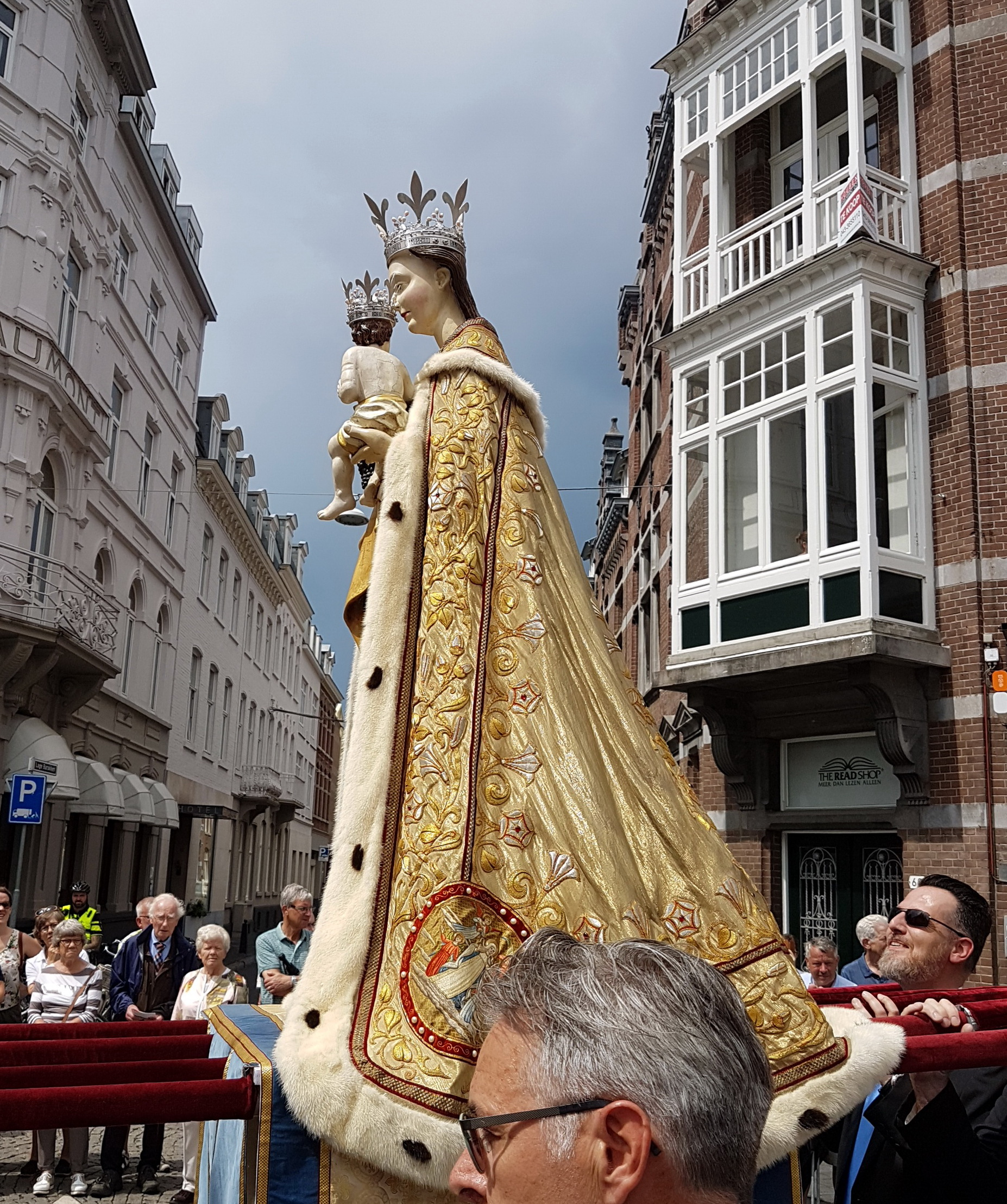
O.L.Vrouw van Tongeren